# Midwayi csata
A midwayi csata a második világháború egyik döntő ütközete volt 1942 júniusában a Csendes-óceánon a Midway-atoll térségében. 1942 tavaszára Japán megszállta a Fülöp-szigeteket, Szingapúrt, Holland Kelet-Indiát, valamint Új-Guinea északi felét, Új-Britanniát és a Salamon-szigeteket. Már a Csendes-óceán keleti és déli vizeit, Ausztrália északi partjait is veszélyeztette, amelyek védelméről gondoskodni kellett. Jamamoto Iszoroku stratégiai terve az Amerikai Egyesült Államok repülőgép-hordozóinak megsemmisítését tűzte ki célul, mivel ezeket tartotta a csendes-óceáni japán terjeszkedésre legveszélyesebb fegyvereknek. Ezt húzta alá az 1942. április 18-án Doolittle ezredes vezette bombatámadás Tokió ellen. Mivel a japán főparancsnok a Hawaii-szigetekre telepített amerikai repülőcsoportosítást immár túl erősnek ítélte ahhoz, hogy Pearl Harbort ismét megtámadhassák, a Midway-atollon települő légi támaszpontot választotta célpontnak. Az amerikaiak azonban időközben megfejtették a japánok biztonságosnak hitt 97-es típusú rejtjelező készülékét, az Enigmáéhoz hasonló rejtjelező géppel kódolt jelek túlnyomó részét, az MI hadművelet célját, ugyanakkor a japánok, gyengén működő hírszerzésük miatt, lényegében semmit nem tudtak az amerikaiak felkészültségéről és helyzetéről.
A japánok feltételezték, hogy az amerikaiak pontosan úgy fognak cselekedni, ahogy azt ők eltervezték. Túlzott önbizalmuk miatt erősen felülbecsülték saját teljesítőképességüket, ugyanakkor jelentősen alulértékelték az amerikaiak küzdőképességét, harci elszántságát. Erőiket megosztották, ami később végzetesnek bizonyult, valamint Nagumo tengernagy nem tanúsított kellő rugalmasságot a krízishelyzetekben. A hadihajóknak a partraszállás segítésére kellett volna koncentrálniuk, miközben a bombázóknak az ellenséges repülőgép-hordozókat kellett volna támadniuk. A csata során a japánok elveszítették négy repülőgép-hordozójukat a hadműveleti terv kidolgozatlansága és a rossz döntések miatt. A háború menete a Csendes-óceánon megfordult: Japán innentől kezdve néhány területtől – mint Burma – eltekintve védekezésre, megszálló csapatainak ellátására kényszerült, míg az Egyesült Államok és szövetségesei megkezdték a megszállt területek felszabadítását. A midwayi siker lehetővé tette az Egyesült Államok számára, hogy a csendes-óceáni helyzet kedvező alakulásával az erőit ténylegesen is Németország felé fordítsa, mely hadszíntér elsőbbséget kapott az 1942 január közepi első washingtoni konferencián meghatározottak szerint. Japán elveszítette haditengerészeti repülőgépeinek, hadihajóinak, képzett legénységének jelentős részét, amit későbbi tengeri ütközeteire nézve nem sikerült pótolnia. Ezen túlmenően nem tudott lépést tartani az észak-amerikaiak egyre növekvő anyagi, gyártásütemi és technikai fölényével sem.

## Előzmények

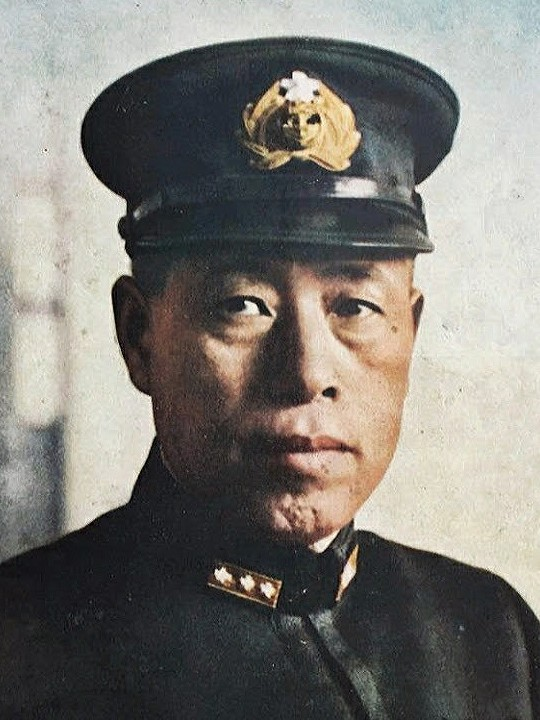
Jamamoto Iszoroku főparancsnok

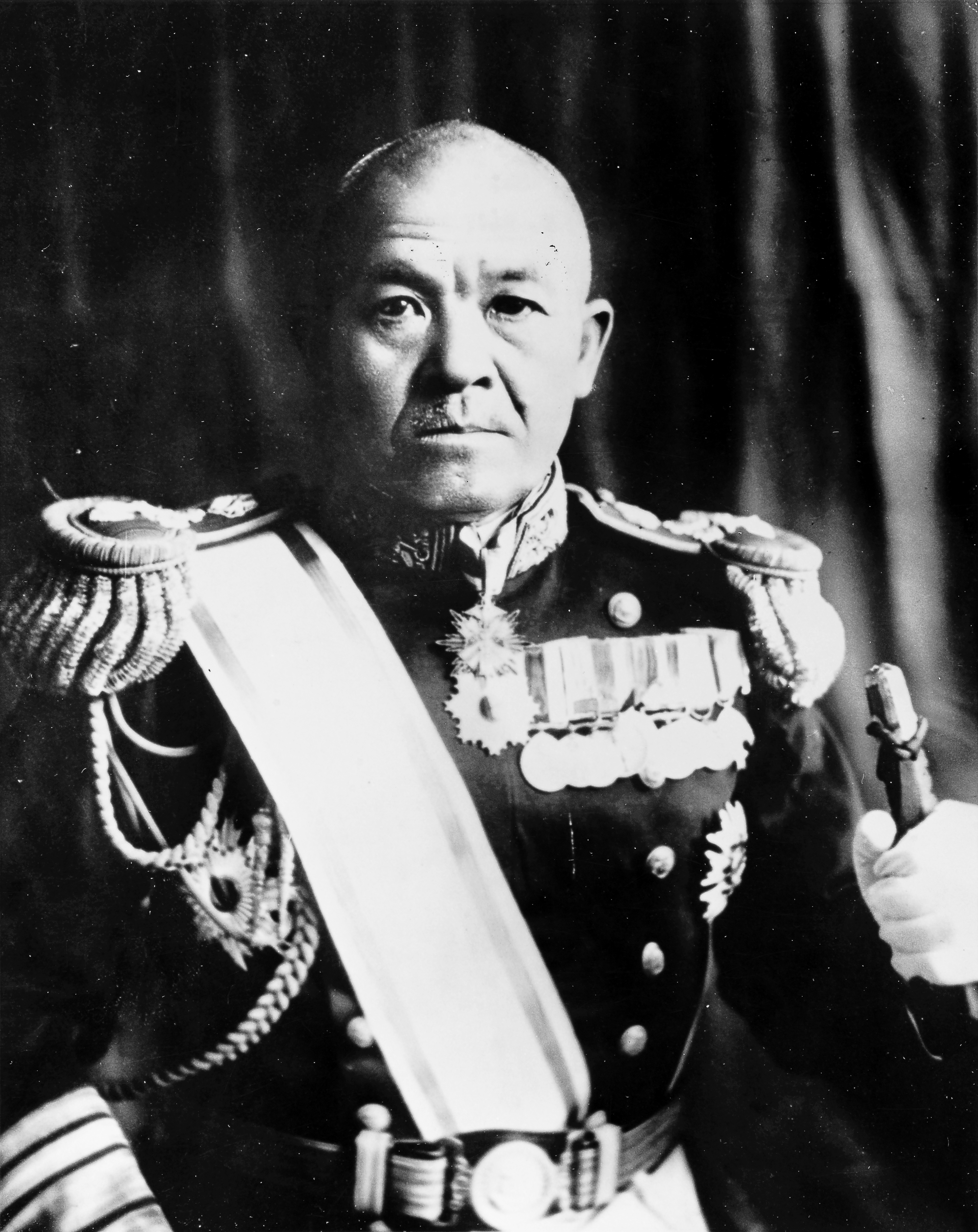
Nagumo Csúicsi tengernagy

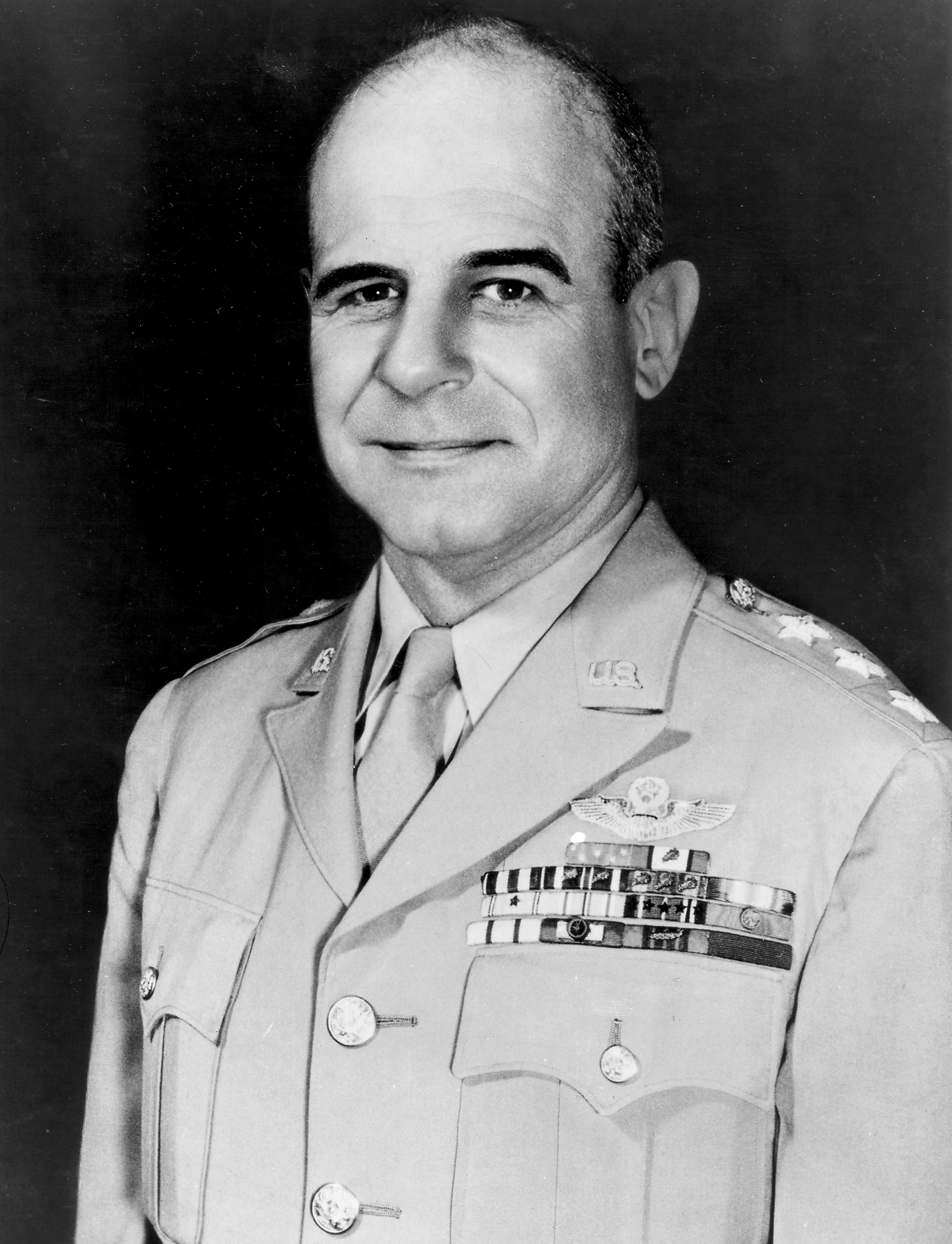
James Doolittle ezredes

1942 tavaszára Japán megszerezte a Fülöp-szigeteket, Szingapúrt, Holland Kelet-Indiát, valamint a Csendes-óceán keleti és déli vizeit. 1942 januárjában elkezdték az új hódítások védelmének tervezését. A hadsereg és a flotta stratégiai nézeteltérései azonban három hónapig akadályozták a haditervek kimunkálását. Áprilisra a lemondással fenyegetőző Jamamoto Iszoroku, a Japán Birodalmi Haditengerészet főparancsnoka saját stratégiai elképzelését fogadtatta el, és visszavonatta a konkurens, más műveleteket előnyben részesítő elképzeléseket.
Jamamoto stratégiai terve az Egyesült Államok repülőgép-hordozóinak megsemmisítését tűzte ki célul, mivel azokat tartotta a csendes-óceáni japán hatalomra a legveszélyesebb fegyvereknek. Ezt aláhúzta az 1942. április 18-án, James Doolittle ezredes által végrehajtott bombatámadás Tokió ellen. Az amerikai hordozók vonakodtak egy esetleg mindent eldöntő csatába bocsátkozni a japán flottával, amelynek a Csendes-óceánon összpontosított ereje akkor még nagyobb volt a Pearl Harborban nagy veszteségeket szenvedett amerikai erőkénél. Jamamoto azzal érvelt, hogy ha ismét megtámadnák Pearl Harbort, a flottatámaszpont védelmében harcba kényszerítenék és ezzel elpusztíthatnák a hordozókat, mert Japán tengeren még fölénnyel rendelkezett. Jamamoto azonban belátta, hogy a Hawaii-szigetekre telepített jelentős amerikai légierő veszélyeztetheti a japán flottát, ezért Pearl Harbor helyett Midwayt választotta célpontnak. Úgy ítélte meg, hogy az amerikai haditengerészet kiemelkedő fontosságúnak tartja Midwayt Hawaii védelme szempontjából, és hajlandó is lesz érte mindent bevetve küzdeni. Ebben igaza volt, Midwayt valóban fontosnak tartotta az amerikai haditengerészet. Ezt az is bizonyítja, hogy az ütközet után tengeralattjáró-bázist létesítettek rajta, ami által a korábban Pearl Harborból operáló tengeralattjárók műveleti területe majdnem 2000 kilométerrel megnövekedett, Midway repülőterei pedig a Wake-sziget elleni stratégiai bombázótámadások kiindulópontja lett.

## A japán haditerv

Az MI hadművelet terve

A rendkívül bonyolult, MI névre keresztelt haditervet Kurosima Kameto sorhajókapitány, Jamamoto hadműveleti főnöke dolgozta ki, akit a haditengerészet berkeiben „a hadműveletek istene” megnevezéssel illettek. Jamamoto úgy gondolta, hogy a megelőző hat hónap sorozatos vereségei demoralizálták az amerikai flottát, és emiatt nehéz feladat Pearl Harbortól távol sorsdöntő ütközetre bírni az amerikaiakat. Bonyolult haditerv készült, amely szétszórta a támadóerőket, hogy az amerikai felderítés ne észlelhesse a japán haderő nagyságát, különösen a felvonuló hadihajók számát. Először Nagumo hordozóinak ki kellett iktatniuk a Midway-atollra telepített repülőgépeket és a légibázist. Másnap a légitámadásoknak a partvédő erődítéseket kellett lerombolni. Harmadnap került volna sorra a partraszállás Kure szigetén, amit hidroplán-kiszolgáló bázissá rendeztek volna be. A negyedik napon szállt volna partra Midwayen az 5000 főt számláló tengerészgyalogos kontingens. A Pearl Harborból és a Csendes-óceán más részeiről odasiető amerikai flotta érkezését június 7-re várták. Támadásukat a Nagumo ereje mögött több száz kilométerrel haladó csatahajók, cirkálók és egyéb felszíni erők feladata lett volna megsemmisíteni, miután a hordozók légierője fellazítja a védelmet egy felszíni összecsapáshoz. A terv ezen része megfelelt bármely más, nagyobb haditengerészeti potenciállal rendelkező hatalom korabeli doktrínájának.
Nagumo mobil csapásmérő erejét, a Kidó Butai 1-et ezért csak két csatahajóval és három cirkálóval erősítették meg, míg az első flotta maradéka Jamamoto parancsnoksága alatt kb. négyszáz kilométerrel lemaradva követte. Kondó Nobutake altengernagy 2. flottája egy másik irányból közelített, és Jamamoto egységével együtt összesen két könnyű hordozóval, két hidroplán-anyahajóval, öt csatahajóval, hat cirkálóval és egyéb kisebb egységekkel rendelkezett. A 2. flotta volt az a csalétek, amire az amerikai flotta Pearl Harbor biztonságából kimozdulva megpróbált volna csapást mérni. Egy negyedik irányból Tanaka Raizó ellentengernagy vezetésével a Midway szigetén partra szálló tengerészgyalogságot szállító hajók közeledtek 18 romboló, egy könnyűcirkáló és két hidroplán-anyahajó kíséretében, az ötödik irányból pedig Kurita Takeo altengernagy négy nehézcirkálót és két rombolót számláló, a partraszállást fedélzeti ágyútűzzel támogatni hivatott ereje szelte a habokat. Tanaka és Kurita egységei a 2. flotta részét képezték. Nyugaton, Pearl Harbor és Midway között a 6. flotta Tengeralattjáró Előőrse zárta volna rá a csapdát a Midwaybe siető amerikai erőkre 11 tengeralattjárójával.

## Amerikai válaszlépések
A japán tervekben Midwayt „AF” kóddal látták el. Az amerikaiak megfejtették a japánok biztonságosnak hitt Type 97(en), az Enigmáéhoz hasonló géppel kódolt jeleinek túlnyomó részét, így a japán haditengerészet által aktuálisan használt, JN-25(en)-nek keresztelt kódolást is. Ebből, valamint a Magic, Sigint és Ultra jelentésekből megtudták, hogy május 10-én támadás várható az egyik támaszpontjuk ellen, de csak sejtették, hogy az „AF” Midwayt jelenti. Ezért cselhez folyamodtak: Midway nyílt rádióüzenetben egy meghibásodott desztillálóra panaszkodott. Nemsokára el is fogtak egy japán üzenetet, ami szerint az „AF”-nek vízellátási gondjai vannak.
Ennek tudatában Chester Nimitz tengernagy, a csendes-óceáni flotta főparancsnoka ki tudta alakítani saját haditervét. Átlátta, hogy a japánok négy külön hajórajjal vonulnak fel, és ez erősen korlátozza a csoportok együttműködését, valamint jelentősen meggyengíti a hajók fedélzeti légelhárítását is. Mivel az amerikai hordozók nagyobbak voltak, az erőviszonyokat Nimitz nagyjából kiegyenlítettnek ítélte meg. A repülőgép-hordozókat két csoportra osztotta Midway közelében. A 16. különleges egységet (a USS Hornet és a USS Enterprise repülőgép-hordozó, hat cirkáló, kilenc romboló) Raymond Spruance ellentengernagy vezette, a 17. különleges egységet pedig (a USS Yorktown repülőgép-hordozó, két cirkáló és öt romboló) Frank Fletcher ellentengernagy alá rendelték.

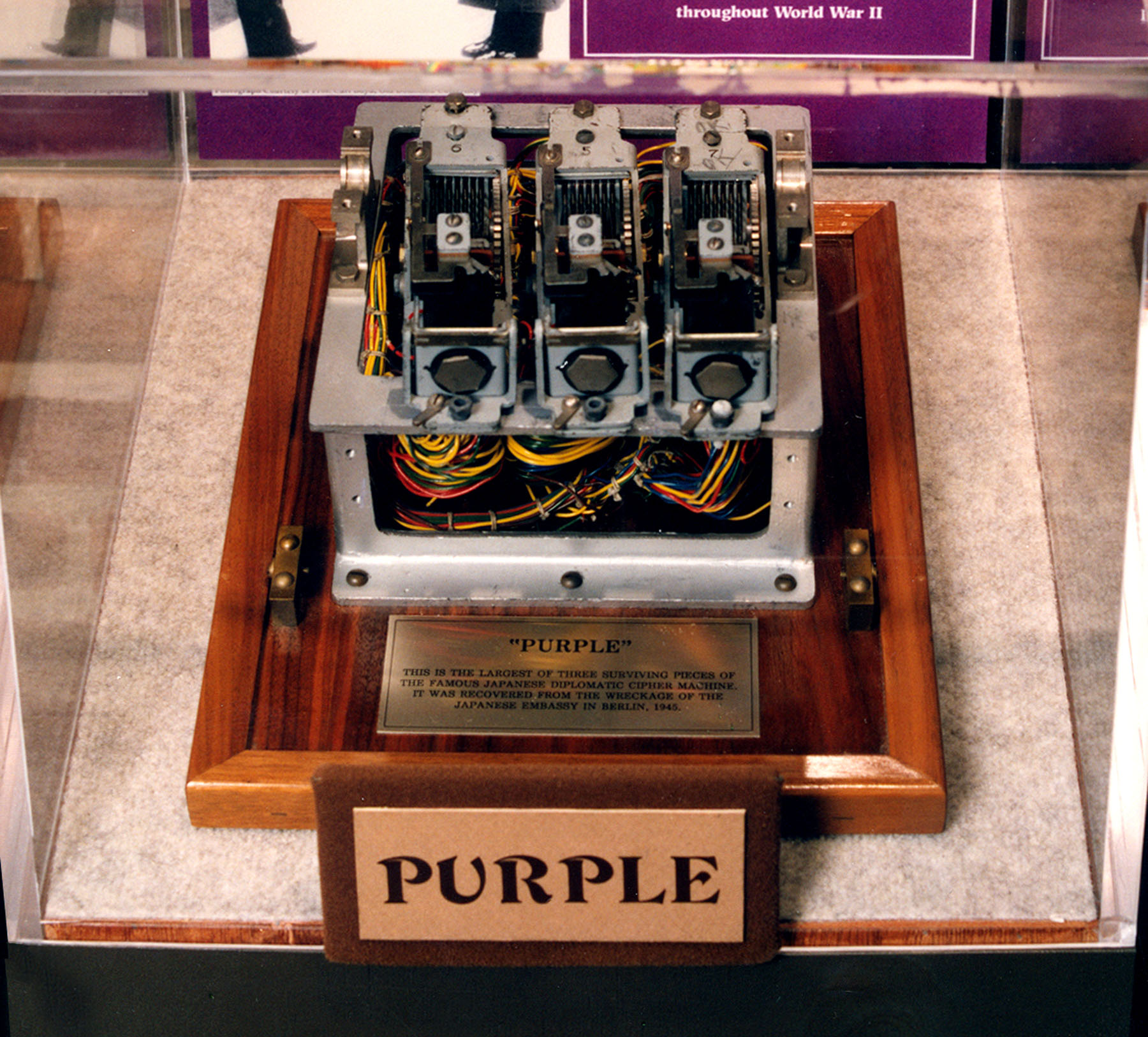
Type 97 diplomáciai titkosító gép egy része
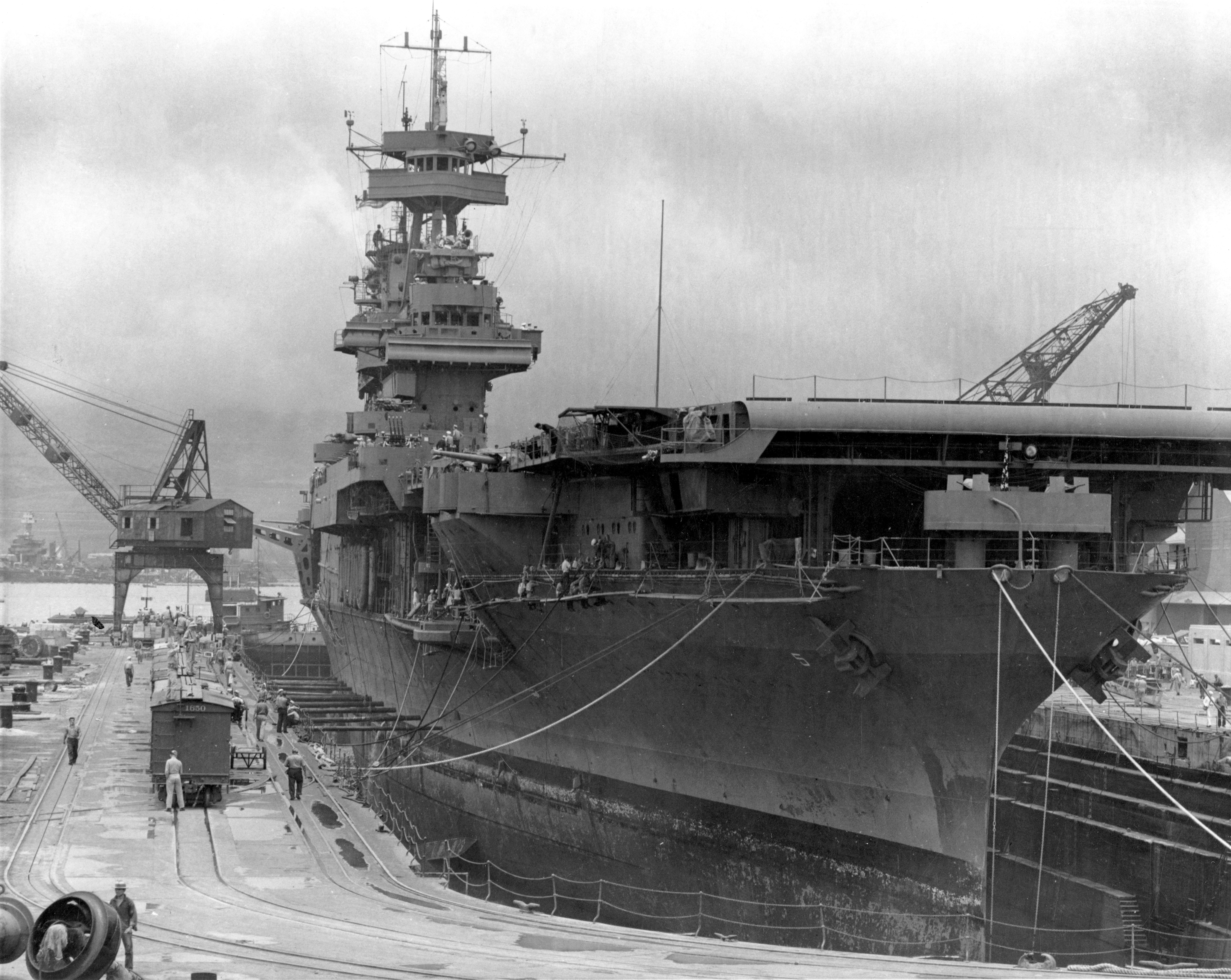
USS Yorktown (CV 5) Pearl Harborban, napokkal az ütközet kezdete előtt
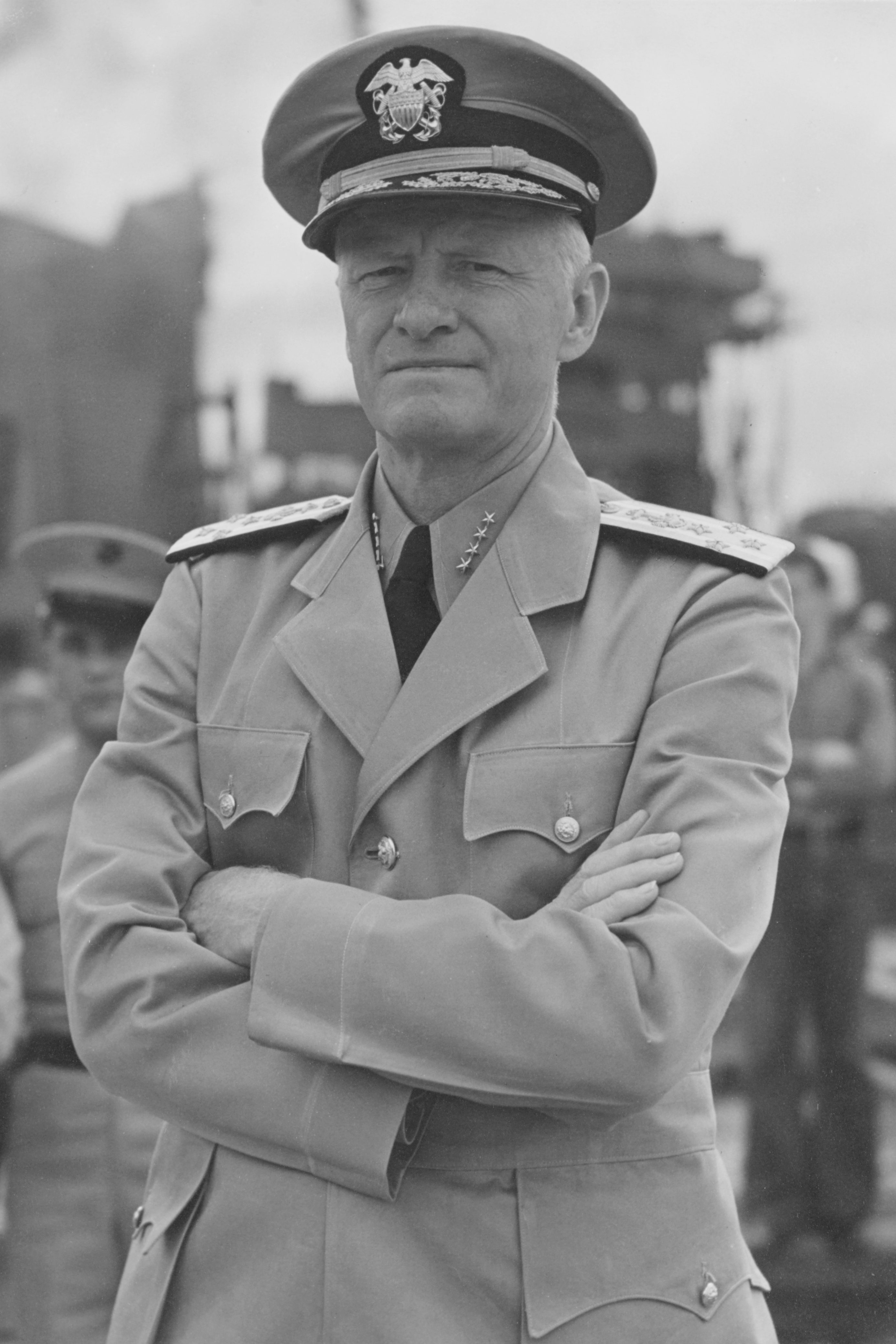
Chester Nimitz tengernagy
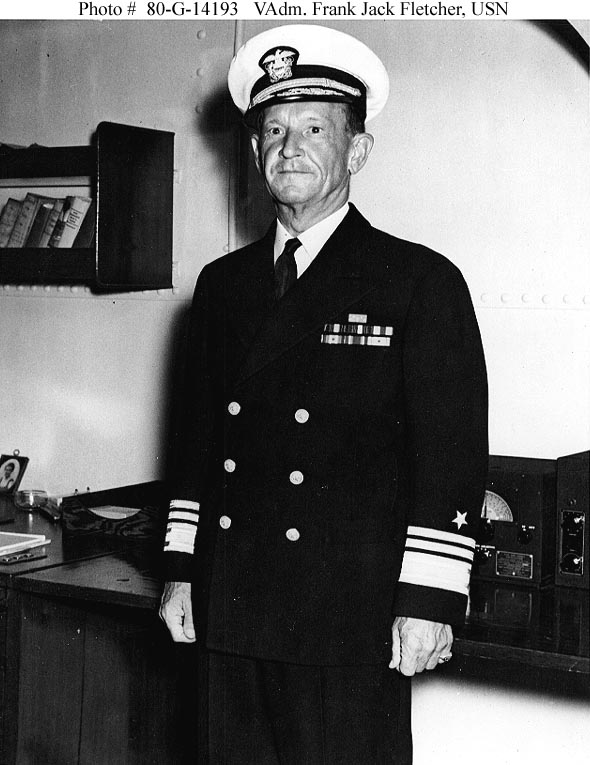
Frank Fletcher ellentengernagy
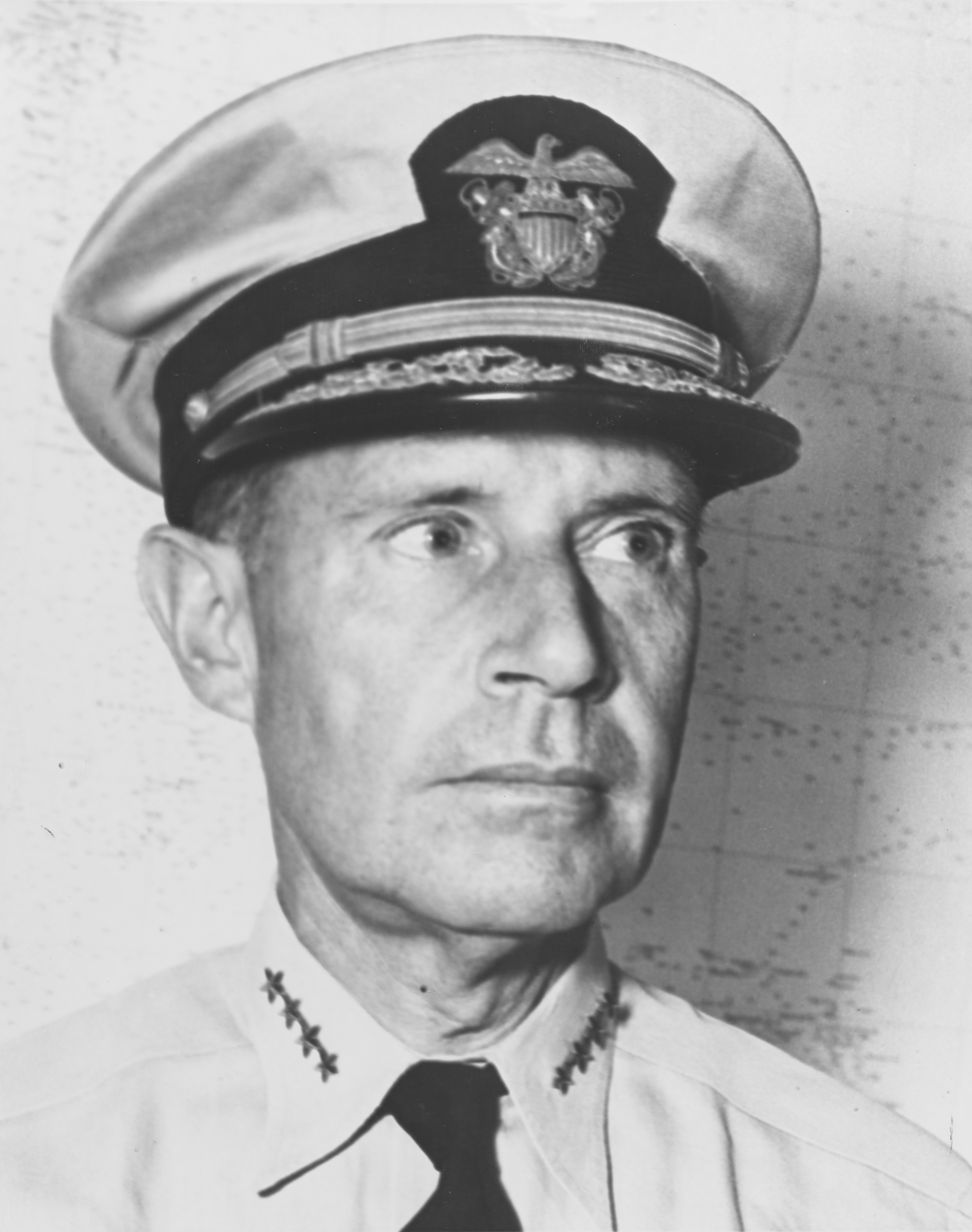
Raymond Spruance ellentengernagy

Ehhez azonban először harcképes állapotba kellett hozni a Yorktownt, ami a korall-tengeri csatában komolyan megsérült. Az előzetes becslések szerint a hajót hónapokig kellett volna javítani a Seattle közelében fekvő Puget-öböl javítóműhelyében. A Midwaynél tervezett összecsapáshoz azonban Nimitznek mindenképpen szüksége volt egy harmadik hordozóra, így nagy javításra nem volt idő. Mivel felvonói működtek és a fedélzet nagyjából használható maradt, a Pearl Harbor szárazdokkjában mindössze 72 órás feszített ütemű javítást engedélyeztek, és utána a hajót, Nimitz kívánságának megfelelően, két-három hétre bevetésre alkalmasnak nyilvánították. A fedélzeten tátongó lyukakat befoltozták, a belső váz darabjait eltávolították és új szerkezeti egységekkel helyettesítették. A javítást a kifutás után a vízen is folytatták úgy, hogy a Yorktown fedélzetére vette a USS Vestal javítóhajó legénységét. A USS Saratogáról több századnyi repülőgépet vezényeltek át, ezek személyzete azonban nem kapott lehetőséget a gyakorlatozásra.

## Csata

### Felvonulás
A japán flotta hordozócsoportja, a Kidó Butai 1. (az Akagi, a Hirjú, a Kaga és a Szórjú repülőgép-hordozó) május 26-án hagyta el Kuréban lévő támaszpontját a kísérőhajókkal. Két másik hordozójuk, a Zuikaku és a Sókaku a korall-tengeri csata után még nem állt készen a hadműveletek folytatására. Jamamoto terve, a Május-hadművelet szerint a rendkívül bonyolult, ám észrevétlenséget biztosító, több csoportra osztott felvonulás után először repülőgépeknek kellett volna Midway repülőtereit bombázniuk, hogy kikapcsolják az ellenséges légierőt. Ezután a gyalogság a flotta tűztámogatásával szállt volna partra. A Jamamoto által vezetett tartaléknak a Midway és az Aleut-szigetek között félúton kellett elhelyezkednie.

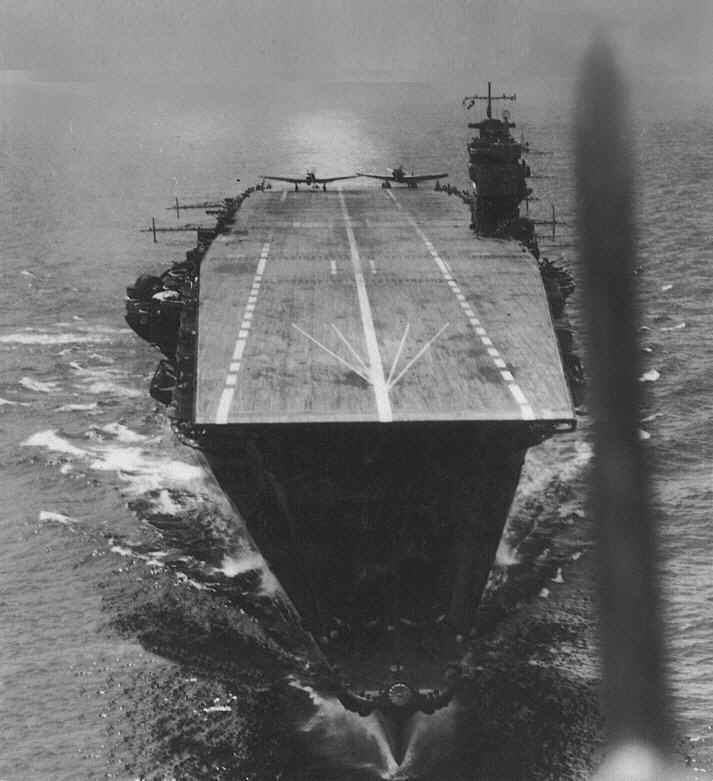
Akagi, a japán repülőgép-hordozók zászlóshajója
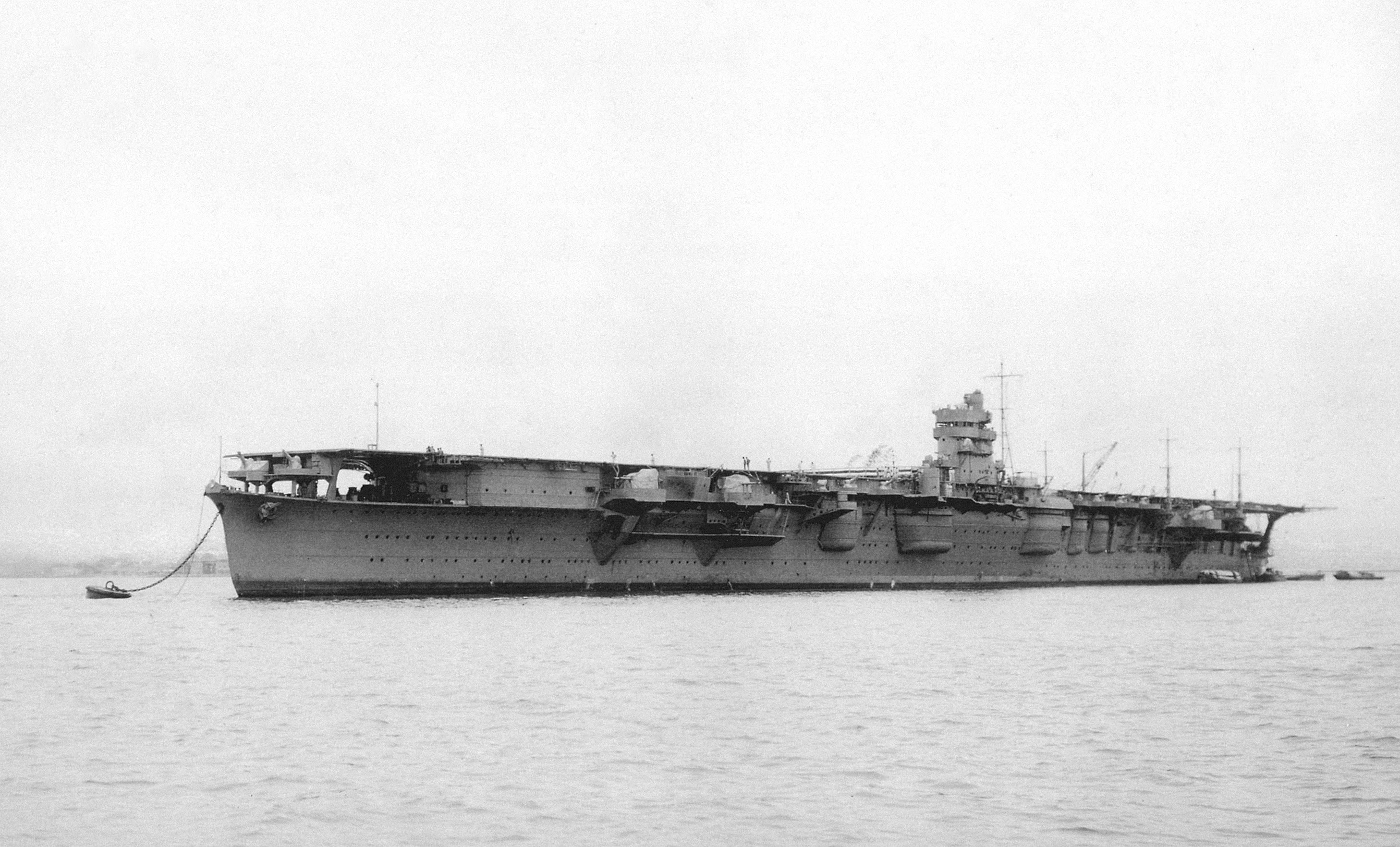
A Hirjú repülőgép-hordozó
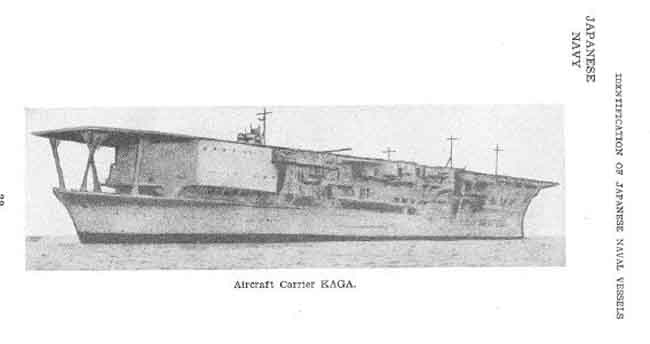
A Kaga repülőgép-hordozó
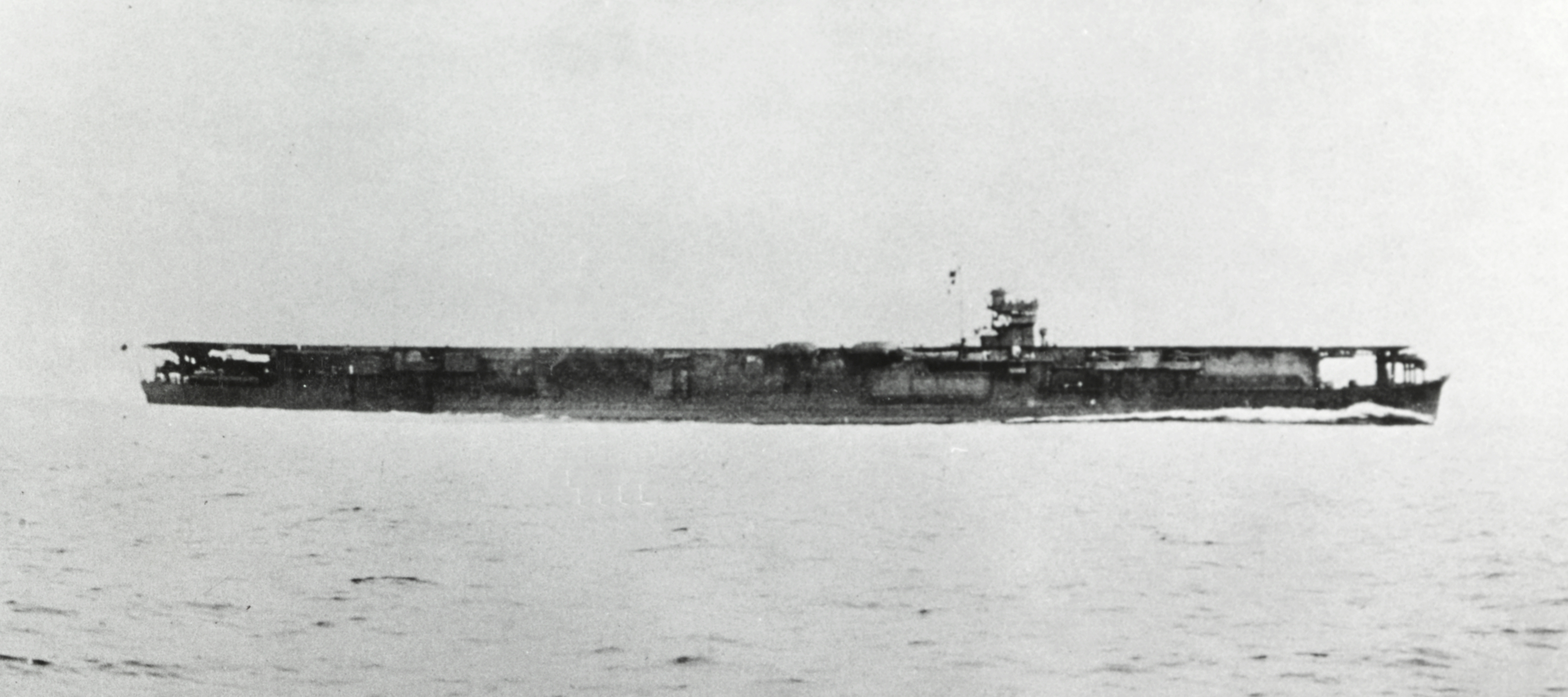
A Szórjú repülőgép-hordozó
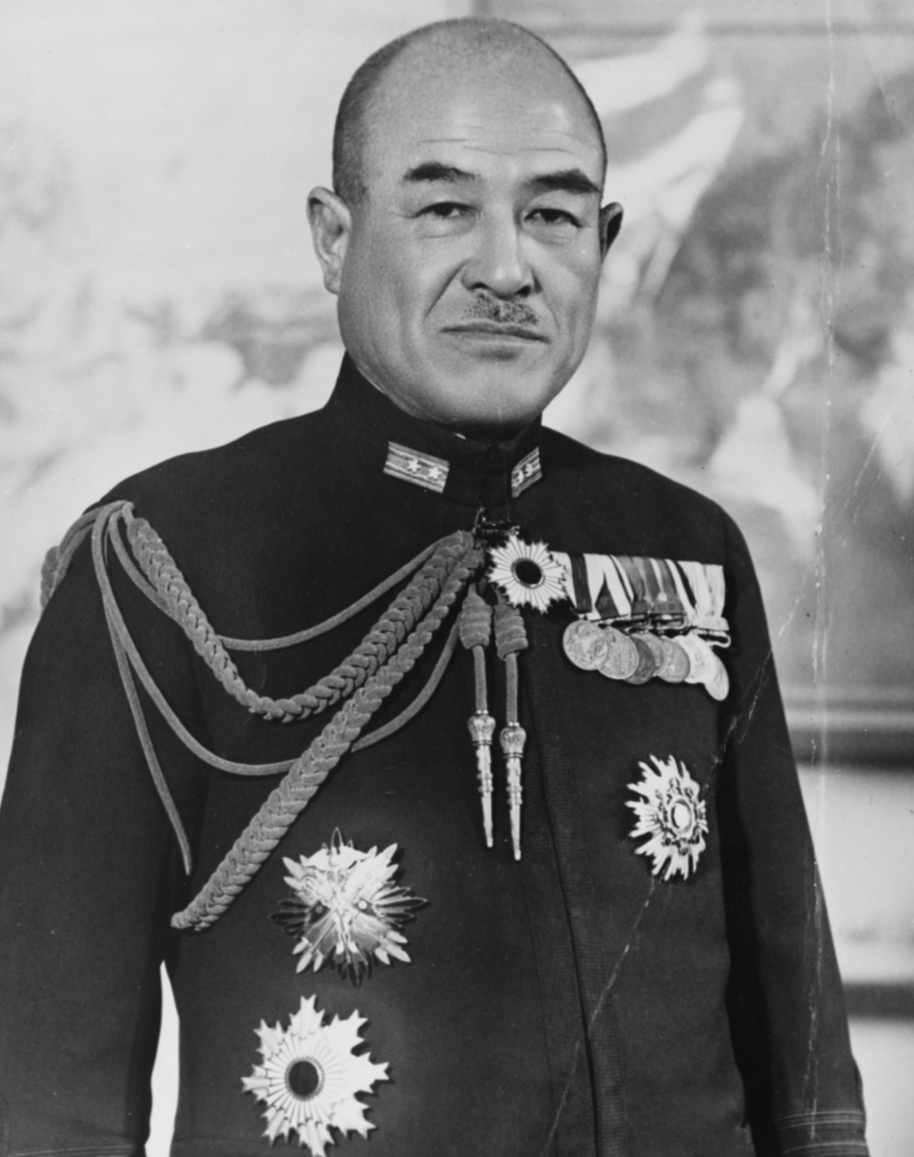
Cukahara Nisizó altengernagy

Május 26-án a K hadművelet részeként az I-121 tengeralattjáró megérkezett a French Frigate-korallzátony közelébe. Feladata szerint az I-122-vel és az I-123-mal közösen fel kellett volna töltenie a Kwajalein-atollról május 30-án felszálló hidroplánokat. A hidroplánok Pearl Harbor fölé repültek volna felderíteni, hogy ott horgonyoz-e az amerikai flotta. Ha ezt megteszik, felfedezhették volna, hogy az ellenséges flotta nincs a kikötőben, mert május 30-án reggel kilenc órakor már az utolsóként távozó Yorktown is kihajózott. De French Frigate pontját egy amerikai hidroplán-anyahajó őrizte, és emiatt a K hadműveletet Eidzsi Goto altengernagy előbb későbbre halasztotta, majd Goto főnöke, a 11. légi hadsereg parancsnoka Cukahara Nisizó altengernagy lefújta. Nagumóval a döntést a rádiócsend miatt nem közölték, így a tengernagy továbbra is abban a hitben volt, hogy a felderítés megtörtént, de nem szolgált semmi olyan újdonsággal, amit figyelembe kellene vennie.
Május 29-ével kezdődően a Nagumo csapásmérő ereje mögött kb. ezer kilométerrel hátrébb jövő, 34 hajóból álló magasabb egység rádiósai azt tapasztalták, hogy az Aleut-szigetek és Hawaii-szigetek térségében az amerikai rádióforgalmazás erősen megnövekedett. A rádióhívások legtöbbje repülőgépekről és tengeralattjárókról jött. A Wake-szigetről jelentés érkezett, hogy Midwayről felszállt repülőgépek tevékenykednek fölötte. A rádiólehallgatás által elfogott 180 üzenet közül 72 „sürgős” volt, ami gyanúsan magas arány. Jamamoto tengernagy a Jamato fedélzetén úgy érezte, hogy Nagumónak tudnia kellene erről. Csakhogy az általa nagyon nagyra tartott hadműveleti főnök, Kurosima óva intett Nagumo figyelmeztetésétől, mivel azzal megtörték volna a rádiócsendet, ezenkívül feltételezte, hogy Nagumo flottája szintén vette a tokiói rádiójelentéseket. Nagumóék antennái ezt a hosszúhullámú rádióadást valójában nem tudták fogni, így a tájékoztatás nem érte el őket.
A K művelet miatti késlekedés következtében az I-121, az I-122 és az I-123 nem ért oda időben a Hawaii-szigetektől nyugatra eső vonalra. Késett a Hawaii-tól északnyugat felé létesítendő kordonba kijelölt hét tengeralattjáró is, mert a felkészülés a tervezettnél hosszabb időt vett igénybe. Az utóbbiak június 1-je helyett csak június 3-án érkeztek meg, így június 2-ra az amerikai Task Force 16. és 17. elfoglalhatta kijelölt helyét Midwaytől 400 kilométerre északkeletre. Jamamoto megint hajlamos lett volna értesíteni Nagumót a késésről, de Kurosima ismét a rádiócsend szükségességét hangsúlyozta, és lebeszélte róla.
A laza láncba szervezett tengeralattjárók egy kivételével bele sem tudtak szólni az ütközet lefolyásába. Tanabe Jahacsi korvettkapitány I-168-as jelű tengeralattjárója Midway szigete előtt várakozott. Aprólékos megfigyeléseit továbbította Tokiónak. Napi 90–100 repülőgép érkezését és indulását figyelte meg, amelyek közül sok bombázó volt. Éjszaka fénypontokat látott a szigeten, ami azt sejttette, hogy bizonyos munkálatok még éjszaka sem szünetelnek.

### 1942. június 3.

A midwayi csatában részt vevő amerikai és japán repülőgépek léptékhelyes vázlata

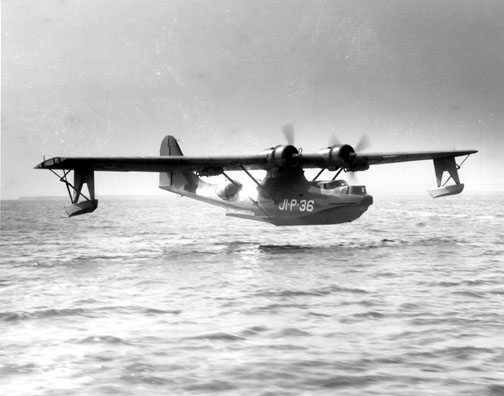
Egy PBY Catalina leszállás közben

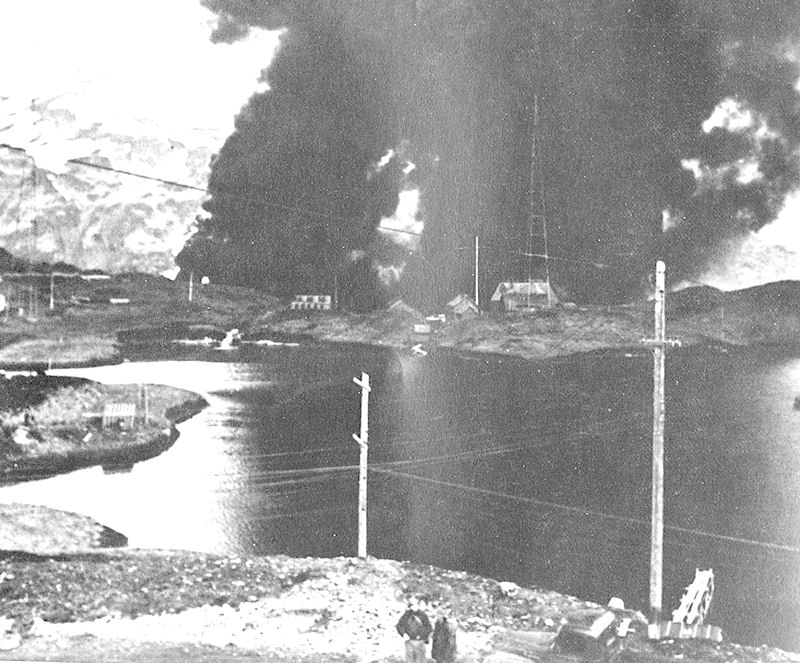
Dutch Harbor a támadás után

1942. június 3-án kora reggel a Hoszogaja Bosiró tengernagy által vezetett erők az AL-művelet keretében megtámadták az Aleut-szigeteket, a Dzsunjó és a Rjúdzsó hordozó repülőgépei Dutch Harbort bombázták. Korábban ezt elterelő hadműveletként értékelte a történelemtudomány, viszont újabb keletű kutatások szerint az AL-műveletnek egy időben kellett volna lezajlania a Midway elleni támadással, azonban Nagumo flottája egy nappal meghosszabbította a felkészülésre szánt időt.
Hajnali 4 óra 15 perckor Midwayről felszálltak a PBY Catalina hidroplánok, hogy a várt japán flotta érkezését felderítsék. A szigetektől 750 km-re délnyugatra reggel 9 órakor J. P. O. Lyle főhadnagy két kis aknaszedő naszádot pillantott meg, amelyek lőni kezdtek rá, ezért jelentést tett a japán hajókról. A nyugati irányban felderítést végző Jack Reid hadnagy gépe 9 óra 25 perckor rálelt a Dzsincu könnyűcirkáló vezette szállítóhajó csoportra, és jelentést tett, hogy megtalálta „a főerőt”. A bővebb jelentést követelő Midway utasítására 11 óráig maradt a japán hajók közelében, és 11 hajó jelenlétét jelentette 1100 km távolságban, amelyek kelet felé tartottak.
Reid 11 órás jelentése nagyobb erőről tanúskodott, mint a két másik hidroplánról befutó három másik észlelés, ezért 12:30-kor 9 darab B–17-es szállt fel Walter C. Sweeney alezredes parancsnoksága alatt Midwayről ebbe az irányba. Délután négykor felfedezték a Dzsincu szállítóhajóit Midwaytől 1060 km-re nyugatra. A heves légelhárítótűz ellenére ledobták bombáikat. Találatokat jelentettek, de valójában semmiféle sérülést nem okozott a támadás. A japán flotta számára azonban intő jelként kellett volna szolgálnia, hogy felkészülten várják, és már ezer kilométer távolságból támadják őket.
Fletcher tengernagy a Yorktown fedélzetén nem értette, miért jelenti Reid a főerő érkezését délnyugati irányból, amikor Nimitz eligazítása szerint a japán hordozók északnyugat felől kellett, hogy támadjanak és addig minden részletében helyesen jelezte előre a japán lépéseket. Május 31-én rajtaütést hajtottak végre Diego-Suareznél Madagaszkáron, június 1-jén rajtaütöttek Sydney kikötőjén, és június 3-án megtámadták Dutch Harbort. Nimitz nem sokkal később rádióüzenetben figyelmeztetett rá, hogy ez még nem az ellenség főereje, hanem a partraszállást végrehajtani hivatott tengerészgyalogos kontingenst szállító hajók oszlopa. Ezért a Task Force 16. és 17. a helyén maradt, és továbbra is Point Luck körül cirkálva várt.
21:30-ra sikerült előkészíteni négy frissen Midwayre érkezett Catalina hidroplánt, amelyeket torpedóval szereltek fel. A rendkívül lassú hidroplánok június 3-áról 4-ére virradó éjjel egy óra húsz perckor találták meg a Dzsincu csoportját. Hárman egyenként rárepültek a hajókra és kioldották a torpedóikat; negyedik társuk eltévedt, és később hiába találta meg a célt, a rárepülést a légelhárító tűzben nem lehetett megkockáztatni az alig 160 km/h-s sebességgel repülő hidroplánnal. A Catalinák két találatot jelentettek, de valójában csak az Akebono Maru tanker kapott egy találatot az orrán, amelyben 13 ember meghalt, 11 megsebesült. A hajó képes volt folytatni az utat, és az oszlopból sem kellett kiválnia. Ez volt az ütközet során az első és egyben utolsó amerikai torpedó, ami célba talált és felrobbant.
A támadásról rádión hírt kapó Jamamoto törzse meglepődött. Számításuk szerint Midway csak azután szerez tudomást a japán hajókról, hogy június 4-én reggel Nagumo légitámadást indít a reptér ellen, ahol a földön tartózkodó gépeket megsemmisítik. Újból felmerült a kérdés, hogy nem kellene-e Nagumót értesíteni a történtekről, de mivel az amerikaiak nem a repülőgép-hordozókat fedezték fel, ezért úgy döntöttek, hogy a rádiótilalom megszegésével lelepleznék azok közeledését.

### 1942. június 4.

#### Légitámadás Midway szigete ellen
Június 4-én reggel a 16. és 17. különleges egység 320 km-re északkeletre, Nagumo Csúicsi japán tengernagy flottája pedig kb. 400 km-re nyugatra volt Midwaytől. Hajnali 4 óra 30 perckor felszállt 36 Aicsi D3A zuhanóbombázó, 36 Nakadzsima B5N torpedóbombázó és 36 Mitsubishi A6M Zéró vadász Midway repülőtereinek támadására. A támadást a vakbélgyulladással frissen műtött, tapasztalt Fucsida Micuo helyett a torpedóvető pilóta, Tomonaga Dzsóicsi százados vezette. Rettenetes megfázása és láza ellenére az Akagi hídján tartózkodott a Pearl Harbor-i győzelem másik kovácsa, a szintén tapasztalt Genda Minoru fregattkapitány, Nagumo hadműveleti tisztje. Genda javaslatait Nagumo hajlamos volt mindenre vonatkozóan elfogadni, ezért a cinikus kommentárok a csapásmérő erőt „Genda flottája”-ként emlegették. Ugyanekkor vadászok szálltak fel a japán flotta légterének védelmére és nyolc felderítőt indítottak a távolabbi vizek és a légtér megfigyelésére. A Tone cirkálónak meghibásodott a gőzkatapultja, és a két felderítőjét, a Tone-1-est és a Tone-4-est csak reggel 5 órakor, fél órás késéssel tudta elindítani.

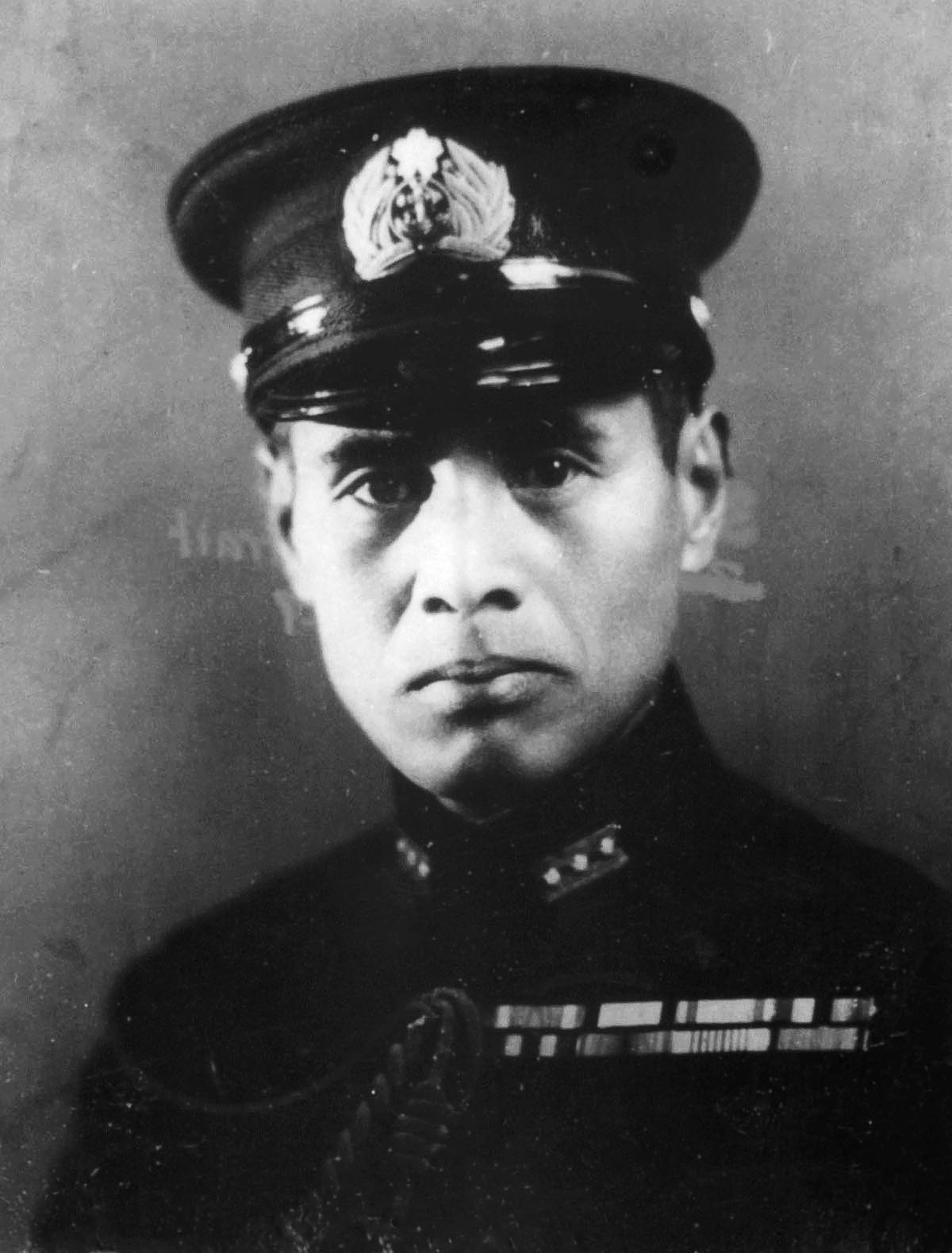
Genda Minoru fregattkapitány
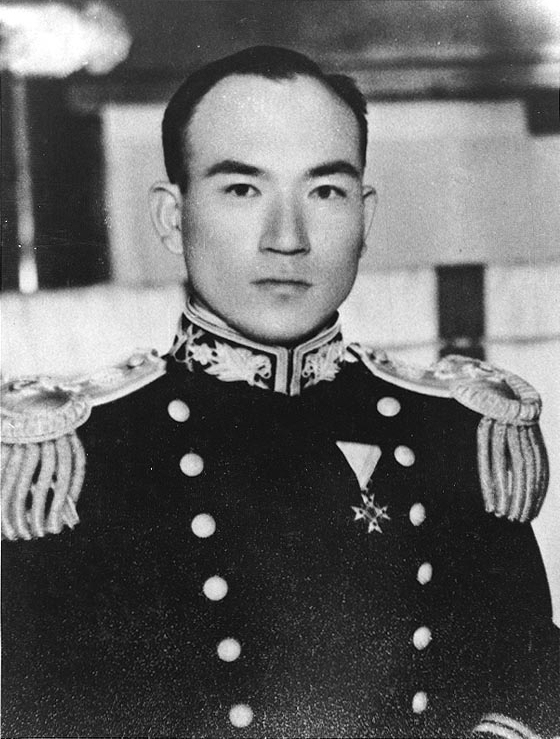
Tomonaga Dzsóicsi százados 1941-ben
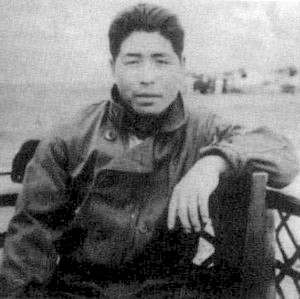
Szuganami Maszaharu fregatthadnagy
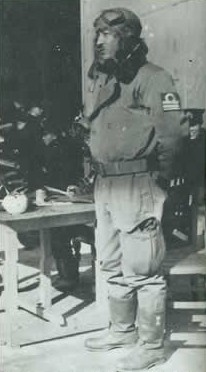
Fucsida Micuo 1941 októberében

5 óra 34 perckor a Howard Ady százados vezette PBY Catalina típusú felderítő felfedezte a japán hajókat. Húsz percnyi körülmanőverezéssel tisztázta a hajók irányát és sebességét. 5 óra 40 perckor William Chase százados Catalinája fedélzetén megpillantotta a Midway megtámadására indult japán repülőgépeket. A két észlelés elég volt, hogy 6 óra 7 perckor Fletcher tengernagy utasítást adjon Spruance-nek, hogy hordozói forduljanak délnyugat felé, a Yorktown pedig követni fogja. Fletcher már 6:00-kor elrendelte Spruance két hordozójának a támadás megkezdését, azonmód, mihelyt elérhető közelségbe tudnak kerülni, miközben a Yorktownt egyelőre tartalékban akarta tartani egy esetleges japán támadás elhárítására.

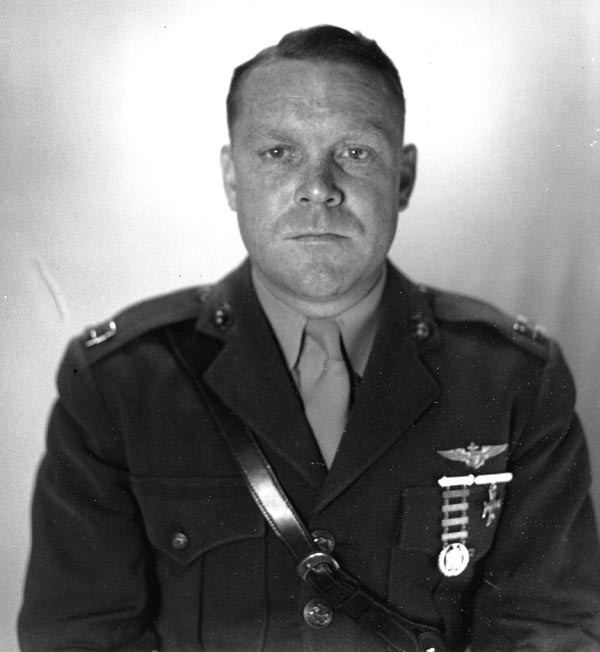
Floyd B. Parks 1942 március 23-án készült képe

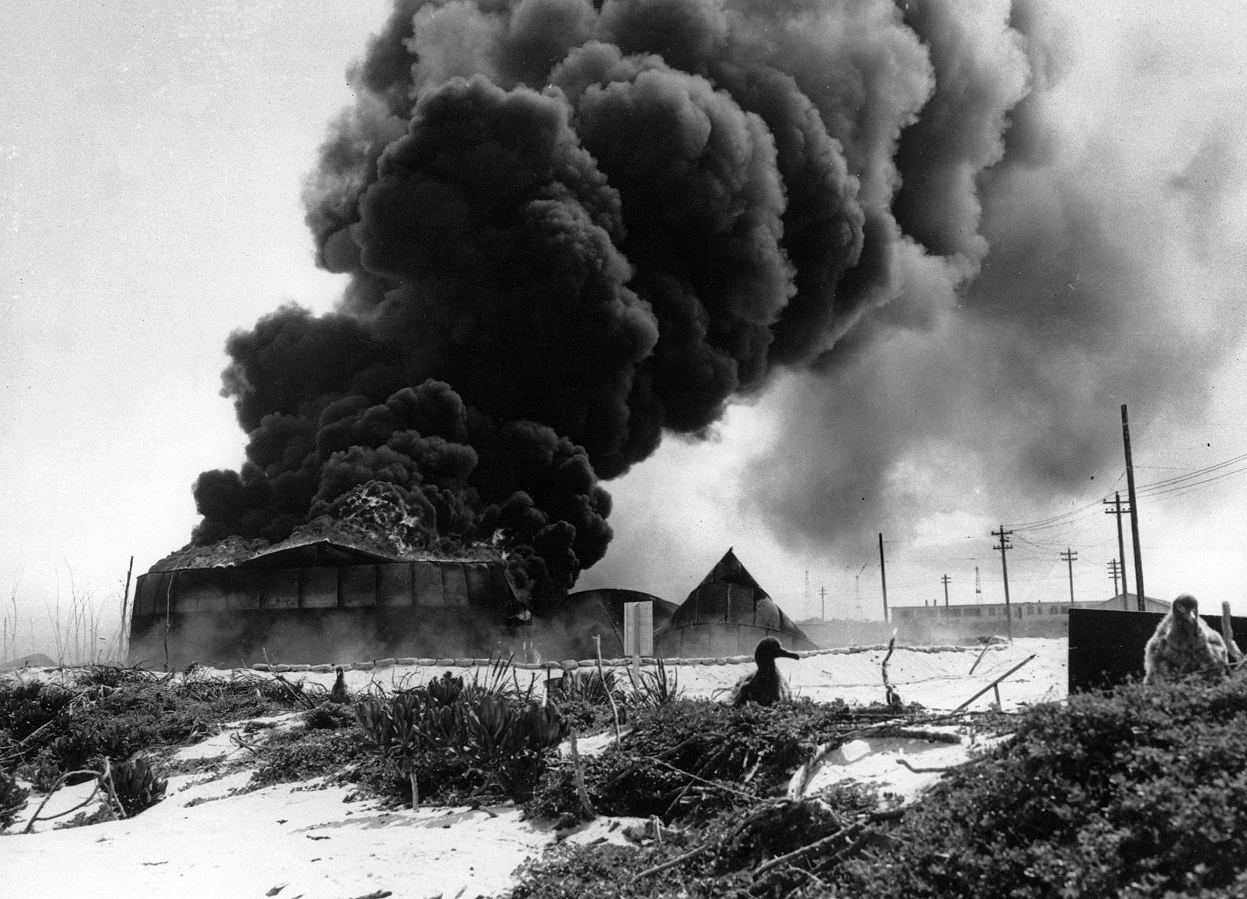
Égő olajtartályok 1942. június 4-én

Midway szigetén a fél hatos észlelés után az összes repülőgép járó motorokkal várta, hogy a japán gépek a radar hatósugarába érjenek. A terv szerint egyetlen gép sem maradhatott a földön a támadás idején, nehogy harcképtelen állapotban semmisítsék meg. 5 óra 53 perckor a radar kb. 160 kilométer távolságban megtalálta az ellenséget, így megkezdték a felszállást. Hat Grumman TBF-1 Avenger torpedóbombázó, 11 Vought SB2U-3 Vindicator zuhanóbombázó, 16 Douglas SBD Dauntless zuhanóbombázó, 4 torpedókkal felszerelt B–26 Marauder és 15 B–17 Flying Fortress indult el Midwayről, hogy elkerülje a japán gépek támadását. Hat órakor sietve levegőbe emeltek összesen 26 Grumman F4F Wildcat és Brewster F2A Buffalo típusú elavult vadászt, amelyek észak felé indultak, és 45 kilométerre a szigetektől körözni kezdtek.
Midway radarja 6 óra 10 perckor kb. 70 km-es távolságban mutatta a közeledő japán repülőgépeket. 6 óra 20 perckor az amerikai vadászgépek Floyd B. Parks őrnagy vezetésével váratlanul rájuk csapva megtámadták őket. A meglepetés elmúltával Szuganami Maszaharu fregatthadnagy, a Szórjú vadászai parancsnokának gyakorlott pilótái és sokkal gyorsabb Zérói 16 támadót lelőttek, nyolc gépen sérüléseket okoztak, így mindössze kettő maradt bevethető állapotban az ütközet után. 6 óra 31 perckor a Midway-szigetek légelhárítása tüzet nyitott a támadó repülőgépekre. A Hirjú és a Kaga pilótái a Sand-szigetre, az Akagi és a Szórjú pilótái a Keleti-szigetre összpontosítottak. Szétbombázták az üzemanyagtartályokat, a hidroplánok hangárját, a flotta kórházát, az ejtőernyőraktárt, a keleti-szigeti parancsnoki harcálláspontot, az erőművet, az étkezdét és a kantint, valamint az üzemanyag-vezetékeket. Meghalt 11 ember és megsebesült 18 fő. A japán csapásmérő gépek körülbelül harmadának megsemmisítését jelentették, ezzel szemben mindössze 11 gép nem tért vissza a japán hordozókra. A támadás nem érte el célját, a repülőterek annak ellenére, hogy súlyos károkat szenvedtek, működőképesek maradtak és az amerikai repülőgépek többsége is sértetlen maradt. Újabb csapást kellett volna mérni rájuk, hogy ne veszélyeztethessék a partraszállási műveletet. Tomonaga százados tudta, hogy a legfontosabbat nem sikerült megsemmisíteni: Midway légierejét elmenekítették előlük. 7 órakor leadta a rádióüzenetet a Kidó Butainak: „Szükség van egy második támadásra.”

#### Midway légierejének ellentámadása
7 óra 10-kor megérkezett a Midwayről felbocsátott hat Avenger és négy B–26 Marauder. A terv szerint találkozniuk kellett volna a tengerészgyalogság csapásmérő gépeivel és a vadászokkal, majd együtt támadták volna a japán flottát. A vadászokat azonban már jóval előbb elérte a végzet, amikor a Midway felé közeledő japán támadókötelékek ellen vezényelték őket, Langdon K. Fieberling százados pedig nem várva másokra, észak felé indult. Az Avengerek a Hirjút, a Marauderek az Akagit próbálták megtorpedózni, de összesen 30 légtérvédő japán vadászgép zúdult a nyakukba. A tíz amerikai gépből hetet lelőttek, az egyik B–26-os kis híján az Akagi fedélzetére zuhant, alig vétve el a hidat, ahol Nagumo és teljes törzse tartózkodott. A Midwayre visszatérő egy Avenger és két B-26-os (utóbbiak közül az egyik leszállás közben összetört) használhatatlan állapotba került.
Nagumo gyanította, hogy ellenséges hadihajók lehetnek a közelben. Repülőgépei felét, amiket torpedókkal és páncéltörő bombákkal láttak el, hogy ki tudjanak védeni egy esetleges tengeri támadást, visszatartotta. Ellenséges hajókról nem kapott híreket, viszont Midwayről légitámadások érték a flottát, és Tomonaga százados egy második támadás megindításának szükségességét jelezte. A gépeket 7 óra 15 perckor elkezdték átfegyverezni gyújtóbombára és földi célpontok ellen való hagyományos bombákra egy második támadás céljából. Eközben azonban 7 óra 28 perckor a nyolc felderítő egyike, a Tone-4-es jelentette, hogy tíz amerikai hadihajóból álló csoport halad párhuzamosan a japán flottával, kb. 380 km-re északkeletre. A jelentés nem részletezte a formáció összetételét, Kuszaka pedig úgy gondolta, hogy ha csak cirkálókról és rombolókról van szó, akkor felbukkanásuk ellenére mégis indítani kell a második hullámot Midway ellen. A helyzet értékelése után Nagumo a fegyverzet cseréjét 7:45-kor leállította, és a hajótípusok azonosítására utasította a Tone-4-est. Ekkor azonban újabb légitámadás alá került a flotta.

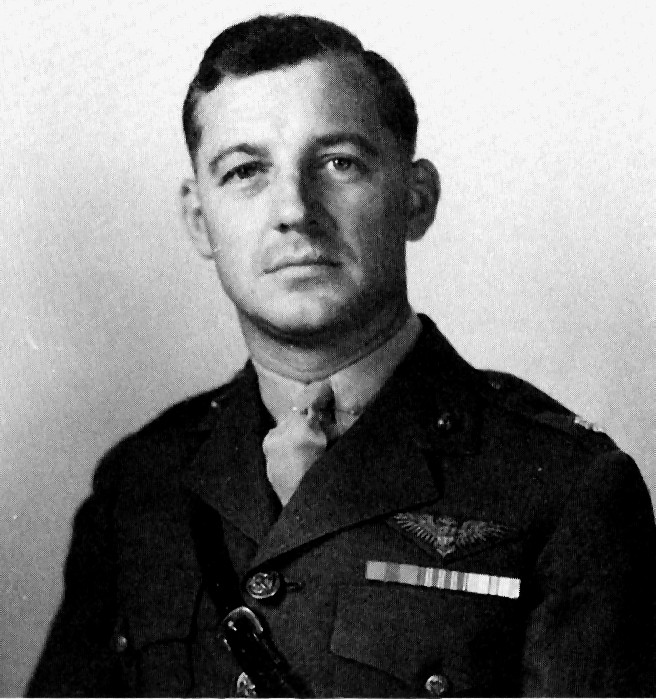
Lofton R. Henderson, a tengerészgyalogság őrnagya, 1941 júliusában
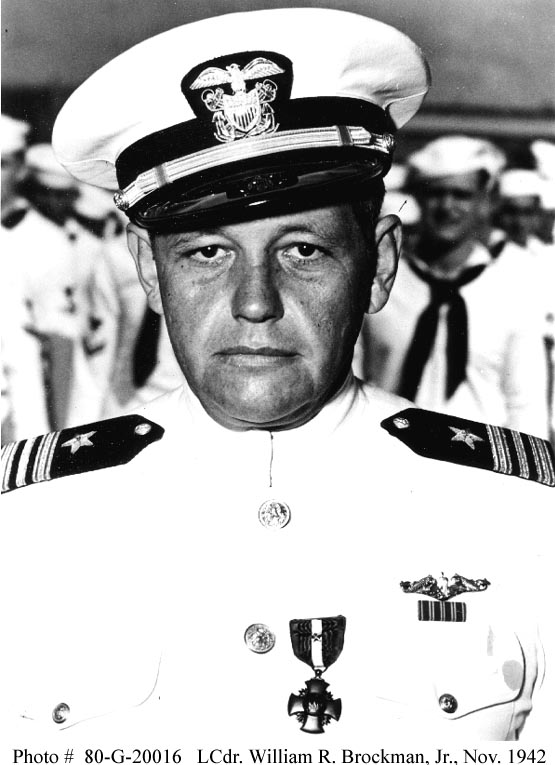
William R. Brockman, Jr. 1942 novemberében
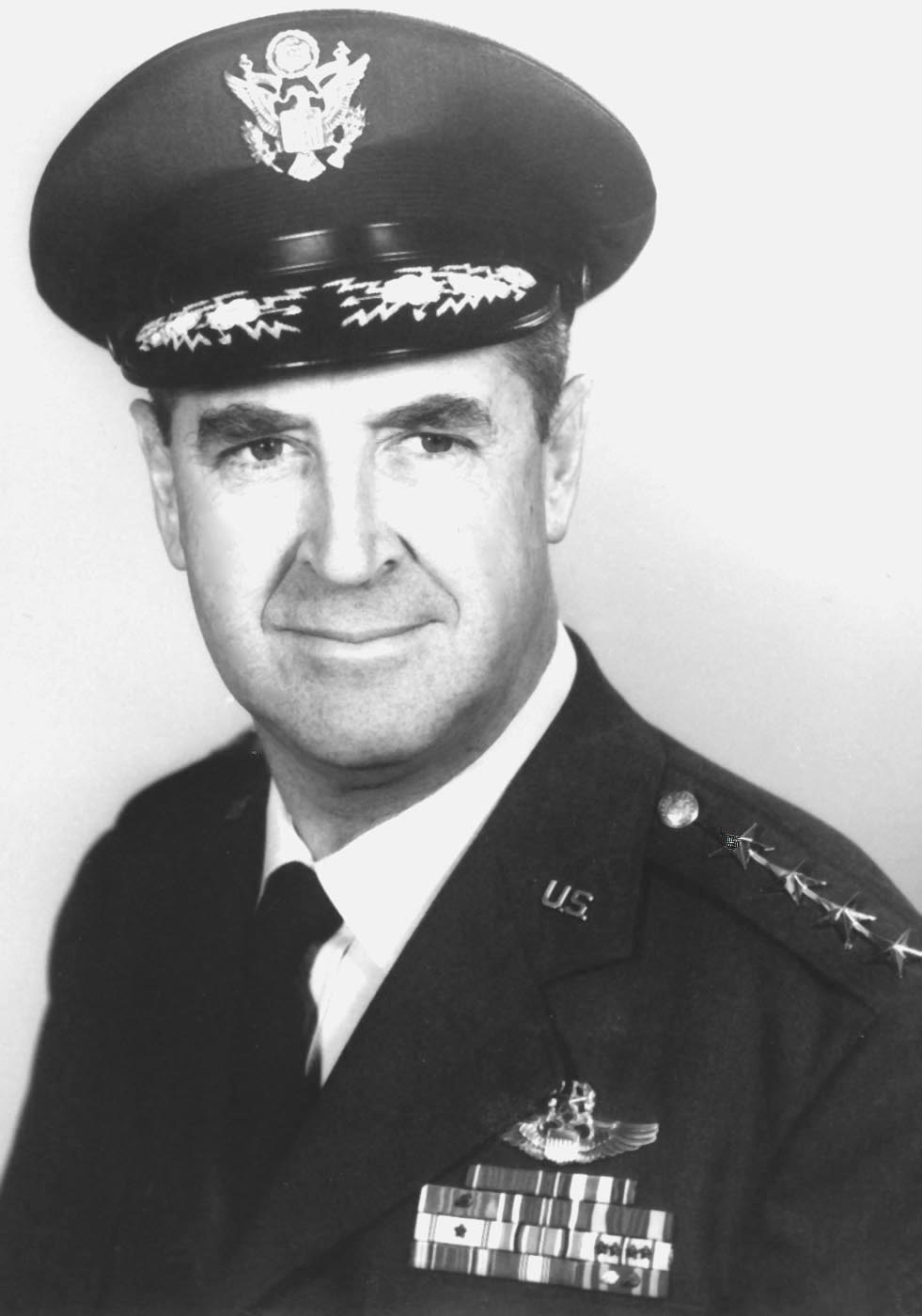
Walter Campbell Sweeney Jr.

7 óra 55 perckor megérkezett a Midwayről felszállt gépek második hulláma, a tengerészgyalogság 16 darab SBD–2 Dauntless zuhanóbombázója Lofton R. Henderson őrnagy vezetése alatt. Henderson százada olyan gyakorlatlan volt, hogy az őrnagy a zuhanóbombázást meg sem kísérelte, hanem csak enyhe ereszkedésben átrepült a flotta fölött, miközben a bombákat kioldották. E nonkonformitásával ugyan elképesztette Fucsida fregattkapitányt, azonban azzal járt, hogy a Dauntlessek könnyű célpontot nyújtottak a légelhárításnak és a vadászoknak, s a gépek felét, közte a parancsnokot lelőtték. A megtámadott Hirjút előbb négy bomba fogta közre, majd egy másik bomba közvetlenül a bal oldala mellett robbant. A kötelék három utolsó gépe a Kaga tatját célozta meg bombáival, de szintén nem találtak. A Midwayre visszatérő nyolc Dauntlessből csak hat maradt felszállásra képes.
7 óra 55 perckor a Nautilus tengeralattjáró cirkálásra kijelölt területének északi határán William Brockman kapitány megpillantotta a japán hajókat és feléjük indult. A légtérvédő vadászok azonban észrevették és hamarosan bombák és mélységi bombák zuhogtak a Nautilusra, ezért alá kellett merülnie.

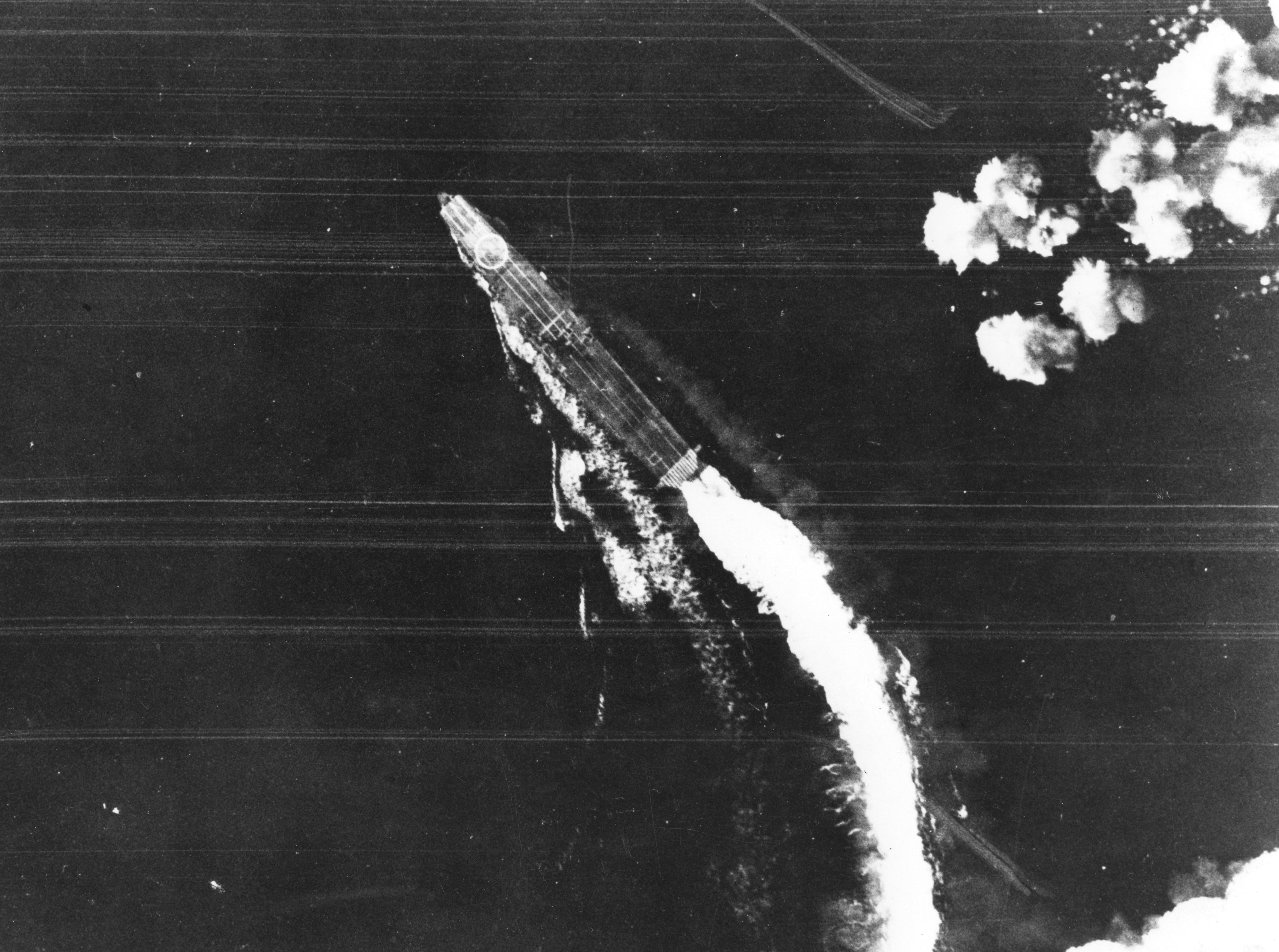
B-17-esek támadása alatt álló Hirjú. A képet nagyjából 8 és 8 óra 30 között készítették.

Sweeney alezredes a tengerészgyalogság 15 db B–17-esével kb. 8 óra 15-kor kezdte meg a támadást a Hirjú és a Szorjú ellen. Már fél nyolckor megtalálták a japán flottát, de a fő célpontnak számító hordozókat 8 óra 10 percig nem sikerült megpillantani. A B-17-es repülő erődöket a japán vadászgépek nagyban respektálták tűzerejük miatt, s mivel azok kb. 6000 méteren repülve hajtották végre a bombázást, a fedélzeti légelhárítás sem tudta őket hatásosan támadni. A B-17-esek legénysége egymás után jelentette a találatokat, volt aki nyolcat is számolt, de a valóságban egyet sem értek el.
8 óra 17-kor 4 km magasságban a légtérvédő Zerók észrevették a tengerészgyalogság 11 Vindicator zuhanóbombázóját, a Benjamin Norris őrnagy vezette támadók azonban szerencséjükre el tudtak bújni egy felhőrétegben. Az erős japán vadászjelenlét miatt Norris nem erőltette a fő célpontnak számító hordozók megtalálását, hanem megadta a hazafelé vezető irányt, majd 600 méteren kibukkanva a felhőrétegből támadást intézett a Haruna(en) csatahajó ellen. 8 óra 29-kor két bomba robbant a Haruna közelében, de Takama Tamocu kapitány minden támadást ki tudott kerülni. Két SBDU-t a japánok a támadás közben lelőttek, másik kettő pedig vízre szállt Midway elérése előtt.
A Midway felől érkező támadások aláhúzták annak fontosságát, hogy a szigetek reptereit használhatatlanná kell tenni. Ugyanakkor az összehangolatlan, részben gyengén kivitelezett támadásokat a japán légelhárítás és légtérvédő vadászok két saját gép elvesztése mellett könnyedén visszaverték. Összesen 17 amerikai repülőt semmisítettek meg, és sérüléseket okoztak még többnek. A Midway-szigeteken állomásozó légierő nagyrészt bevethetetlen állapotban került ki az összecsapásból, vadászgépei pusztulásával pedig csak légelhárító ágyúinak védelmére hagyatkozhatott egy újabb japán támadás ellen.

#### Az amerikai flotta manőverei

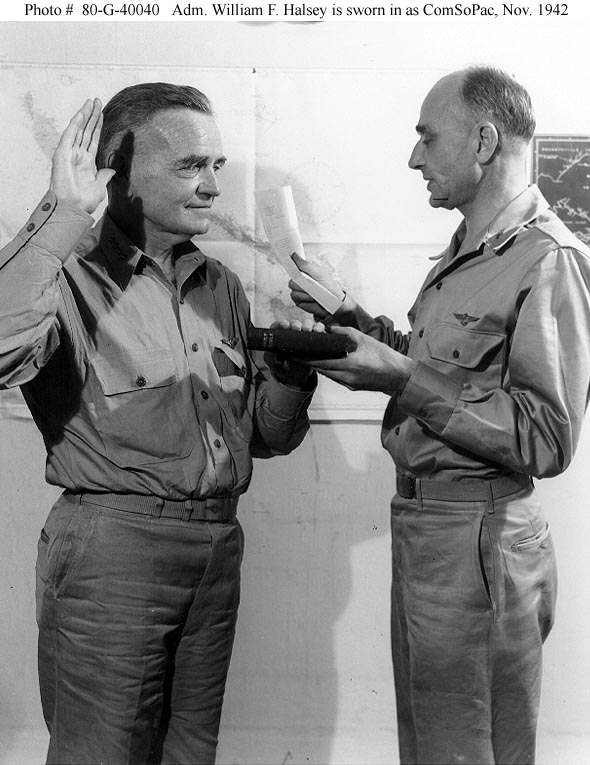
Halsey admirális felesküszik, jobbra Miles R. Browning

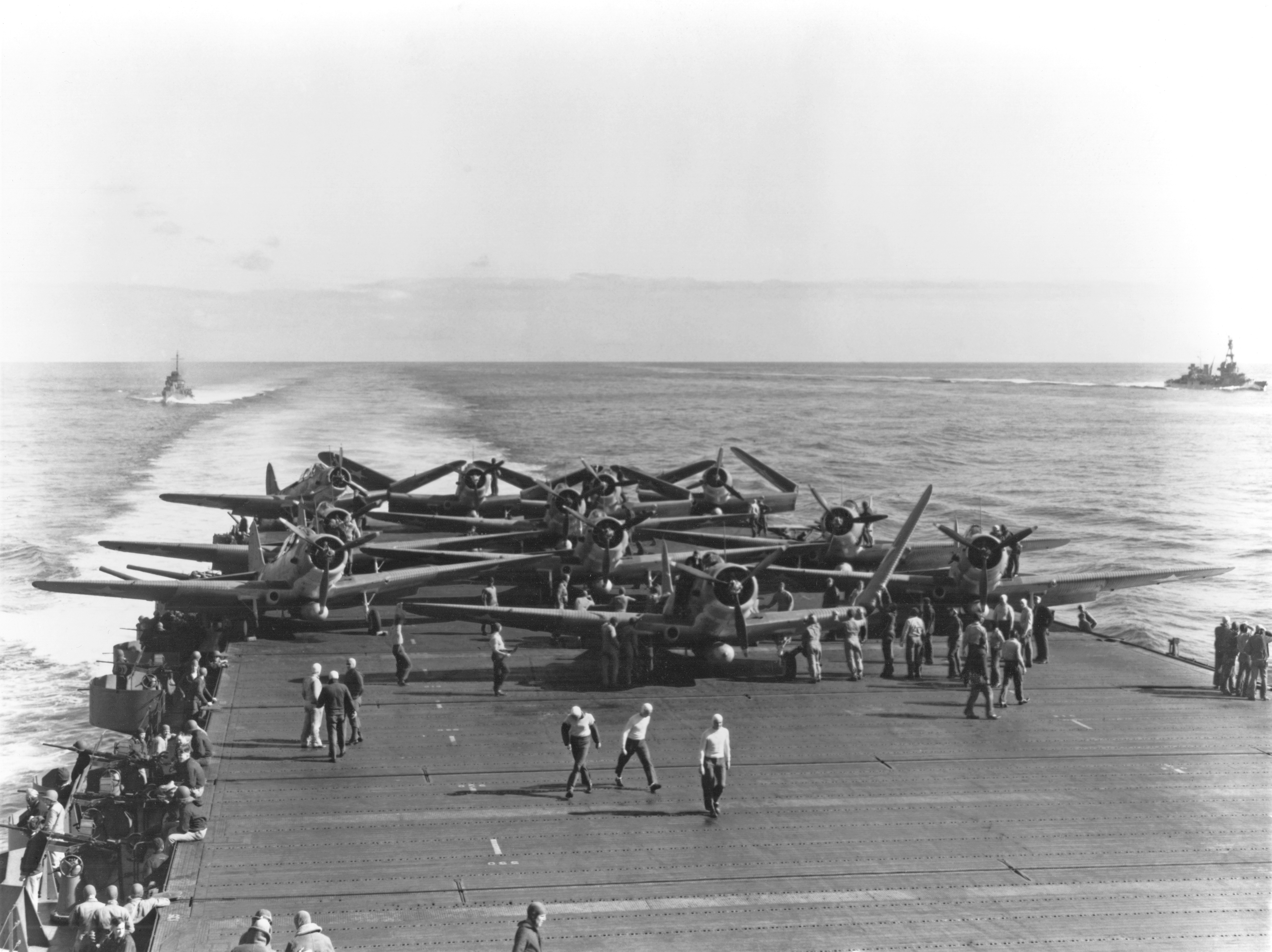
A VT-6 kötelékébe tartozó TBD-k a USS Enterprise-on a midwayi csatában

A 16. és 17. különleges egység fedélzetén csak a Catalina hidroplánok rádióadásait lehetett venni, Midwayét nem. Spruance utolsó, hat órás értesülése szerint két japán hordozót észleltek hozzávetőleg délnyugati irányban, de a másik kettőről nem érkezett híradás, így azok akár másfelé is járhattak. A tengernagy kockázatos döntést hozott. Eredeti elképzelése szerint csak 9 órakor indította volna a gépeket, de Miles Browning sorhajókapitány, Spruance törzsfőnöke agresszív fellépéssel kiharcolta az elképzelhető legkorábbi indítást. Spruance helybenhagyta a döntést. Hét óra öt perckor elkezdték a felszállást a Hornet és az Enterprise csapásmérő gépei.
A Horneten minden rendben ment, öt perccel 8 óra előtt az utolsó gép is a levegőbe emelkedett, de az Enterprise-ról csak a légtérvédő vadászok és a zuhanóbombázók szálltak fel. Spruance parancsa szerint a teljes gépállománynak egyszerre kellett csapást mérnie, de ilyen parancsra korábban nem számított az ellátószemélyzet, ezért a torpedóvetők egy része ekkor még nem volt felfegyverezve. A munka meglehetősen sokáig elhúzódott, és 7:28-kor a radarjelek megmutatták, és nemsokára meg is pillantották a Tone-4-es jelű japán felderítő hidroplánt, így a flotta pozíciója lelepleződött. Ez új helyzetet teremtett, a késlekedés egyre kockázatosabbnak tűnt. A levegőben köröző gépek, vagyis a Hornet 15 torpedóvetője és 35 zuhanóbombázója, és 10 fedezetet adó vadászgépe, plusz az Enterprise 33 zuhanóbombázója nem várt tovább, hanem 7:45-kor a hordozókról jövő fényutasításnak engedelmeskedve útnak indult. Csatlakozott hozzájuk az ezekben a percekben felszálló vadászszázad az Enterprise-ról, majd 8:06-kor felszállt az Enterprise 15 torpedóvetője is és a már elindult társak után eredt.
A két „hiányzó” japán hordozóról továbbra sem érkezett jelentés, de Fletcher nem akarta és nem merte csapásmérő erejét továbbra is visszatartani. 8:38-kor órakor a Yorktown is elindította a gépeit, ezzel a hordozók védelmét ellátó vadászgépeken kívül teljes rendelkezésre álló erőt bevetették a japán hajók ellen.

#### Nagumo dilemmája
A Tone 4-es felderítő, Amarin Hirosi 7:58-kor azt jelentette, hogy az amerikai flotta irányát délkeletről délre változtatta (ekkor álltak szélirányba a hordozók a repülőgépek indításához). A támadások és a bizonytalanság miatt felbőszült Nagumo újra utasította, hogy azonosítsa a hajótípusokat. 8:09-kor azt a rádióüzenetet kapta, hogy a csoport öt cirkálóból és öt rombolóból áll. Ennek hallatán Nagumo erősen izgatott törzse megkönnyebbült. 8:20-kor azonban a pilóta „mintha anyahajót látott volna” csatlakozni a csoporthoz. Ez megváltoztatta a helyzetet, a sziget másodlagossá vált, legfontosabb a hordozó megsemmisítése lett. A földi célpontra szánt fegyverzet helyett ismét torpedókat kezdtek felszerelni. 8:30-kor a Tone-4-es újabb két cirkálót fedezett fel kb. 30 km-rel nyugatabbra, ami egy második csoportosulás létét sejtette.

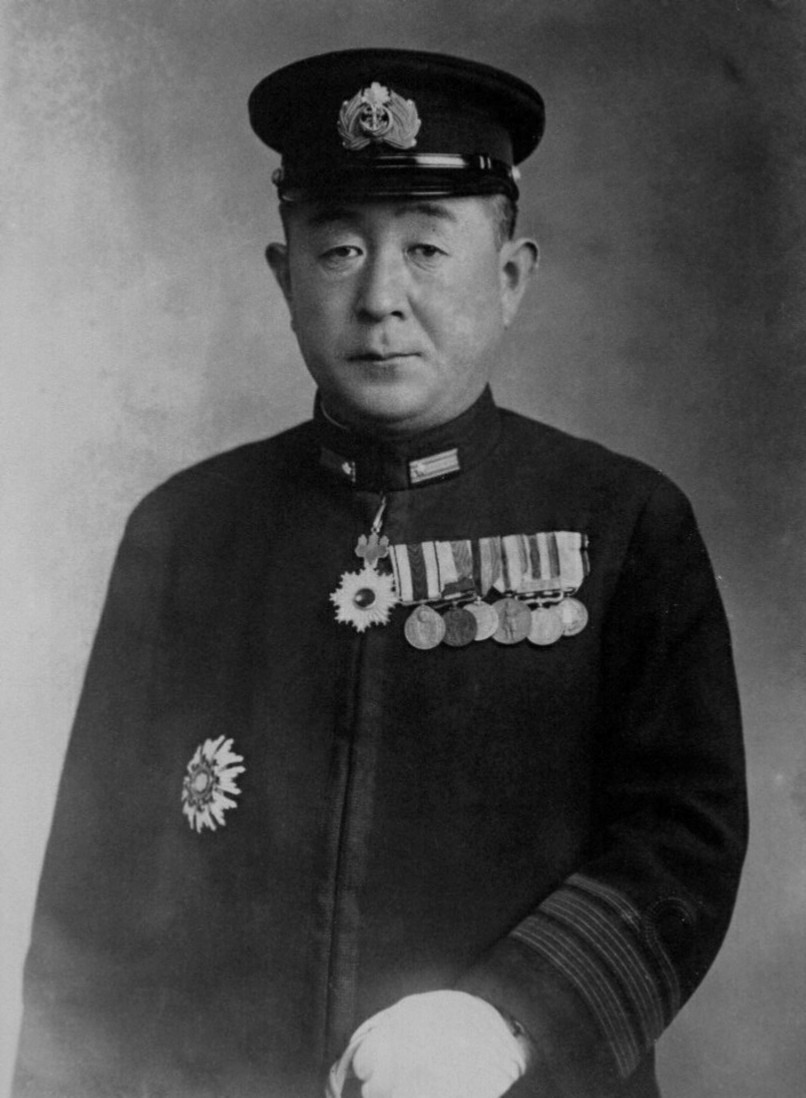
Jamagucsi Tamon ellentengernagy

Fél kilenc előtt pár perccel a támadást megúszó Nautilus felmerült és két torpedót lőtt ki a Kirisima csatahajóra. Az egyik torpedó meghibásodott, a másik mellément. Az Arasi romboló másfél órán át támadta mélységi bombákkal a tengeralattjáró feltételezett tartózkodási helyét. A Nautilus hol alámerülve, hol periszkópmélységre emelkedve próbálta kikerülni a támadásokat.

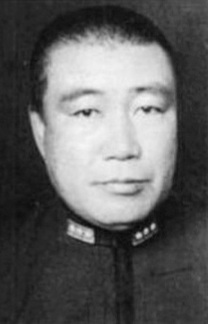
Kuszaka Rjúnoszuke ellentengernagy

Jamagucsi Tamon ellentengernagy, a Hirjú és a Szórjú csoportjának irányításával megbízott parancsnok alternatív stratégiát szorgalmazott. A repülőgép-hordozókra alapuló hadviselés során elsőrendű fontosságú volt az ellenség előtt csapást mérni. Jamagucsi ezen elv miatt azonnal támadni akart a tartalékban tartott 18 torpedóvetővel, amihez azonban nem állt rendelkezésre vadászfedezet. A légtérvédő vadászok tartályai a harcok során kiürültek, és felváltásukra Sindo százados, a harci őrjárat parancsnoka elkezdte igénybe venni a második hullámba kijelölt vadászokat. A Midwayről visszatérő Szuganami százados vadászai Tomonaga gépeivel együtt változatlanul a flotta fölött köröztek, mert a támadások miatt nem volt lehetőségük leszállni. Jamagucsi a még rendelkezésre álló vadászgépeket a védekezés helyett támadásra használta volna fel, de ez ellentétes volt a japán doktrínával, ami koncentrált légicsapás kivitelezését írta elő, ezért Kuszaka Rjúnoszuke ellentengernagy, Nagumo törzsfőnöke mereven ellenezte a tervet. Számára a sikertelen amerikai légitámadások pontosan azt hangsúlyozták, hogy nem szabad részletekben és összehangolatlanul támadni, különösen nem vadászgépfedezet hiányában. Ezenkívül mire Jamagucsi torpedóvetői és vadászai felszálltak volna, Tomonaga és Szuganami kötelékei kifogytak volna az üzemanyagból, és kénytelenek lettek volna vízre leszállni. Genda rendkívül aggódott a körülbelül 200 Midwayről visszatérő pilóta és azok gépei miatt, amelyek elvesztése nem érte volna meg a gyors, ám vélhetően túl gyenge támadást az amerikai hordozók ellen.
Nagumo ezért a támadás elhalasztása mellett döntött, amíg csatasorba tudja állítani összes repülőgépét. A hordozók szélirányba álltak, és Nagumo parancsára a zászlók 8:37-kor megadták a jelet Tomonaga gépeinek a leszállásra. Kadano Hiroharu százados bombázója félkeréken billent le, és a pilóta a lábszárán kapott sebétől elájult, miután sikerült lefékeznie. Tanaka altiszt fejlövéssel tért vissza, és bombázógépén csak másodpercekkel a Kagára való leérkezés előtt jutott eszébe kiengedni a futóművet. Összesen 11 pilóta egyáltalán nem tért vissza. A gépek a leszállást 9 óra után fejezték be. 9:17-kor a Kidó Butai, az 1. csapásmérő hordozóegység északkeletre, az amerikai flotta felé fordult. Egy perccel később egy romboló álcázófüstöt kezdett eregetni, majd a Tone cirkáló is ugyanezt tette. A Csikuma nehézcirkáló 16 torpedóvető közeledését jelezte.

#### A Task Force 16. és 17. kötelékeinek akciója
Az amerikai légitámadást gyengén hangolták össze, egyik repülőgépcsoport sem tudta, mi a többiek szándéka. A Hornet Stanhope C. Ring fregattkapitány vezette 35 zuhanóbombázója (a VB-8 és a VS-8 jelű század) nem tudta felvenni a kapcsolatot útközben a John C. Waldron korvettkapitány vezette VT-8 jelű torpedóvetőkkel. Ring 263°-os irányban kereste az ellenséget a helyes 240°-os irány helyett, és egyáltalán nem találták meg a célpontokat. Kísérte viszont őket a Samuel D. Mitchell korvettkapitány vezette VF-8 jelű vadászszázad tíz Wildcatje. Egészen Kuréig, a Midwaytől 100 km-re nyugatra fekvő korallszigetig repültek a japánokat keresve. A VF-8 összes vadászát elvesztették az üzemanyag kifogyása miatt, a VB-8 és a VS-8 bombázóinak java pedig Midwayen volt kénytelen leszállni.
A tőlük Waldron vezetésével elszakadó és a helyes irányba forduló VT-8 15 TBD Devastator torpedóvetője 300 méter magasságban repült a japán flotta felé. Egy darabig nagyjából azonos irányban repültek a VT-6 14, Eugene E. Lindsey korvettkapitány parancsnoksága alatt álló Devastatorjával. Utóbbiakat kellett volna kísérje a VF-6 vadászegysége James S. Gray sorhajóhadnagy vezérletével. Gray kezdetben mindkét csoportot egyaránt védeni akarta, de a közöttük fokozatosan növő távolság miatt fel kellett adnia a kísérletet, és végül a VT-8-cal maradt, mert azok tizenöten voltak és neki pontosan ennyi torpedóvetőt kellett kísérnie. Nem tudta, hogy a gondjára bízott VT-6-ból egy torpedóvető meghibásodás miatt nem tudott felszállni. Waldron 9 órakor egy magányos japán hidroplánt látva a fedélzeti interkomban figyelmeztette egységét, hogy felfedezték őket. Gray vadászgépei nem sokkal ezután vesztették el őket szem elől egy felhőben. A VT-8 9 óra 20 perckor támadta meg a japán flottát. A három megpillantott hordozó közül a középső Kagát célozták meg, mert az mintha közelebb lett volna. De a japán vadászok várták az érkezésüket, és kivétel nélkül lelőtték őket. A század egyedüli túlélője George H. Gay zászlós volt, aki mellől minden gépet lelőttek, mielőtt torpedót indíthatott volna. Gray vadászai hiába várták a megbeszélt rádiójelet („Gyere le, Jim!”), melyre a torpedóvetők védelmére kellett volna sietniük, mert az általuk kísért VT-8 mit sem tudott erről a jelről.

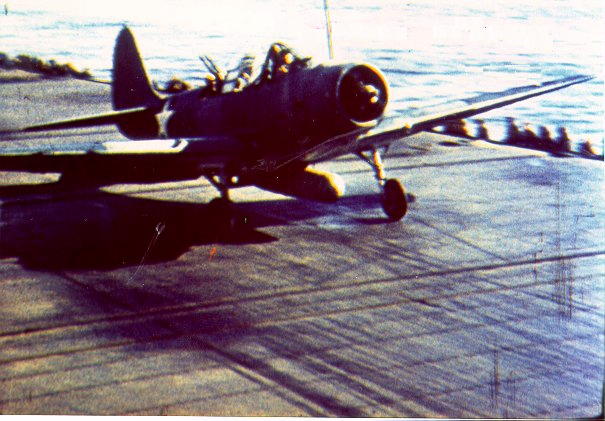
John C. Waldron és Horace Franklin Dobbs TBD Devastator bombázója felszáll a Hornet fedélzetéről (1942. június 4.)
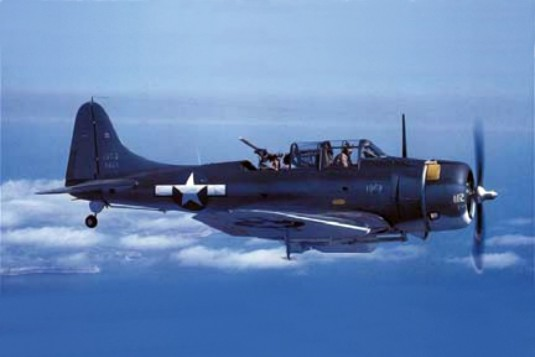
SBD–3 Dauntless zuhanóbombázó
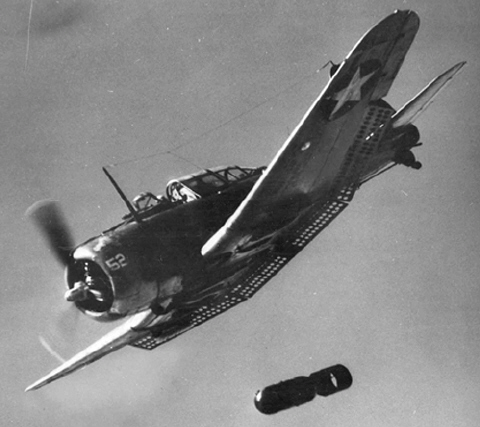
SBD Dauntless bombázó
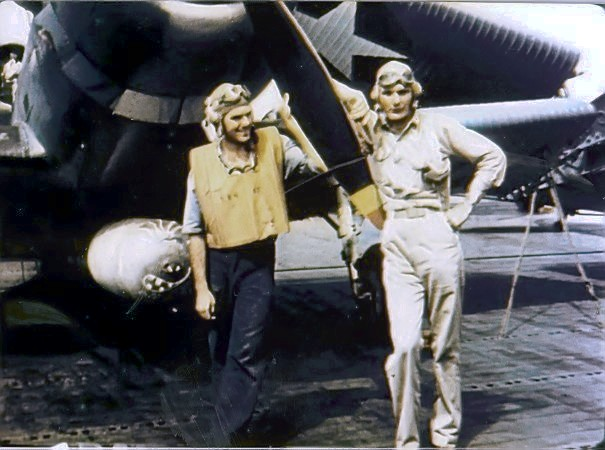
George H. Gay és lövésze a korall-tengeri ütközet előtt
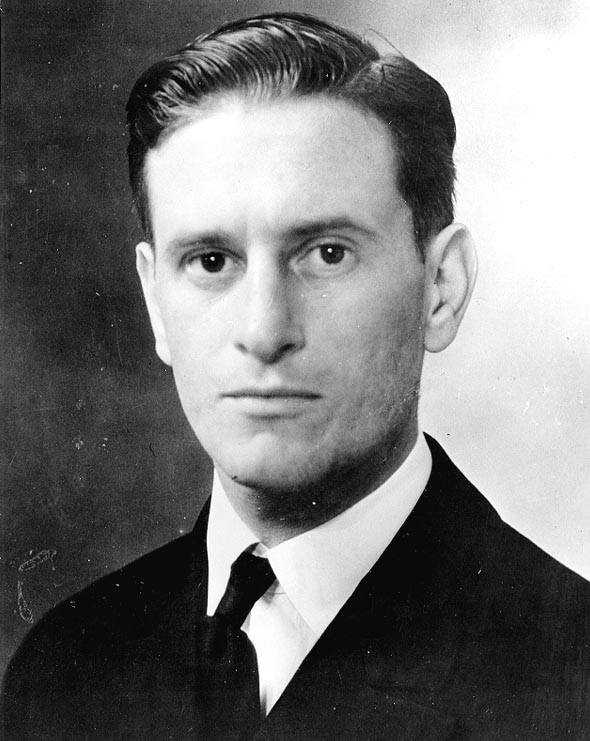
Eugene E. Lindsey 1929 körül

Alighogy a japánok kiadták a tüzet szüntess parancsot, 9:38-kor feltűnt a VT-6. Lindsey lassú torpedóvetői húsz percig keringtek a vadul manőverező hajók körül megfelelő pozíciót keresve, ahonnan kioldhatnák a torpedóikat, miközben a japán légelhárítás és a vadászok egymás után lőtték le őket. A „Gyere le, Jim!” rádiójelet vagy sosem használták, vagy Grayék nem vették, mindenesetre teljesen magukra hagyva küzdöttek. 9:58-kor végre sikerült úgy rárepülniük, hogy az a találat esélyével kecsegtetett. A négy megmaradt TBD kioldotta a torpedókat a Kagára, de Okada sorhajókapitány éles fordulattal kikerülte őket, és egyikük sem ért el találatot. Ezekben a percekben dolgavégezetlenül hazaindult a VF-6 is. Gray hiába kereste rádión C. Wade McClusky korvettkapitányt, az Enterprise zuhanóbombázóinak parancsnokát, az nem felelt, és a tétlen várakozás közben kifogyott az üzemanyagból. Szem előtt tartva, hogy a vadászok legfőbb dolga a saját flotta fedezése, Gray hazaindult.
10 órakor Lance Edward Massey a VT-3 jelű (Torpedo Squadron Three) torpedóvető parancsnoka három füstoszlopot látott TBD Devastator gépéből a láthatáron, mire jobbra fordult és emelkedett. Az egész úton őt követő VB-3 és VF-3 zuhanóbombázói és vadászai követték. 10:05-kor ők is meglátták a hajók sodrát. 10:15-kor a VB-3 parancsnoka, Maxwell F. Leslie korvettkapitány emelkedés közben elvesztette szem elől az 500 méter magasan repülő torpedóvetőket, de hallotta, hogy Massey rádión segítséget kér a John Smith Thach korvettkapitány vezette vadászoktól. A 13 TBD megjelenése magára vonta a vadászlázban égő Zérók nagy többségének figyelmét, és még több mint húsz kilométerre lehettek, mikor lőni kezdték őket. A VF-3 maga is japán vadászok támadása alá került és nem tudott hatékonyan segíteni Massey kötelékén. Mindössze öten indítottak torpedót a végső rárepülésen a Hirjúra, és csak két gép menekült meg, a Wilhelm Esders és Harry Corl pilóták vezette TBD-k, akik Massey jobb és bal szárnyán repültek. Egyetlen torpedó sem talált.

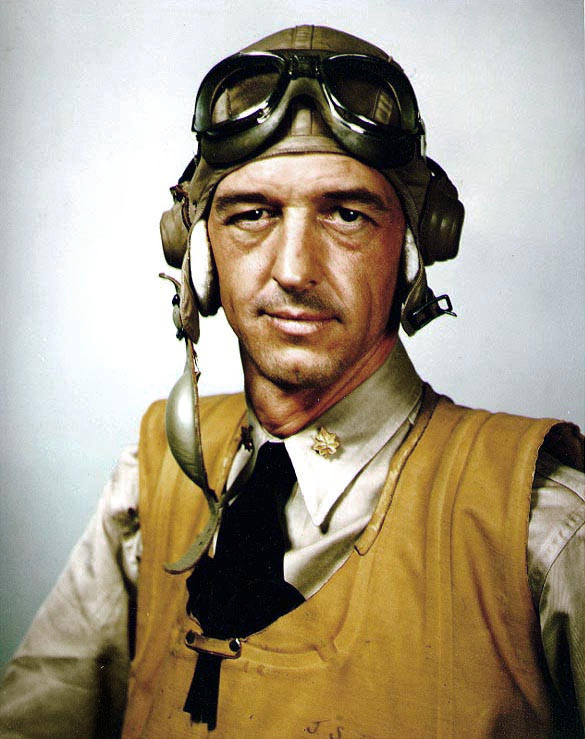
John Smith Thach 1942-ben
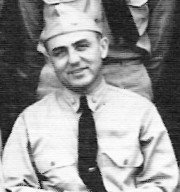
Maxwell Franklin Leslie fregattkapitány 1942 áprilisában
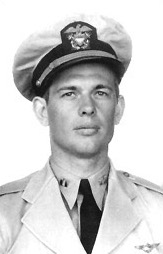
Richard Halsey Best fregatthadnagy
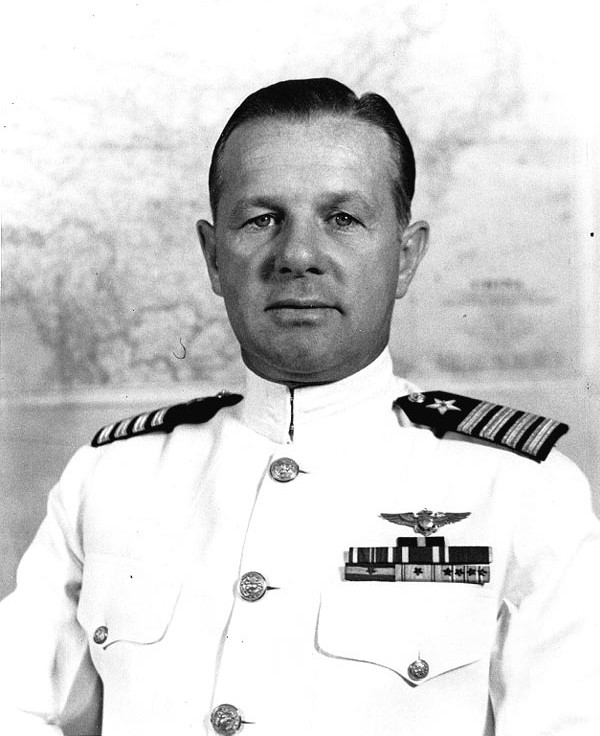
Clarence Wade McClusky korvettkapitány (itt sorhajó-kapitányi rangjelzéssel)
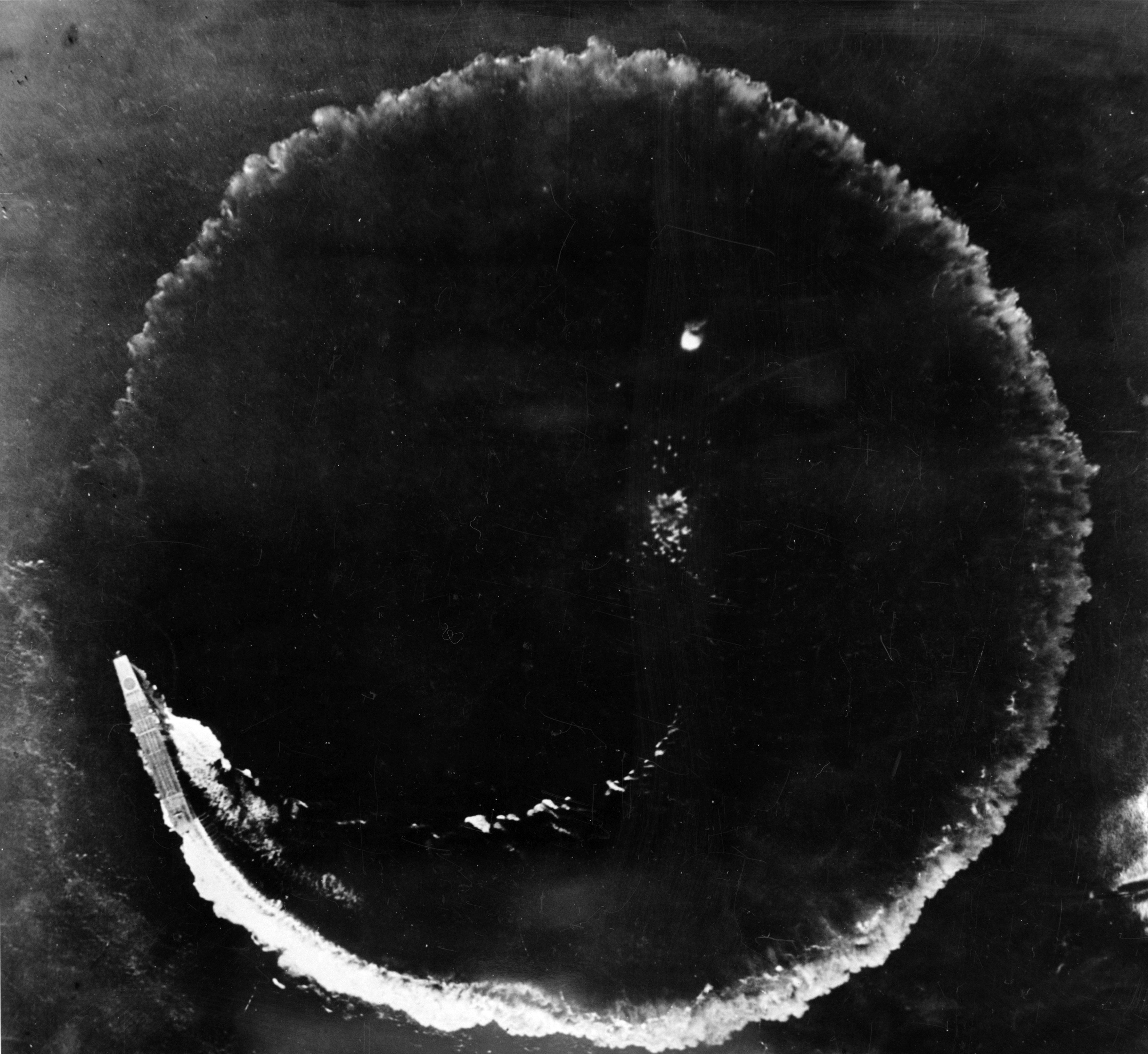
A Szórjút támadják

A japánoknak 93 repülőgépet sikerült felszerelniük. Az ellenséges torpedóvető-támadás elhárítása után a hordozók szélirányba fordultak. 10:20-kor Nagumo elrendelte a repülőgépeknek a felszállást, amint elkészültek. Az Akagin már végeztek az előkészületekkel, ezért elkezdték a Zérók indítását. Közvetlenül az első felszállása után a figyelők zuhanóbombázókat pillantottak meg a hordozók fölött. Északkeletről és délnyugatról három csoportban 55, az Enterprise-ról és a Yorktownról felbocsátott SBD–2 Dauntless és SBD–3 Dauntless zuhanóbombázó támadta meg a japán hordozókat. Maxwell Leslie és a VB-3 a Szórjút támadta meg. 13 gépének mindössze kilenc bombája volt, mert négy pilóta, közte a századparancsnokkal, hibás kapcsolás miatt az élesre állítás közben akaratlanul kioldotta a bombáját a tenger fölött. Leslie ennek ellenére tovább vezette századát, mert az az ő irányításához szokott. Kilenc gép követte a Szórjúra való zuhanását, és három találatot értek el a repülőgépekkel teli fedélzeten. A század négy másik bombázója egy rombolót és egy csatahajót igyekezett eltalálni, miután látta, hogy a kiszemelt hordozót már eltalálták.
A VB-3-mal egyidőben érkezett a helyszínre a Yorktown két bombázószázada, a VB-6 és a VS-6. Késve jöttek, mert téves helyen keresték a japán hajókat. Alig maradt üzemanyaguk, ami miatt a kötelék több gépét elvesztették, McClusky mégsem fordult haza. Megpillantották az Arasit, ami a Nautilus utáni sikertelen hajszát követően éppen úton volt, hogy csatlakozzon a flottához. Az Arasi irányát követve a kitartó McClusky rálelt a keresett japán hajókra. McClusky habozás nélkül rácsapott a Kagára, és kb. huszonöt gép követte példáját. Richard H. Best fregatthadnagy, akinek pár gépe McCluskyt követte, öt gépével új célpontot nézett ki magának, ami az Akagi lett. A repülőgépek indítása miatt nem manőverező és a veszélyt későn felismerő hordozók védtelenül álltak. Az Akagit egy közvetlen bombatalálat érte, a Kagát pedig négy vagy öt. 10:25-kor három hordozó állt lángokban, ami akcióképtelenné tette a japán repülőgépek számára használható fedélzet legnagyobb részét. Kilenc bombatalálat után Japán már elveszítette a csatát, mivel ezek a bombák összezsúfolt repülők, robbanóanyagok, üzemanyagtartályok és torpedók közé csapódtak, ezáltal harcképtelenné téve az anyahajókat. 

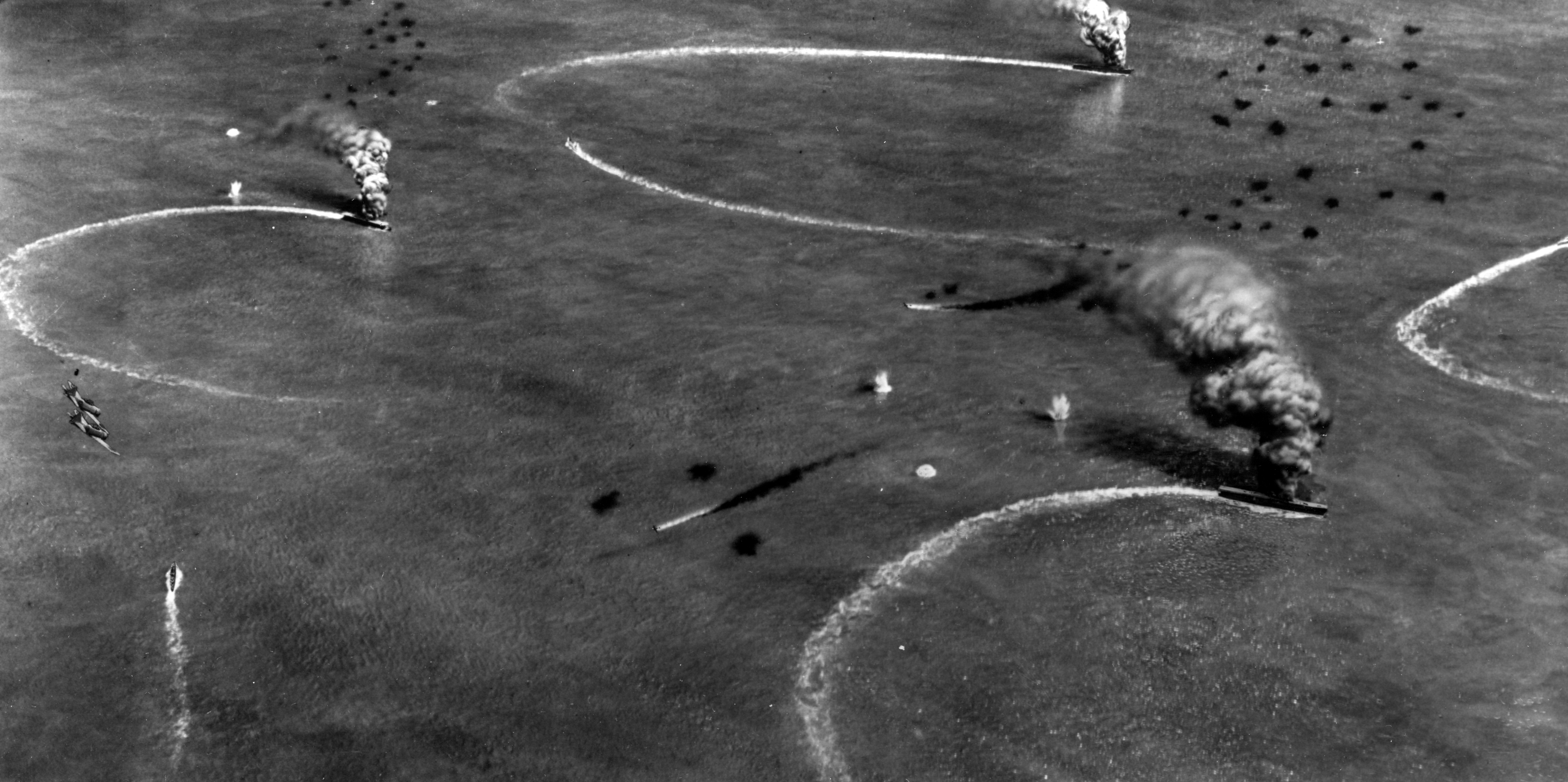
Az égő japán hordozók. Középen: távolabb a Szórjú, közelebb a Kaga és az Akagi. Norman Bel Geddes nem minden részletében pontos dioráma képe.

#### A japán flotta veszteségei

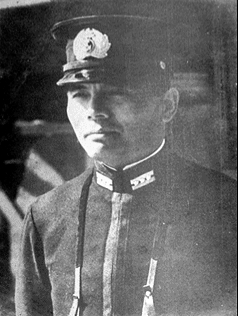
Janagimoto Rjúszaku sorhajókapitány 1942 előtt készült képe

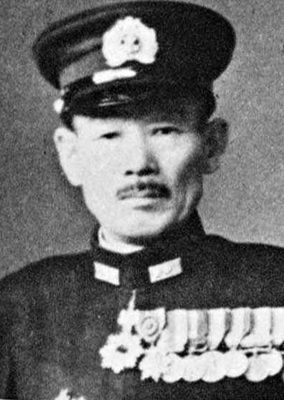
Abe Hiroaki ellentengernagy

A Kaga találatot kapott a hátsó emelődaru mellett, és égtek a hálótermek. Egy másik bomba közvetlenül a híd előtt talált el egy tartálykocsit, amelynek közelében állt Okada Dzsiszaku sorhajókapitány, a Kaga kapitánya is. A tartálykocsiból kirobbanó égő üzemanyag elöntötte a parancsnoki hidat, és megölte az ott tartózkodó tiszteket. Az elülső felvonónál és a hajó közepe táján becsapódó bombák átütötték a fedélzetet, és a felső hangárban robbantak. A feltankolt, és lőszerrel, robbanóanyagokkal ellátott repülőgépek további tüzeket és robbanásokat okoztak. Eltépték a repülőbenzin-utántöltő csöveit, tönkretették az elülső és hátsó tűzoltórendszereket, eltépték az elektromos vezetékeket, és ezzel megakadályozták a szén-dioxidos oltórendszer használatát. A lángolva ömlő repülőbenzin a hajó minden zugát átjárta, így a Kagán kitörő tüzet nem lehetett megfékezni. A 36 000 kilogrammnyi torpedó, bomba és egyéb robbanóanyag detonációja teljesen feltépte a hajó oldalát a hangárok mentén.
A Szórjú hasonlóan járt, a három bombatalálat közül egy az alsó hangárfedélzeten, kettő a felsőn detonált, és nagyon gyorsan lángba borította az egész hajót. Egymás után robbantak föl a repülőgépek üzemanyagtartályai és a felfüggesztett bombák. 10:40 perckor a gépterem megbénult, a hajó megállt. A tűz elérte a torpedóraktárt, és a robbanás majdnem kettészakította a hajót. 10:45-kor Janagimoto Rjúszaku sorhajókapitány, a Szórjú súlyosan megsérült parancsnoka elrendelte a hajó elhagyását, és az életben maradottakat az Iszokaze és a Hamakaze romboló kezdte kimenteni. Az 1103 fős legénységből 711-en meghaltak, köztük Janagimoto kapitány is, aki a hajón akart meghalni. „Éljen soká a császár!” kiáltásokkal biztatta a vízben úszó matrózokat a jelzőállásból, amíg el nem tűnt a füstben.
Az Akagi rádióantennáját az első bomba eltörte, majd a hajó orrának bal szélétől mintegy öt méterre robbant föl, akkora vízoszlopot lövellve, hogy az kétszer olyan magasra szállt, mint a híd. Egy másik bomba a repülőfedélzetet a híddal szemben átütve szétrombolta az elülső liftet, és a hangárfedélzeten robbant. Itt is másodlagos robbanások mentek végbe a felhalmozott bombák, torpedók, lőszer és az üzemanyag kigyulladása miatt. A harmadik bomba a tatot alig elkerülve a vízben robbant, lenyeste a hajó farát és tönkretette a hajógépeket, valamint kiakasztotta a kormánylapátot. Fucsida az égő roncs láttán zokogni kezdett. Aoki Taidzsiró sorhajókapitány 10:29-kor elrendelte a lőszerkamrák elárasztását. Az elülső raktárakat elárasztották, de a hátsóknál a szelepek meghibásodása miatt ez nem volt lehetséges. A hajó fő vízpumpái sem működtek, ami nagyban gátolta a tűzoltást. 10:32-kor megpróbálták a szén-dioxidos oltórendszert üzembe helyezni, de az vagy nem működött, vagy nem bizonyult elégnek a tűzvész megfékezéséhez. 10:40-kor észlelték, hogy a kormánylapát 30°-os szögben balra beragadt, és csökkenő sebességgel körben haladnak. Miura fregattkapitány, a navigátor utasította a gépházat, hogy álljon le, de a gépészek fele elmenekült a szellőztetőn át beömlő füst elől, a jobb oldali gépteremben pedig mindenki megfulladt. Miura 10:42-kor kieresztette a gőzt és megállította a hajót.
Nem sokkal később a tűz áttört a fedélzeten, átterjedt a híd alatt álló egyik Zéróra, attól pedig a híd is kigyulladt. A sűrű füsttől a hídon nem lehetett látni. 10:46-kor az iránytű mellett kővé dermedten álló, sokkot kapott Nagumo Aoki és Kuszaka hosszas könyörgésére végre hajlandónak mutatkozott áthelyezni zászlaját a flotta vezetésére teljesen alkalmatlanná váló Akagiról a Nagara könnyűcirkálóra. Ezt addig azzal utasította el, hogy „Még nem érkezett el az ideje”, holott már csak szemaforokkal és jelzőzászlókkal tudott utasításokat küldeni, minden más kommunikációs lehetőség megszűnt. Az ablakon keresztül kötélen mászva távoztak az égő hídról. A már forrósodó horgonyfedélzeten átvágva érték el a Novaki romboló motorcsónakját, amivel a Nagarához indultak, amit 11:30-kor értek el. Ezalatt Abe Hiroaki ellentengernagy, a Tone cirkáló parancsnoka, a Kidó Butai rangban következő tisztje átvette a flotta irányítását, és üzenetet küldött Jamamotónak a hordozók pusztulásáról. Tájékoztatta továbbá arról, hogy a flotta ideiglenesen észak felé vonul vissza, és a Hirjú gépeinek bevetését tervezik az ellenséggel szemben.
Abe ezzel egy időben parancsot adott Jamagucsi ellentengernagynak, az 1. hordozócsoport parancsnokának, hogy a Hirjú támadja meg az ellenséges hordozókat.

#### Az amerikai flotta elleni támadás

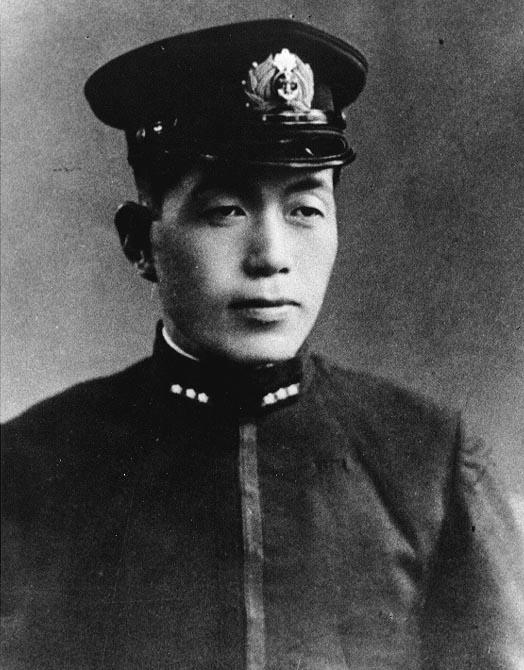
Kobajasi Micsio

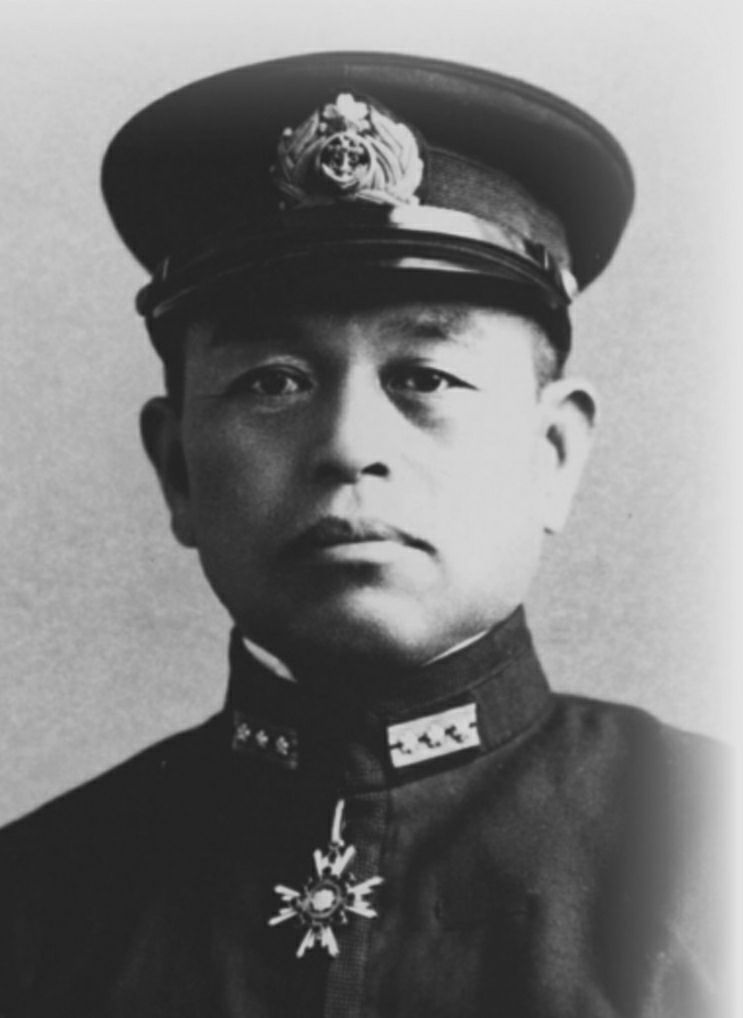
Aruga Kószaku ellentengernagy, a Jamató kapitányaként

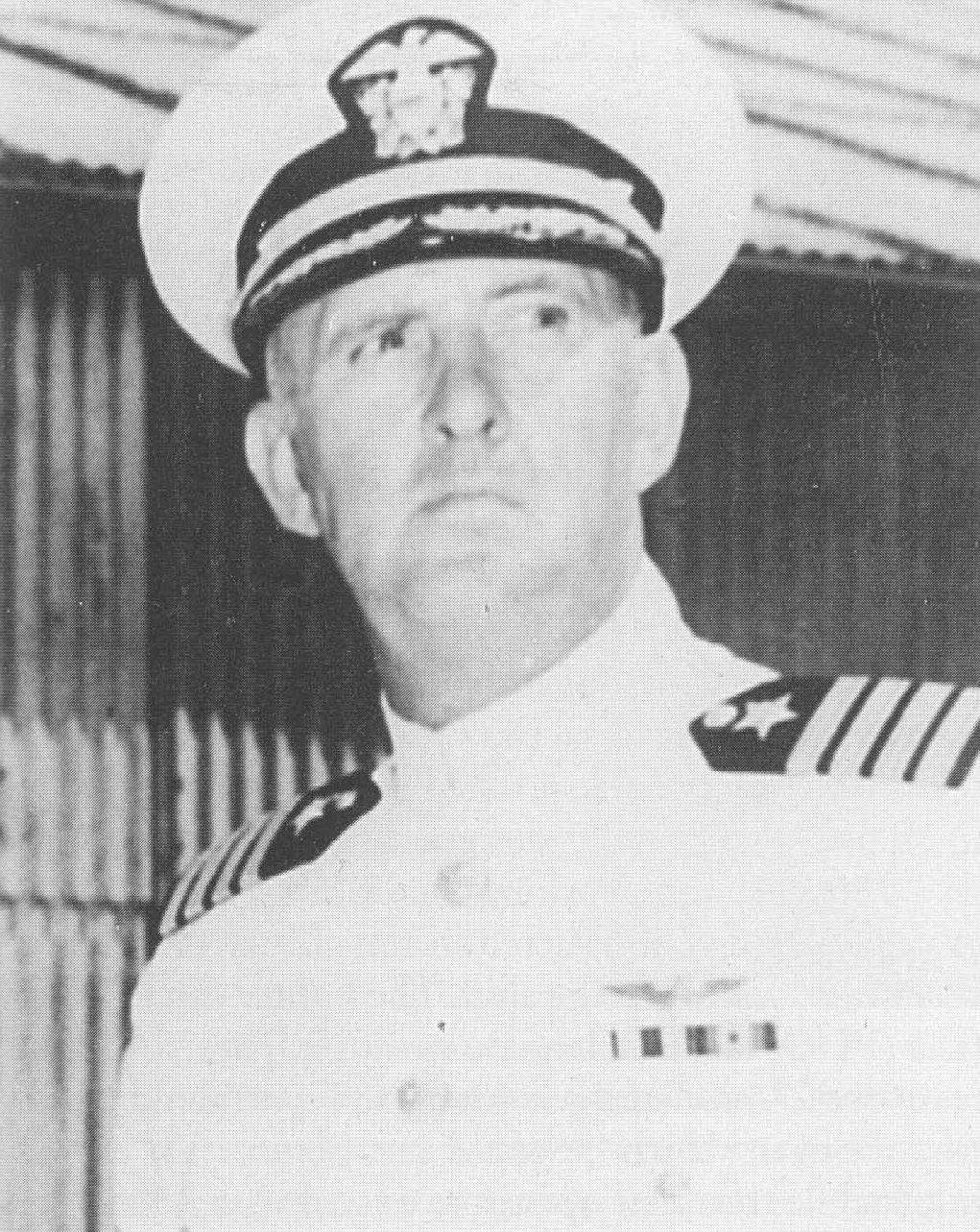
Elliott Buckmaster sorhajókapitányi egyenruhában

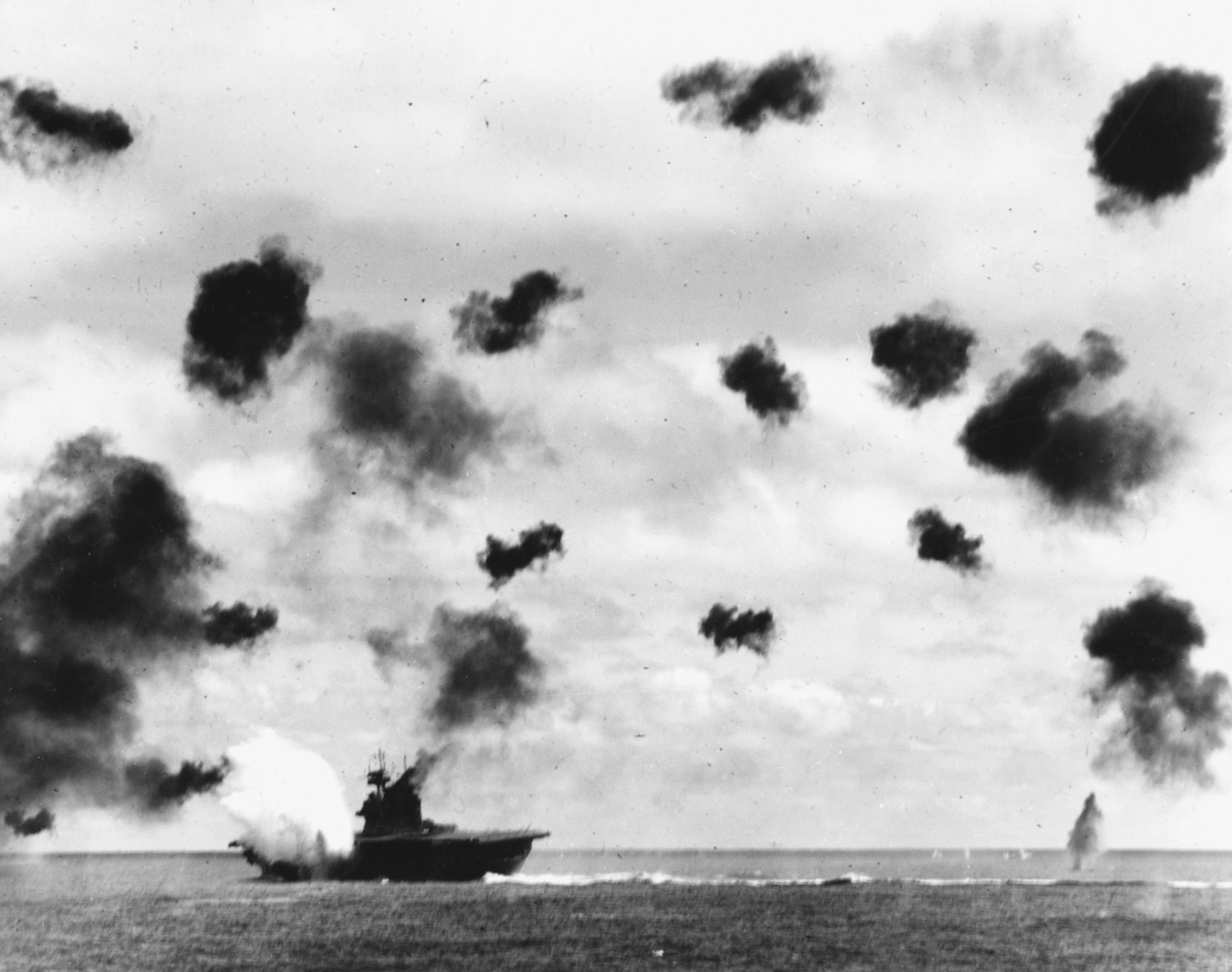
A Yorktown egy torpedó találata után, sűrű légelhárítótűzben

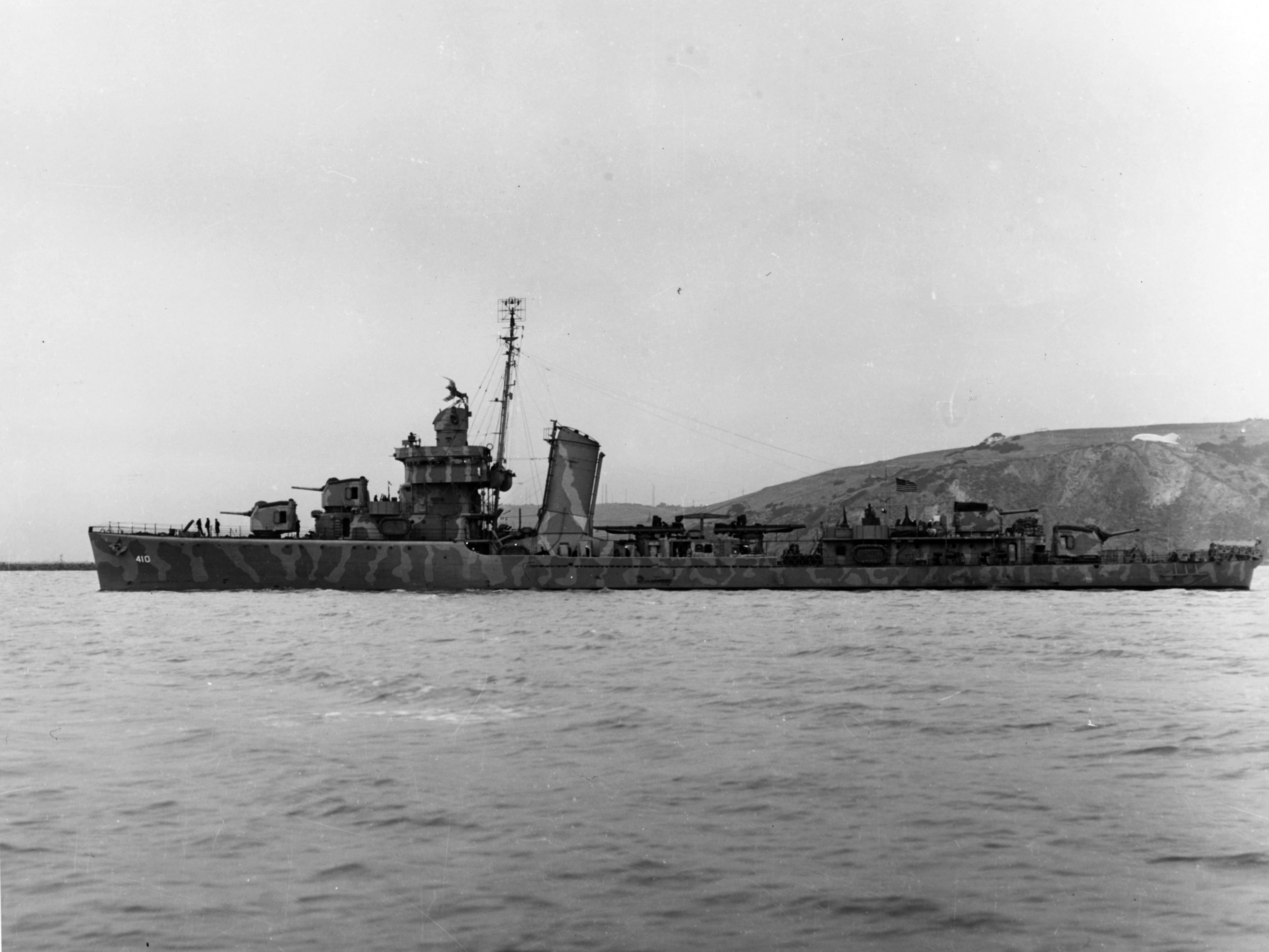
A USS Hughes romboló 1942. augusztus 1-jén

Jamagucsi megkapta a lehetőséget, hogy támadjon, és nem várta meg, amíg a torpedóvetőket is előkészítik. Utasította a Hirjú ekkor már készen álló 18 zuhanóbombázóját, hogy szálljanak fel. Ezeket a gépeket Kobajasi Micsio százados, a Pearl Harborban is harcolt veterán vezette. Kíséretnek azonban Jamagucsi mindössze hat vadászgépet tudott adni. 10:50-kor Jamagucsi rövid beszédben fordult a pilótákhoz. Utalt a helyzet kritikus voltára, ezért maximális erőfeszítést és kíméletlenséget kért, illetve a meggondolatlan cselekedetek kerülését, mivel Japán sorsa hidegvérüktől és jártasságuktól függ. 10:54-kor elkezdődött a felszállás, és négy perc alatt minden gép a levegőbe emelkedett.
A Csikuma-4-es és 5-ös jelű felderítője kapta a feladatot, hogy szemmel tartsa az amerikai flottát, míg a csapásmérő gépek megérkeznek. Sigemacu Jaszuhiro százados vadászkísérete, Jamagucsi figyelmeztető szavai ellenére, hazafelé tartó SBD-ket támadott meg útközben, és ezzel ideiglenesen védtelenül hagyta a bombázókat. A légtér tele volt a visszatérő amerikai gépekkel. Kobajasi százados besorolt az egyik kötelék mögé, és egyszerűen hazáig követte őket. Kb. 45 km-re a céltól megpillantotta az amerikai hordozókat. Mielőtt azonban támadhatott volna, 12 óra után pár perccel tucatnyi vadászgép támadt felülről kötelékére. Az amerikai flotta észrevette a közeledő támadókat, a Yorktown félbeszakította Maxwell Leslie és kísérőinek leszállását, és védelmi előkészületeket tett. A légelhárító ütegek tüzet nyitottak, az üzemanyagtömlőkből kiszivattyúzták a repülőbenzint és szén-dioxiddal nyomták tele őket.
A japán pilóták mintegy felét még azelőtt lelőtték, hogy ledobhatták volna bombájukat. Összesen heten tudták kioldani bombáikat, ennek ellenére az Aicsik három közvetlen találatot értek el a Yorktownon, és másik két bomba a hordozó közvetlen közelében robbant a vízben. Az első találat a felépítmény mögött, a repülőfedélzetet érte. A robbanás húsz méter magasra lövellte a vizet, és a bombaszilánkok lekaszálták a 3. és 4. üteg gépágyúkezelőinek legtöbbjét. A fedélzetet átszakító robbanás felgyújtott három repülőgépet az alatta levő hangárban, de a tűzoltórendszer kinyitásával eloltották a lángokat. A második bomba átütötte a repülőfedélzetet, a hangárfedélzetet, majd az alsó fedélzetet is, és végül a hajó gyomrában, a füstaknában robbant. A kazánhelyiségekben, a radarszobában, a tiszti konyhán és a tiszti étkezdében füst gomolygott és tűz ütött ki. A heves tűz sok helyen meggyújtotta a hajó festését is. A harmadik bomba áthatolt az elülső lift talapzatán, és 15 méter mélyen, a rongyraktárban robbant. A raktár kigyulladt, és robbanással fenyegette a mellette raktározott üzemanyagot és az 5 hüvelykes lövedékek raktárát. Clarence Aldrich fregattkapitány, a Yorktown kárelhárító tisztje elárasztatta a lövedékraktárt, az üzemanyagtartályt szén-dioxiddal töltette meg. A tűzoltóbrigádok megfékezték a tüzeket, a javítóbrigádok pedig gerendák és acéllemezek felhasználásával húsz perc alatt használhatóvá tették a fedélzetet. Ezután a füsttől fulladozó fűtők újra begyújtották az épen maradt 1-es kazánt. A többi kazán beüzemeléséhez azonban tartalékra kellett venni a tüzet, ezért a Yorktown ideiglenesen elektromos áram és meghajtás nélkül maradt. Fletcher tengernagynak nem volt ideje a feszült helyzetben várakozni, ezért 12:30-kor motorcsónakért küldetett, majd 13:13-kor elhagyta a hajót, és áthelyezte parancsnokságát az Astoria nehézcirkálóra.
12:45-kor a japán flotta értesítést kapott a támadásból hazafelé tartó öt zuhanóbombázó és egy vadászgép pilótáinak egyikétől, hogy az ellenség egyik hordozóját eltalálták és ég. A visszatérők között sem Kobajasi, sem Sigemacu nem volt ott. 12:50-kor a Szórjúról kora reggel indított felderítőgép, amelynek rádiója meghibásodott, ledobta jelentését a Hirjúra, miszerint 11:30-kor összesen három amerikai hordozót látott. Jamagucsi ellentengernagynak azzal kellett számot vetnie, hogy az imént megbombázott hordozón kívül még mindig két másikkal áll szemben. 13:00-kor Aruga Kószaku sorhajókapitány jelentést küldött egy fogságba esett amerikai pilóta vallomása alapján, hogy a szóban forgó három hordozó az Enterprise, a Hornet és a Yorktown, melyeket hat cirkáló és tíz romboló kísér. A Hirjúnak ekkor már alig maradt bevethető repülőgépe. A még rendelkezésre álló Nakadzsima B5N torpedóbombázókat kétszer ötgépes rajba osztották. Az egyiket Tomonaga, a másikat helyettese és navigátora, Hasimoto Tosio fregattkapitány vezetésére bízták, akik általában együtt szoktak repülni, de ekkor már csak ők ketten maradtak a hadiakadémiát végzett repülőtisztek közül. A fedezésükre kirendelt hat vadászgép parancsnoka Mori Sigeru fregattkapitány volt. A csoport 13:31-kor szállt fel. Tomonaga bal oldali üzemanyagtartálya azóta is sérült volt, mióta visszatért Midwayről, mert a szerelők nem értek rá javításokkal foglalkozni. Tomonagát sem a gépcserére, sem a fedélzeten maradásra nem lehetett rábeszélni, holott tudta, hogy egy tartállyal nem érhet vissza. Amikor Jamagucsi indulás előtt kezet rázott vele, azzal búcsúztatta: „Örömmel követem Önt”.
A japán gépek 14:30-kor pillantották meg az amerikai hajókat, de a Yorktown radarja már 14:10-kor jelezte az ellenséges repülőgépek érkezését északnyugat felől. Mivel a Yorktown további három kazánját 13:40-kor sikerült begyújtani és a hajó tíz perc múlva elindult, majd húszcsomós sebességre gyorsult, lehetővé vált a repülőgépeinek indítása. Nyolc vadászt sikerült felküldeni, amelyek ismét a magasból csaptak le, és Tomonaga rajának egyik gépét azonnal lelőtték. Mori vadászai feltartóztatták őket annyi időre, hogy a torpedóvetők átjuthattak. 14:40-kor lőni kezdte őket a légelhárítás. A torpedóvetők kétfelé váltak, hogy két irányból egyszerre támadhassák a hordozót, amit egy második, sértetlen hordozónak hittek. Elliott Buckmaster sorhajókapitány jól manőverezett, de a hajó 19 csomós sebessége kevésnek bizonyult, csak az első két torpedót tudta elkerülni. 14:52-kor két torpedótalálat érte, a Yorktownon megszűnt az áramszolgáltatás, és a hajó 26°-os szögben a jobb oldalára dőlt. Tomonaga mind az öt gépe odaveszett, de Hasimoto rajának összes gépe és három vadász sikeresen visszatért a Hirjúra.
A Yorktownon kialudtak a tüzek, a kazánokat elöntötte a víz és ismét leálltak a hajógépek, a szükséggenerátor vezetékei pedig tönkrementek. Áram híján Aldrich nem tudta működtetni a szivattyúkat, így nem tudta csökkenteni a dőlést sem. Ezért 15:00-kor Buckmaster kapitány elrendelte a kiürítést, nehogy a legénység a felboruló hajó fedélzete alatt rekedjen. Az Astoria nehézcirkáló szedte össze a vízbe ugráló matrózokat. Az Astoria távozása után 18:00-kor a Hughes rombolót rendelték a hordozó mellé éjszakára, hogy az esetleges támadásoktól megvédje. A vontatás lehetősége nem merült fel, mert tartani lehetett a felborulástól és attól, hogy a japánok a Yorktown pozícióját ismerve újabb támadást fognak indítani harccsoportja ellen.

#### A Hirjú végzete
Fletcher ellentengernagy két hidroplánt küldetett Midwayre az Astoriáról, hogy azokkal végeztessenek felderítést és találják meg a negyedik japán hordozót, amelynek hollétéről ekkor nem tudott semmit. Az 5. felderítő század egyik gépe már 14:37-kor jelentette az észak felé haladó flotta helyzetét, de az üzenet dekódolása alatt megkezdődött a torpedótámadás. Az áram kimaradása miatt később a rádiók is használhatatlanná váltak, így végül fényjelzésekkel közölték a Task Force 16 hajóival az információt. Spruance ellentengernagyhoz 15:00 után ért el a hír. A Horneten és az Enterprise-on ekkor sem torpedóvető, sem vadászgép nem állt rendelkezésre. A Horneten Stanhope C. Ringnek mindössze 20 zuhanóbombázója volt harcképes, az Enterprise-on pedig 10 saját SBD mellett a VB-3 század 14 SBD-je, amelyeknek a Yorktown helyett végül az Enterprise-ra kellett leszállniuk. 15:27-kor előkerült a VB-8 század, amelyet már régen eltűntnek nyilvánítottak. Robert Ruffin Johnson korvettkapitány három gépet veszítve Midwayen landolt, majd feltankolás és újrafegyverzés után, parancsának ellenszegülve nem kereste meg újra a japán flottát, hanem a Hornet jelét követve 11 gépét hazanavigálta. 15:27-kor megkezdték a leszállást és gyorsan utántöltötték őket. 

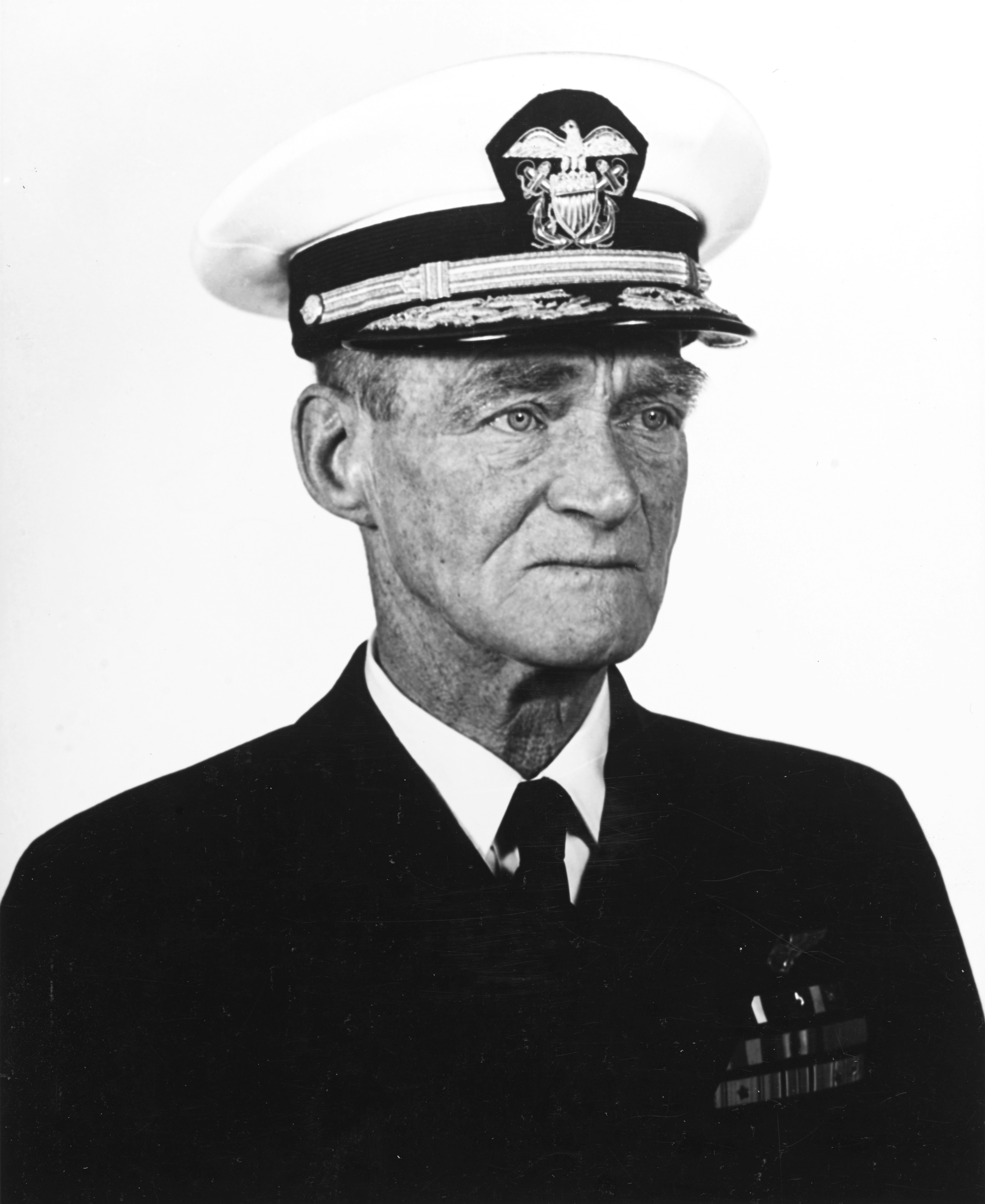
Marc A. Mitscher altengernagyként

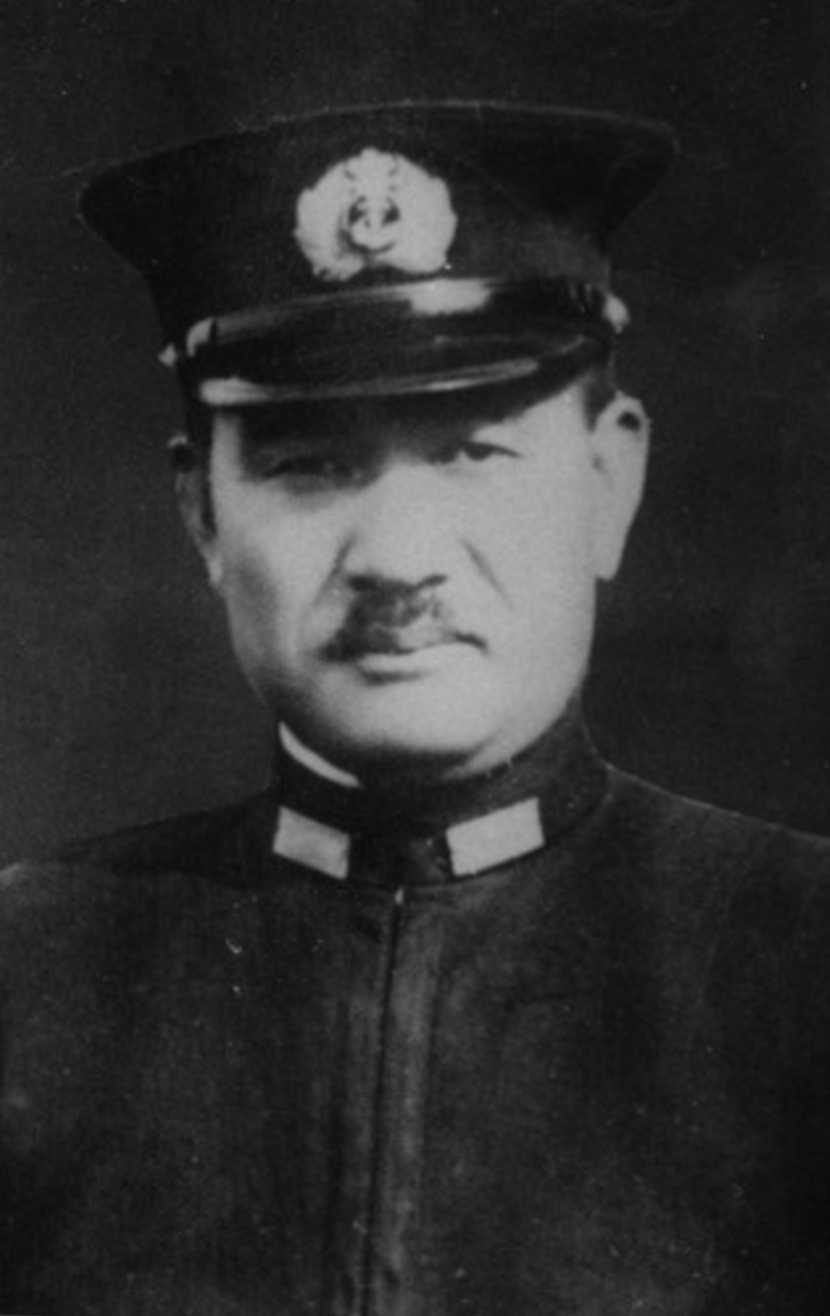
Kaku Tomeo ellentengernagy

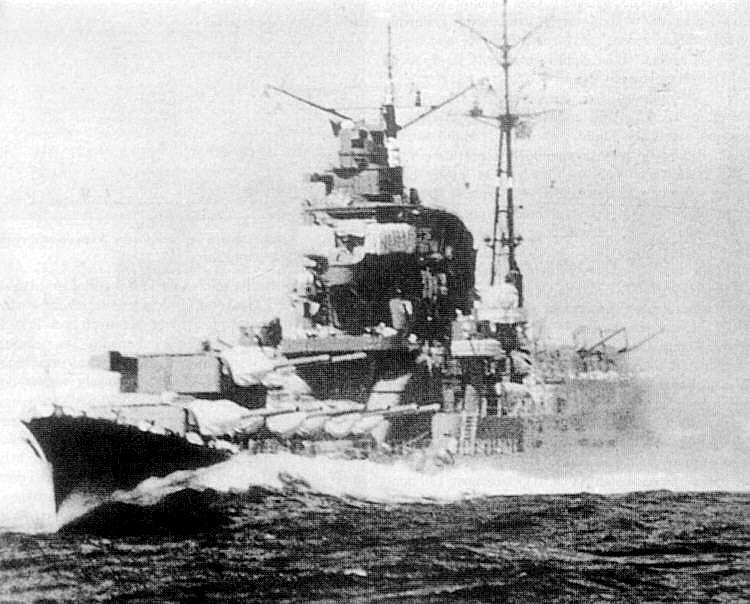
A Csikuma nehézcirkáló

15:42-ig az Enterprise a levegőbe emelte 25 gépét, amelyek W. Earl Gallaher fregatthadnagy vezetése alatt a Hornetre várva körözni kezdtek. 16:04-kor felszállt a Hornet első hangárfedélzetének 16 SBD-je, majd az üresen maradt leszállópályán gyorsan landolt három vadász és két SBD, mindannyian meghibásodás miatt. Eközben Marc Mitscher ellentengernagy, a Hornet kapitánya elfelejtette, hogy további 15 SBD várakozik a második hangárfedélzeten, és nyugat felé fordította a kormányt. Hét perc múlva közölték vele a tényállást, erre ő ismét szélnek fordította a Hornetet, majd lefújta az indítást, mondván, hogy most már túl késő lenne. Így viszont nemcsak Ring fregattkapitány, de mindkét századparancsnoka, azok helyettesei és a rajparancsnokok is a hajón rekedtek. 16:24-kor megállapították, hogy Edgar E. Stebbins, a VS-8 műszaki tisztje a rangidős odafent, ezért az ő vezetése alá rendelték a Hornet egységét, és Gallaher 24-re fogyó egységével együtt elindulhattak. Összesen három gép fordult vissza küldetését megszakítva.
Hasimoto visszaérkezése után két biztos torpedótalálatról tett jelentést egy Enterprise osztályú, sértetlen hordozón. A két elsüllyesztett amerikai hordozóról szóló jelentés azt a hitet keltette Jamagucsiban, hogy az esélyek kiegyenlítődtek, mivel már csak egy-egy hordozó áll szemben egymással. Ez jelentősen javított a hangulaton, s másodtisztjének, Kanoe fregattkapitánynak reményt adott, hogy az ütközet még megnyerhető. A Hirjún az első két támadás után már csak négy bevetésre alkalmas zuhanóbombázó és öt torpedóbombázó maradt. Vadászfedezetre már egyáltalán nem maradt gép, mert a maradék hat Zérónak a flottát kellett védenie. 16 órakor Jamagucsi utasítást adott a fáradt személyzetnek, hogy Hasimoto vezetésével készítsék elő a gépeket egy harmadik támadáshoz. 16:30-kor Kaku Tomeo ellentengernagy, a Hirjú kapitánya előtt sorakoztak fel a pilóták, akik olyan fáradtnak látszottak, hogy Kaku előbb élénkítőszert hozatott a gyengélkedőről, majd Jamagucsi másfél órára elhalasztotta az akciót, és pihenni küldte az embereket. Így ugyan értékes időt veszítenek, de szürkületkor végrehajtott támadásban több esélyük lesz az amerikai védelemmel szemben.
Mialatt a japán légi személyzet és a szerelők többsége pihent, Gallaher 16:45-kor megpillantotta a japán flottát. 16:58-kor rajokba rendeződve nagy sebességgel zuhanni kezdtek. Gallaher rádión közölte, hogy az Enterprise gépei a hordozót támadják, a Yorktown csoport pedig a legközelebbi csatahajót, a Harunát. A légtérfedezetet adó hat, vagy tucatnyi Zéró energikusan támadta őket. A Hirjú elkésve reagált a veszélyre, felgyorsított és balra fordult, ezért az első bombák mind a tat mögé zuhantak. Ezt látva azonban a később zuhanók korrigáltak, és három közvetlen találatot értek el az elülső felszállófedélzeten és egyet az elülső felvonó közelében. A Hirjú kigyulladt, és képtelenné vált repülőgépeket indítani és fogadni. A robbanásoktól a hangárokban tűz tombolt, emiatt a fedélzet elülső része beomlott, a felvonó darabjai pedig a parancsnoki hídon betörték az összes üveget. Bár a hajó súlyosan megsérült, volt remény a megmentésére, mert a hajócsavarok még működtek. A hajó harminc csomóval haladt, a lámpák kialvásakor pedig a gépészek átkapcsoltak a tartalék generátorra. Kanoe fregattkapitány elrendelte a raktárak elárasztását, a havária brigádok pedig az egyetlen működő tűzoltócsapról elkezdték oltani a lángokat. A kerozin táplálta tűz azonban megállíthatatlanul terjedt, és 21:23-kor a hajtóművek leálltak. Innentől már csak a hazavontatásban lehetett reménykedni.
A levegőben ezalatt először George Blakey őrnagy hat B-17-ese bombázta a Hirjút és az egyik rombolót. A csoport Hawaii-ról szállt fel, és leszállás nélkül a japánok ellen vezényelték őket. Velük egy időben, 17:30-kor Sweeney alezredes hat B-17-ese is újabb támadást intézett, végül pedig megérkezett Stebbins a Hornet zuhanóbombázóival, és megtámadták a Csikumát. Ezek egyike sem okozott károkat.

#### A késő délutáni hadműveleti döntések

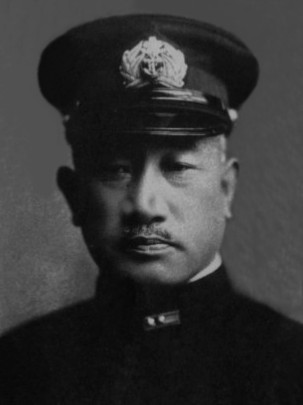
Kakuta Kakudzsi ellentengernagy

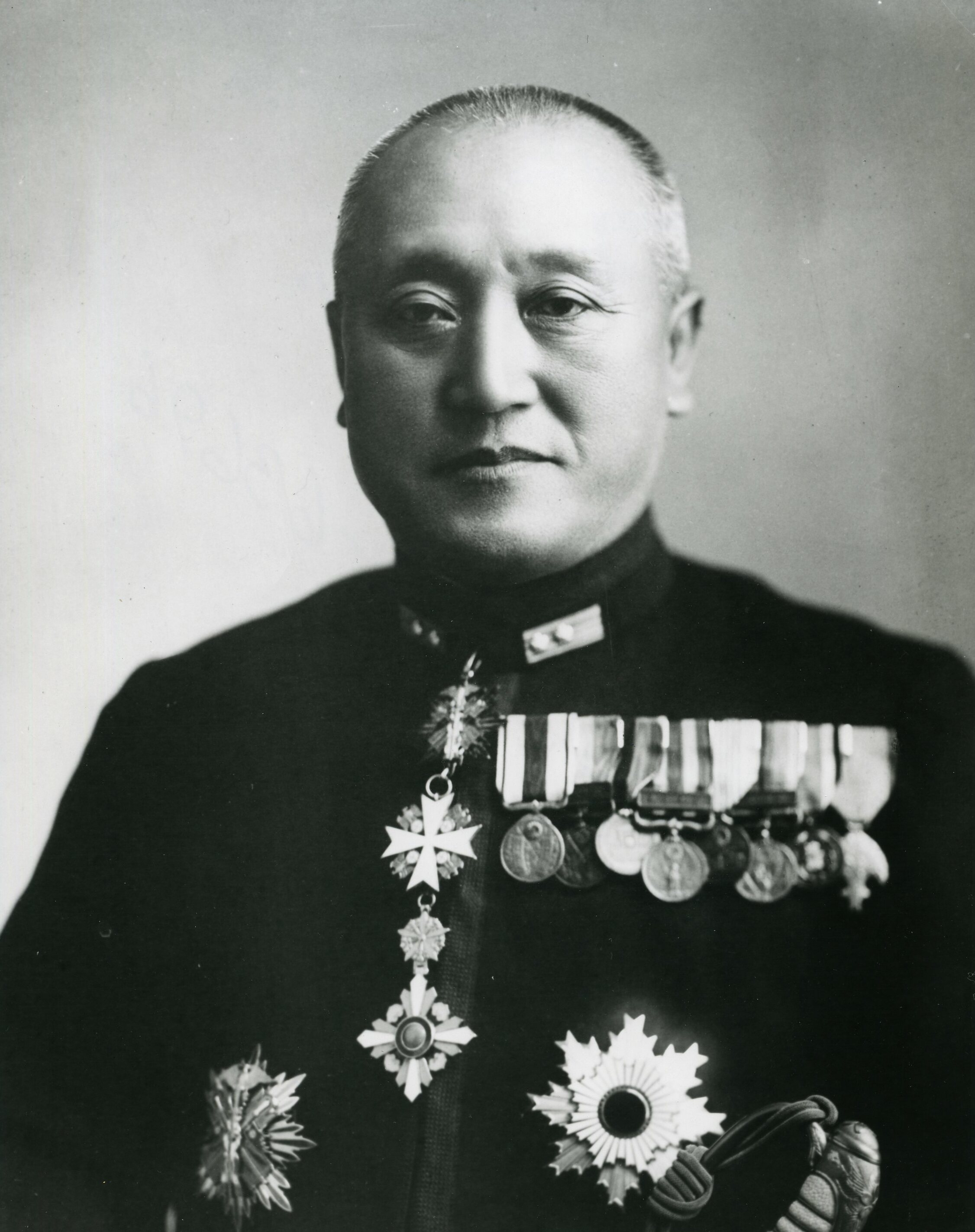
Kondó Nobutake altengernagy

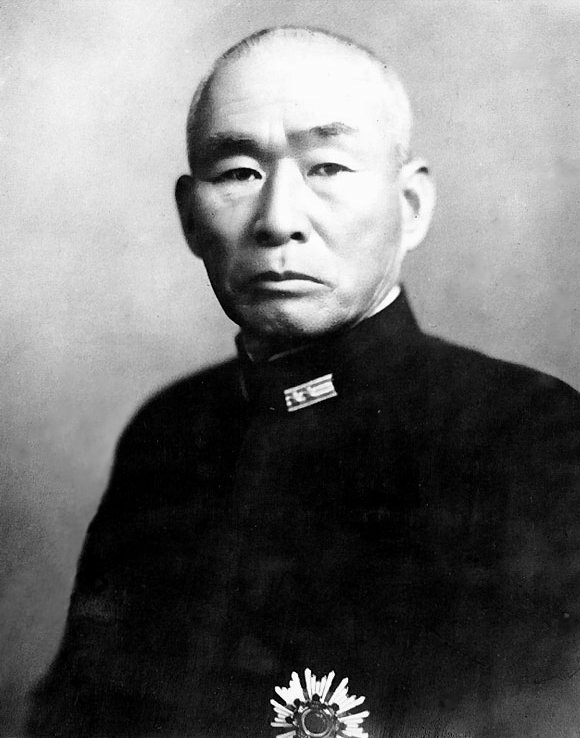
Kurita Takeo altengernagy

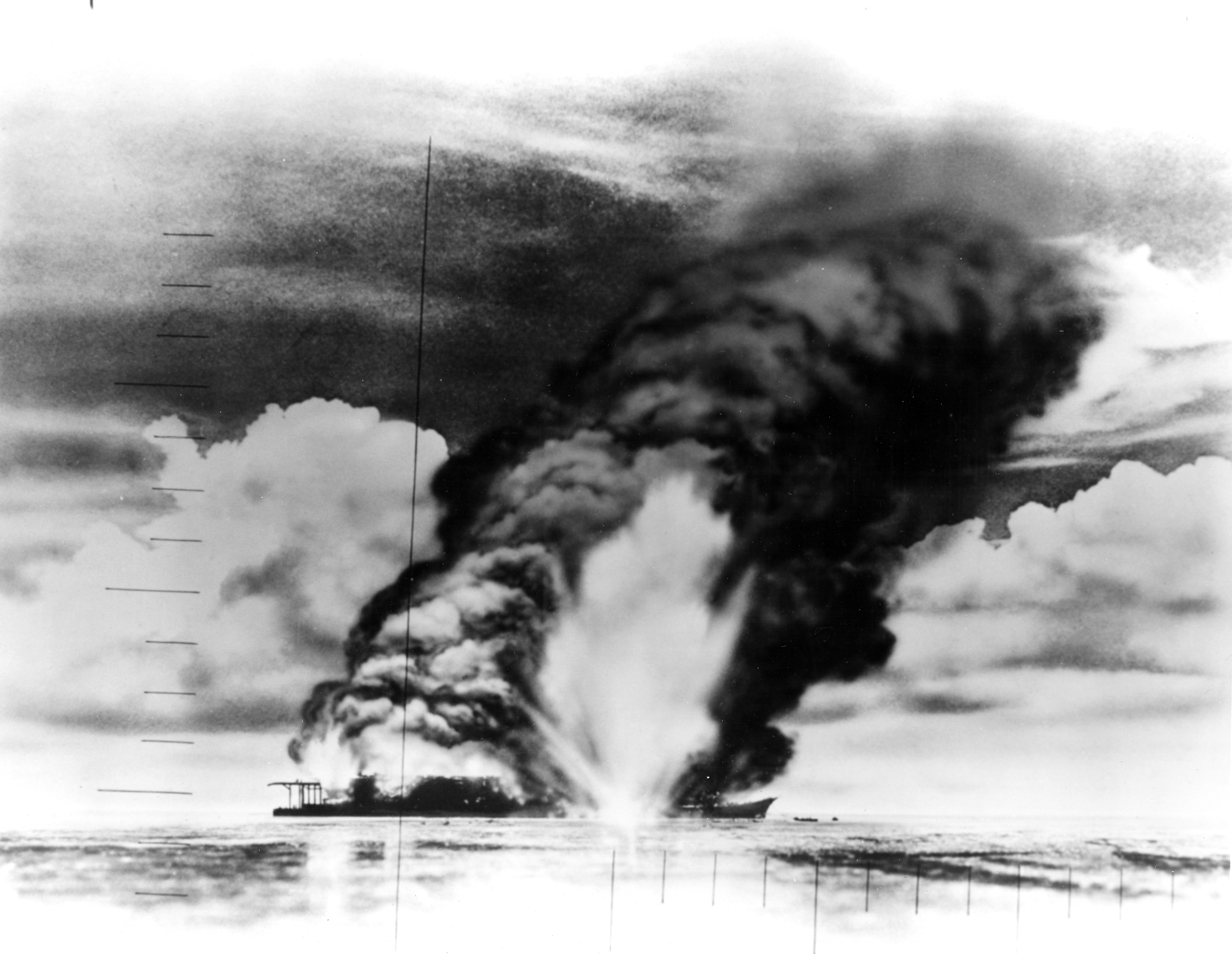
A USS Nautilus megtorpedózza a már égő Szórjút. Norman Bel Geddes dioráma képe az amerikai hadvezetés hite szerinti eseményeket rekonstruálta. A Nautilus valójában a Kagát torpedózta meg, de torpedója nem robbant fel.

12:20-kor, másfél órával azután, hogy Abe tengernagytól értesült a Kidó Butai három hordozójának balsorsáról, Jamamoto átalakította a haditervet. A szállítóhajókat ideiglenesen visszavonta, a tengeralattjárókat nyugatabbra vezényelte. Kakuta Kakudzsi ellentengernagy utasítást kapott, hogy a Rjúdzsó és Dzsunjó könnyűhordozóinak kötelékével hagyja ott az Aleut-szigeteket, és haladjon dél felé. Kondó altengernagy flottáját sürgősen Midway felé küldte. Négy könnyűhordozót és jelentős mennyiségű csatahajót készült összevonni Midway környékén. A legközelebb járó Kondó érkezését június 5-én, a hajnal előtti órákra várták. Kurosima sorhajókapitány attól tartott, hogy az amerikaiak minden próbálkozást meg fognak hiúsítani, mert Midway repülőterei továbbra is használható állapotban voltak. Rábeszélte Jamamotót, hogy a négy leggyorsabb nehézcirkáló, a Kumano, a Szuzuja, a Mikuma és a Mogami váljon ki Kondó kötelékéből, száguldjanak Kurita Takeo altengernagy vezetése alatt előre, és a már jó ideje Midway előtt várakozó I-168-as tengeralattjáróval együtt éjszaka bombázzák Midwayt.
16:15-kor Fletcher törzsének úgy tűnt, hogy a Yorktown mégsem fordul át, a dőlés mintha megállt volna, de a vontatást a sötétség beálltáig nem merték megkockáztatni. Ehhez további embereket kellett volna a fedélzetére tenni, akik életveszélybe kerülhettek volna, mert a japánok ismerték a hordozó helyét. Spruance tájékoztatta Fletchert a hordozókról indított második támadásról, és megkérdezte, hogy vannak-e további parancsai számára. Fletcher, akinek már ekkor nem állt rendelkezésére hordozó, azt válaszolta, hogy egyetért Spruance intézkedéseivel, nincsenek további parancsai, és a Task Force 17 alkalmazkodni fog haladásában a Task Force 16 mozgásához. Ezzel Fletcher előzékenyen átengedte Spruance-nek a flottacsoport irányítását. A zuhanóbombázók csak sötétedés után értek vissza a késő délutáni bevetésről. Spruance, hogy a megteendő távolságot csökkentse számukra, egész délután nyugati irányba haladt, és az előírásokat megszegve kivilágította a hordozókat, hogy a bombázók könnyebben visszatalálhassanak. Miután a gépek rendben leszálltak, a flottát megfordította, és kelet felé indultak, hogy elkerüljék az éjszakai közelharcot a megmaradt japán felszíni erőkkel. Egyes vélemények szerint az éjszakai harc – a japán éjszakai harci taktika és a túlerőben levő csapásmérő hajóik miatt – a japán hajóhad javára is eldőlhetett volna. Spruance döntését, hogy lemondott a visszavonuló japán flotta üldözéséről és megsemmisítésétől, sok kritika érte a háború alatt és után.
Jamamoto sürgette Nagumót, hogy tegyen jelentést az ütközet menetéről. Az üzenetet 17:30-kor kapta meg, amelyben közölték vele, hogy már a Hirjú is lángokban áll a bombatalálatok miatt. Nagumo a Nagara cirkáló fedélzetén ekkor még azt tervezte, hogy visszavonul nyugat felé, de éjszaka irányt fog váltani és meglepi az amerikaiakat. A hordozók azonban használhatatlanok lettek volna, mert a repülőgépek éjszakai startolása és leszállása túl sok veszéllyel járt volna. 18:30-kor a Csikuma azt az üzenetet továbbította, hogy a felderítője 17:13-kor az égő és megdőlt ellenséges hordozótól kb. 50 km-re keletre négy ellenséges hordozót, 6 cirkálót és 15 rombolót látott nyugat felé közeledni. Ez szétfoszlatta azokat a reményeket, hogy az amerikai flottát súlyos károk érték. Az információ azonban téves volt. A Csikuma felderítőjének második, az elsőt helyesbítő jelentését hozzáadták az első adataihoz, és így született a négy sértetlen amerikai hordozó jelenlétéről beszámoló üzenet. Nagumo stábja nem merte vállalni az ütközetet, 19:05-kor északnyugat felé fordultak.
19:15-kor Jamamoto a harci kedv felszítása érdekében minden egység parancsnokát tájékoztatta a korábban elhatározott műveleteiről. Leszögezte, hogy az ellenség „gyakorlatilag megsemmisült és kelet felé vonul vissza”, és hogy Midwaytől északnyugatra, az északi szélesség 32° 08' keleti hosszúság 175° 45'-nél vonja össze a flottákat. Nagumo elrendelte két hátrahagyott hordozója megtorpedózását, és folytatta a visszavonulást. A Szórjút 19:13-kor, a Kagát 19:25-kor süllyesztették el. Aoki kapitány engedélyt kért, hogy elsüllyeszthesse az Akagit, de ezt Jamamoto megtiltotta, mivel a hajó hazavontatásában reménykedett.
23:40-kor Kondó tengernagy rádión azt jelentette, hogy számításai szerint június 5-én 3:00-kor érkezik meg az elrendelt helyre, majd kelet felé fog kutatni, remélve, hogy sikerül az amerikaiakkal éjjeli harcba bocsátkoznia. Éjfélkor ismét jelentkezett, és ismertette a részletes felvonulási tervet. Jamamoto azonban már nem volt olyan lelkes, mint pár órával korábban. Nagyon kevés idő maradt volna az éjjeli összecsapásra, ha sikerül egyáltalán megtalálniuk az amerikai flottát. Reggel pedig ismét a nagy hordozóké lett volna a döntő szó, amelyekről már tudta, hogy a Kidó Butainak egy sem maradt belőlük. Kurita altengernagy négy nehézcirkálója ráadásul késésben volt. Éjjel 2:00-kor Midwayt kellett volna lőniük, de legkésőbb hajnalra értek volna csak oda. Jamamoto 00:15-kor lefújta az éjjeli támadás tervét, és Kondót, Nagumót valamint Kuritát a Midwaytől 560 km-re északnyugatra fekvő találkozópontra rendelte.

### 1942. június 5.
Egyedül Tanabe fregattkapitány tengeralattjáróját felejtették el értesíteni arról, hogy a Midway elleni támadást lefújták. Az I-168 ezért valamivel 1:20 után tüzet nyitott a szigetre. Midway ütegeinek felriasztott kezelőszemélyzete viszonozta a tüzet, majd a tengeralattjáró az egyenlőtlen küzdelmet megszakítva alámerült. Kurita négy cirkálója alig 100 km-re volt Midwaytől, amikor megkapták az új utasítást, hogy forduljanak északnyugat felé. A USS Tambor tengeralattjáró parancsnoka, John W. Murphy korvettkapitány 2:15-kor kb. 160–170 km-re Midwaytől keletre pillantotta meg a távolodó hajókat. A sötétben nem tudta azonosítani őket, mert túl távol volt tőlük, és nem szándékozott közelebb menni, noha ez lett volna a feladata. Ehelyett követni kezdte őket, és helyzetüket jelentette a Csendes-óceáni Tengeralattjáró Parancsnokságnak (CONSUBPAC).

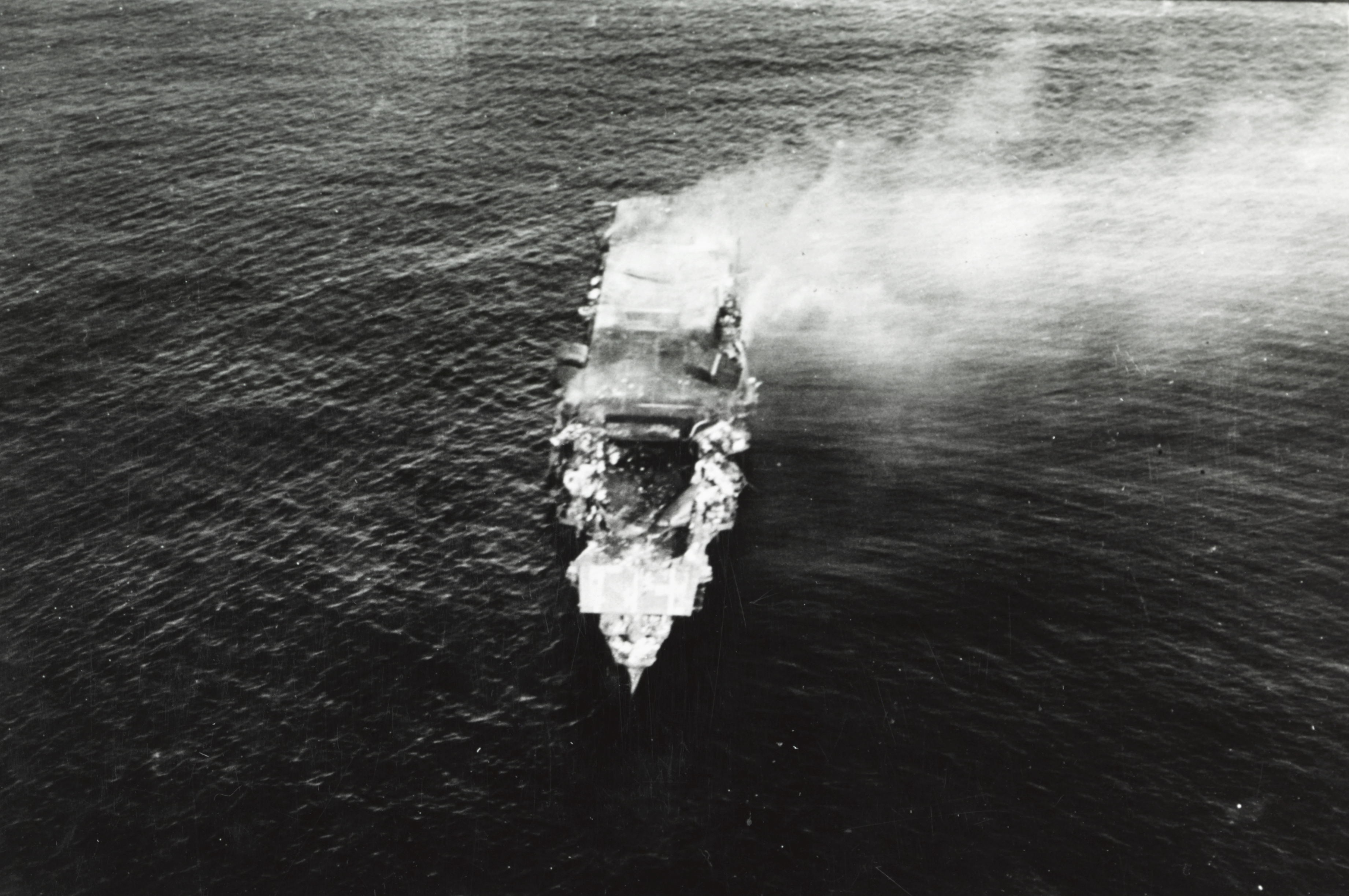
A Hirjú röviddel az alámerülés előtt: a képet Oniva Kijosi készítette egy Jokoszuka B4Y fedélzetéről

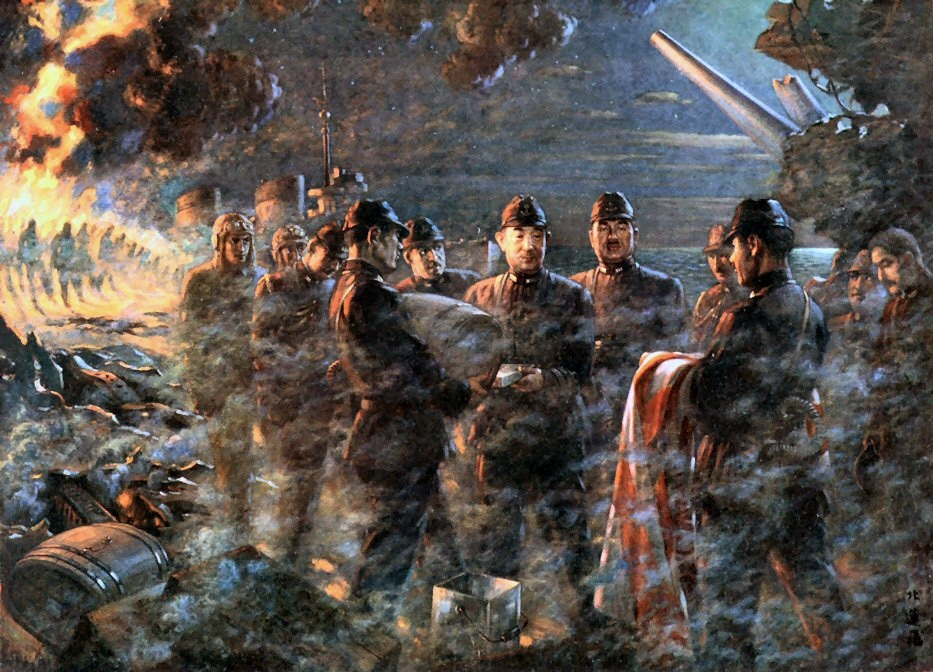
„Jamagucsi admirális utolsó percei”, Renzo Kita (1876–1949) háborús festménye, 1942. Jamaguchi Tamon ellentengernagy 1942. június 5-én hajnalban búcsút vesz törzsétől. Kaku Tomeo kapitány, a Hirjú parancsnoka vele együtt ment a halálba (a képen Jamagucsi mögött látható bajusszal).

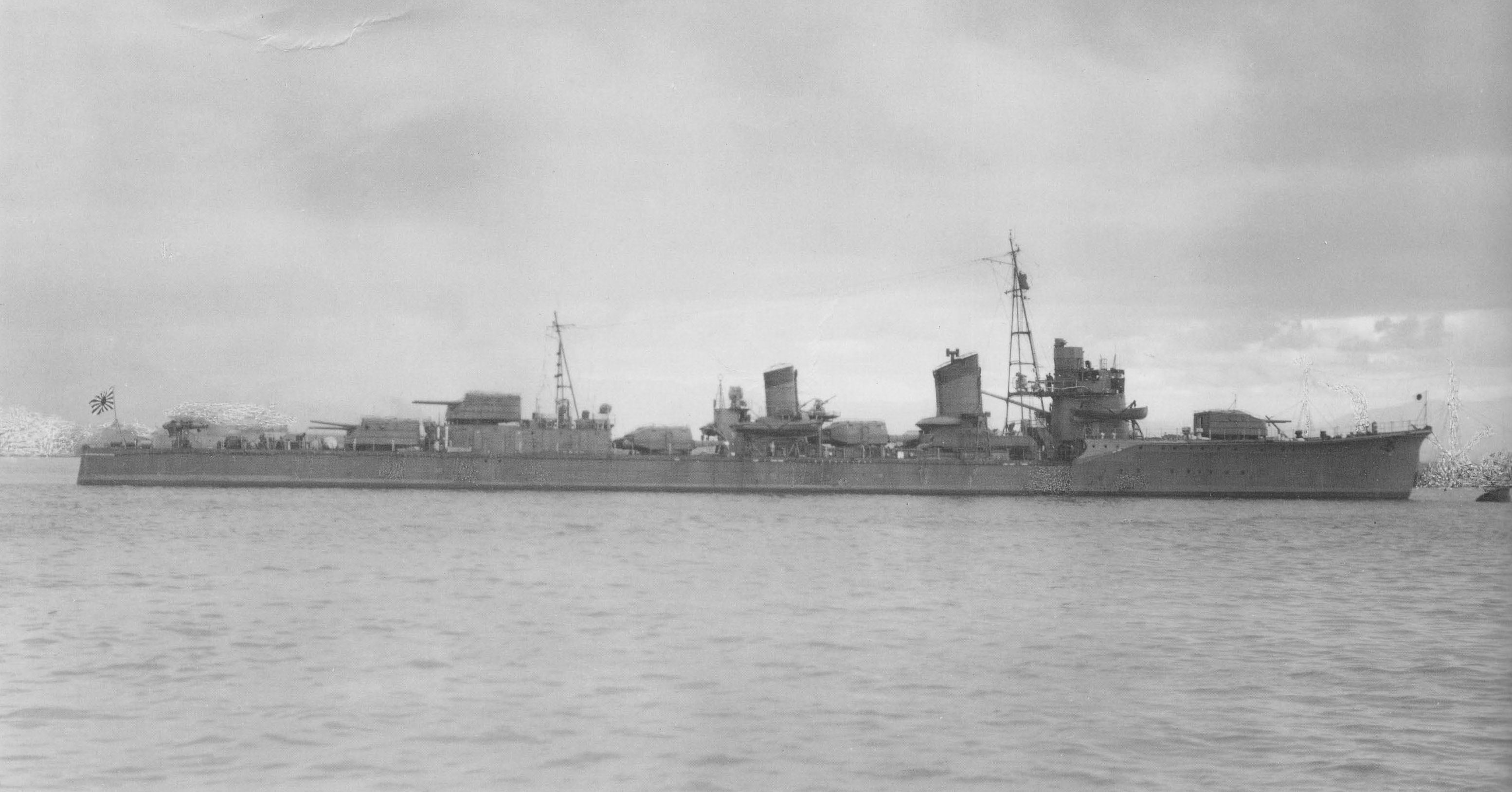
A Makigumo romboló. 1942. március 14.

2:55-kor Jamamoto végleg lefújta a Midway elleni hadműveletet. Watanabe fregattkapitány kérlelni próbálta, de Jamamoto kijelentette, hogy „túl nagy lenne az ára”. Az új haditerv az amerikai flotta nyugatra csalogatása lett. Jamamoto azt várta, hogy ha követik, akkor a japán kézen levő Wake-sziget támaszpontjairól kapott légi támogatás segítségével elpusztíthatja az ellenséget.
3:00-kor az élen haladó Kumano észrevette a Tambort és vörös jelzőlámpát villantott, ami előre veszélyt jelzett és balra 45°-os fordulatot parancsolt. A Mogami navigátora, Jamaucsi Maszaki a sötétben belerohant az előtte helytelenül 90°-os szögben elforduló Mikumába, miközben fordulózva akarták a várható torpedótámadást elkerülni. A valóságban a Tambor egyetlen torpedót sem lőtt ki, mivel nem tudta, milyen hajókat követ, sőt, olyan sietve próbált eltűnni, hogy a kapcsolatot is elvesztette a japán hajókkal, így nem vette észre az ütközést. A Mikuma hátsó olajtartálya felrepedt és üzemanyagot folyatott az óceánba, de a sérülése nem volt súlyos. A Mogami orra viszont erősen behorpadt. A két sérült mellett otthagyták kísérőnek az Arasió és az Aszasió rombolókat, a Szuzuja és a Kumano pedig továbbindult. A Tambor csak 4:12-kor, a hajnali derengésben azonosította a hajókat, a japán cirkálókat.
A Tambor információja nagy késéssel ért el Spruance-ig Robert English tengernagyon, a CONSUBPAC parancsnokán és Nimitzen keresztül. A precíz Spruance-t nagyon dühítette a pontatlan tájékoztatás, mivel a megtalált hajók irányáról, osztályáról, nemzetiségéről nem kapott információt, de még arról sem, hogy egyáltalán hadihajók-e. Nem tudta kizárni, hogy a japánok Midway szigete ellen inváziót indítanak, ezért 4:20-kor délnyugat felé fordult egységeivel, és úgy helyezkedett, hogy hatásosan léphessen fel a sziget megvédésére.
A Tambor figyelmeztetését Midwayen is fogták. 4:30-kor Flight 92 kódnév alatt Blakey őrnagy vezetésével 12 B-17-es szállt fel a szigetről, hogy a Tambor információi alapján akkor még fenyegetőnek ígérkező invázióval szembeszálljanak. A kora hajnali időpontban azonban Brooke Allen alezredes gépei a párás, ködös időben nem láttak japán hajókat, és 6:00-tól a Kure-atoll fölött köröztek további utasításokat várva. 6:30-kor egy Catalina hidroplán jelentette, hogy „két olajcsíkot húzó csatahajó” halad nyugat felé, Midwaytől 200 km-re. Midwayen ekkor megkönnyebbültek a szigetet védő tengerészgyalogosok, mert ez már a visszavonulás jele volt.
Jamamoto 4:50-kor parancsot adott az Akagi elsüllyesztésre is. A másik sérült hordozót, a már mozdulatlan Hirjút éjjel 23:58-kor óriási robbanás rázta meg. Mivel a már lelohadó tűz újraéledt, a személyzetet evakuálni kezdték és a hajót sorsára hagyták. Jamagucsi ellentengernagy és Kaku kapitány a japán tengerészeti szokásokkal összhangban a hajón maradást választotta, ezzel – mint minden hasonló alkalommal – a japán tengerészet értékes, képzett tisztjeit vesztette el. 5:10-kor a Makigumo romboló több torpedót lőtt a sodródó roncsba, amelynek teljes elsüllyedése még órákig tartott. Reggel a Kidó Butai 1 kötelékében eddig kisegítő szerepet játszó, kiöregedett Hósó repülőgép-hordozóról felderítőgépeket indítottak a helyzet felmérésére. A B4Y készítette az utolsó felvételeket a Hirjúról, és túlélőket pillantottak meg a fedélzeten, akik a felderítőgépnek jeleztek. Megmentésükre kirendelték a Tanikaze rombolót, amely azonban nem ért oda 9:12 előtt, amikor a Hirjú végül elsüllyedt.
Hét órakor Marshall A. Tyler százados hat TBD Dauntless zuhanóbombázója és Richard E. Flemming százados hat SB2U Vindicator zuhanóbombázója felszállt Midwayről. 7:45-kor vették észre az olajcsíkot az óceánban, és húsz perc múlva megközelítették a légvédelmi gránátokat lövő két japán cirkálót és két rombolót. 8:08-kor kezdték meg a rárepülést Tyler gépei, de nem értek el találatot. Ezután Fleming húzott át a cirkálók felett a nap irányából, hogy ósdi gépeivel és gyakorlatlan pilótáival a siklórepülésben végrehajtott bombázás közben kevésbé legyen kitéve a légelhárításnak, de ők sem tudtak kárt okozni. Fleming gépe a rárepülés közben kigyulladt, és a bombák lehajítása után egyenesen rázuhant a Mikuma nyolchüvelykes lövegének tornyára. A becsapódás tüzet okozott, ami átterjedt a jobb oldali gépház szellőzőberendezésére. A füsttől a gépészek megfulladtak, és a Mikuma nem tudta tartani a 12 csomós sebességet. 8:30-kor a Flight 92 is megtalálta a japán hajókat, és két hullámban megbombázta. Majdnem találatokat és két lehetséges találatot jelentettek, de valójában ismét semmit sem találtak el.
8 óra körül Spruance tudomást szerzett arról, hogy a midwayi felderítők a párás, felhős égboltról megláttak két csatahajót, három nehézcirkálót és egy lángokban álló hordozót, amelyek lassan, 12 csomós sebességgel haladtak északnyugat felé. A japánok egy Midwaytől kb. 360 km-re levő időjárási front irányában haladva távolodtak a szigettől. Spruance nyugat felé fordította hajóit, és 25 csomós sebességgel üldözőbe vette a japán hajókat.11 órakor nyugat-északnyugatra módosította az irányt. 14:00-kor egy csoportnyi B-17-es repült el a Task Force 16 fölött. Spruance kapcsolatba akart lépni velük, de a B-17-esek nem reagáltak, Midwaynek jelentették az amerikai flotta helyzetét. 14:20-kor Nimitztől jelentés érkezett a nyolc órás információk némileg kiegészített változatáról, de új harcérintkezést nem sikerült teremteni a japán hajókkal. A reggeli, nem túl friss információk alapján készített becslés szerint a japán hajók ekkor kb. 350 km-es távolságban lehettek, ezért az Enterprise 32 zuhanóbombázót indított fedélzetéről egy-egy 500 fontos bombával és sok üzemanyaggal felszerelve. A Hornet 15:12-kor további 26 bombázót indított.
A felhőzet egyre vastagabb, a látótávolság egyre kisebb lett. A gépek kb. 400 km-nyit repültek északnyugati irányban, romló időjárási viszonyok között, de az összevont japán magasabb egységet nem találták meg. A Hornet csoportja a visszaúton egy Katori osztályú könnyűcirkálót vélt megpillantani, és 18:04-kor támadásba lendült ellene. Ez valójában a Tanikaze romboló volt, amit a Hirjú fedélzetén rekedt legénység megmentésére küldtek ki, és most onnan visszatérve igyekezett csatlakozni Nagumo többi hajójához. A romboló teljes gőzzel manőverezve légelhárító tűzzel válaszolt, így a zuhanóbombázók nem értek el találatot. 18:15-kor és 18:25-kor két hullámban összesen 17 darab B-17-es is bombázta a hajót, de eltalálniuk nekik sem sikerült. A visszaúton elveszítettek két B-17-est, amelyeknek kifogyott az üzemanyaga. 18:30-kor az Enterprise gépei szintén megbombázták a Tanikazét, de a romboló mindent sikeresen elkerült.
A japán flotta nyomának elvesztése miatt Spruance éjjelre 15 csomóra csökkentette a sebességet, és nyugat-északnyugati irányban tartotta a kormányt. Így remélte, hogy június 6-án reggel még elég közel lesz abban az esetben is, ha a japánok nyugat felé tűntek el, mert Japánba igyekeztek, és akkor is, ha délnyugatra fordultak, hogy a tengerészgyalogság szállítóhajóival találkozzanak.

### 1942. június 6.

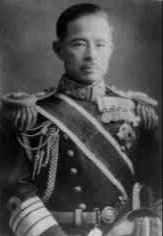
Komacu Teruhisza altengernagy

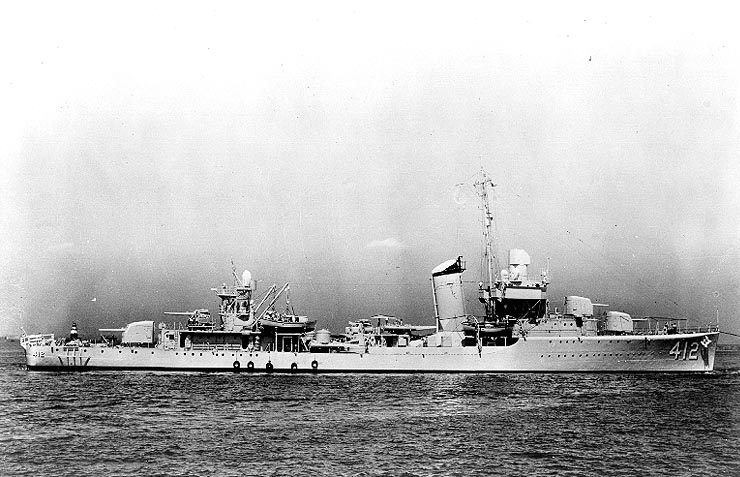
A USS Hammann

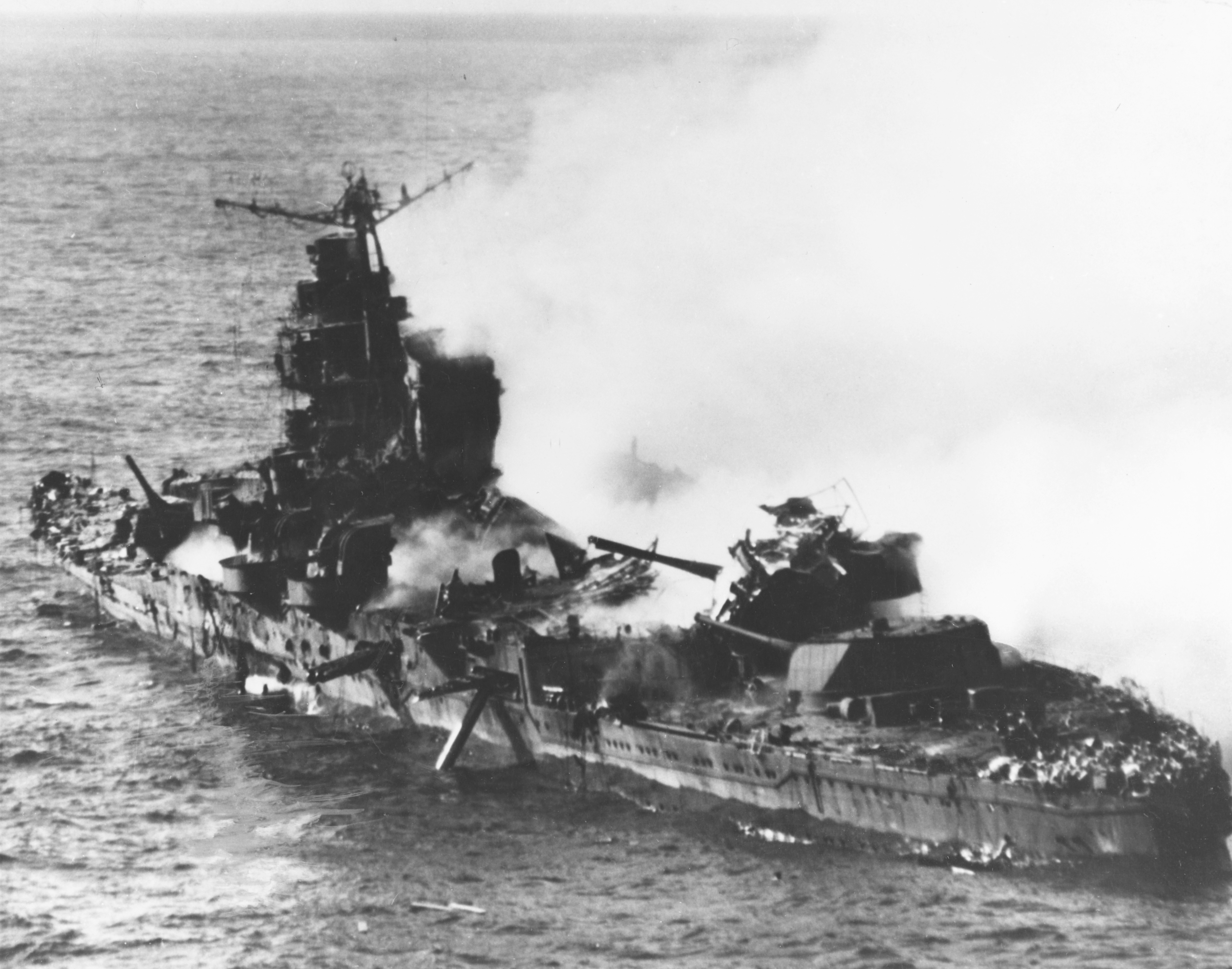
A Mikuma, nem sokkal elsüllyedése előtt

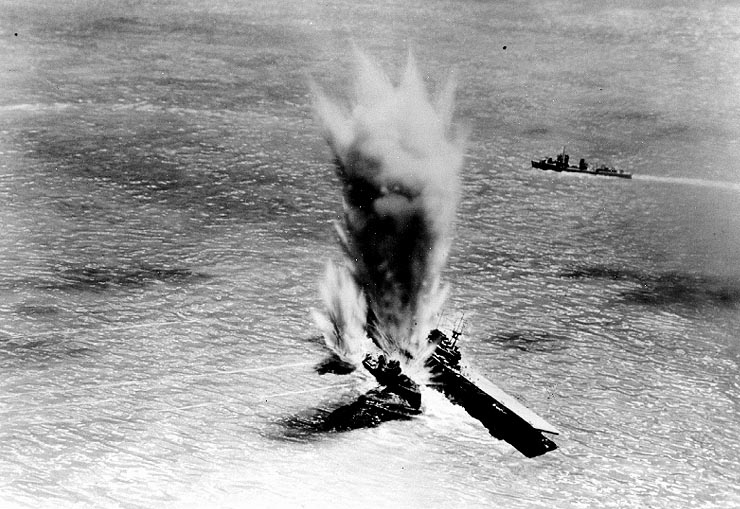
Torpedótalálat a Yorktownon és a Hammannon, Norman Bel Geddes dioráma képe

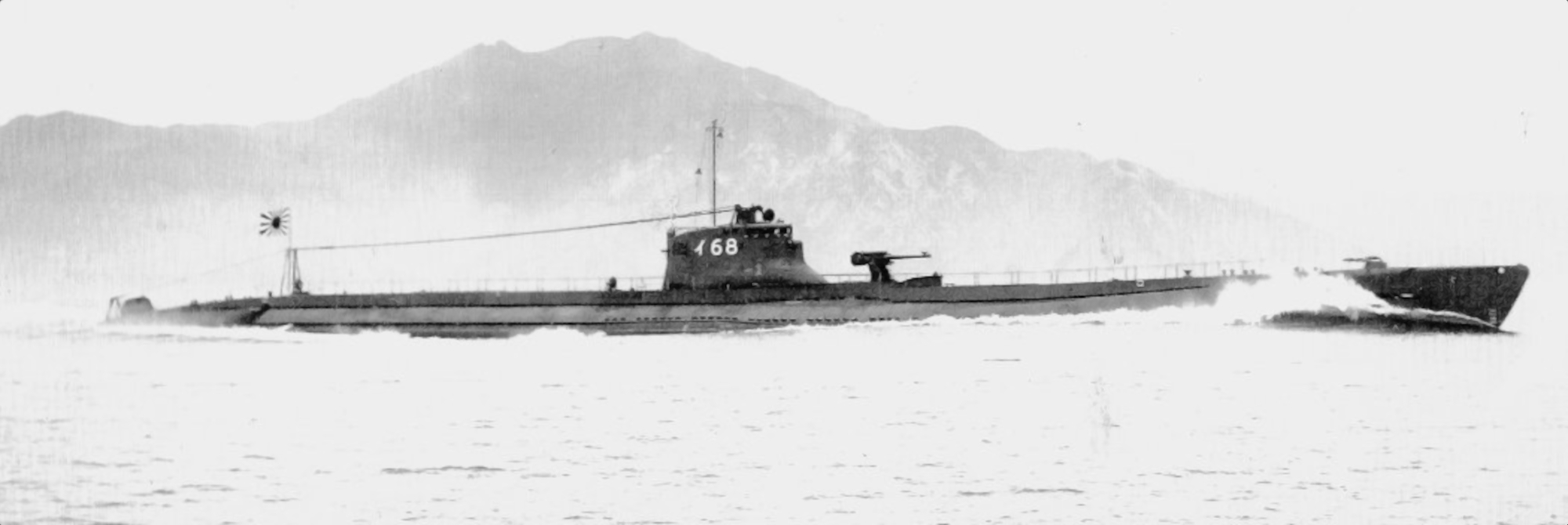
Az I-68 1934-ben. A hajót 1942 májusában nevezték át I-168-ra.

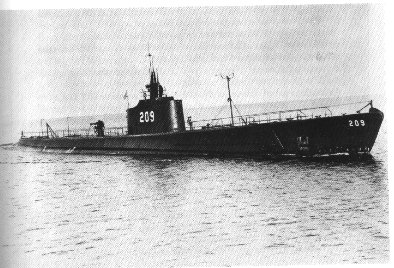
A USS Grayling

03:40-kor az 1. légi hadsereg a következő kódolt üzenetet küldte Jamamotónak: „Egy Yorktown osztályú ellenséges hordozó súlyos sérülést szenvedett, balra dől, és az északi szélesség 30° 30’, nyugati hosszúság 176° 10’ koordinátáknál sodródik”. Később a helyszínt új üzenetben pontosították. Az információt a Csikuma cirkálóról felszállt 4-es számú felderítő szolgáltatta még június 5-én délután. Komacu Teruhisza ellentengernagy, a 6. flotta parancsnoka Kwajaleinről utasítást adott legközelebbi tengeralattjárójának, az I-168-nak, hogy a lehető leggyorsabban támadja meg a hordozót.
Hajnalban a Yorktown még mindig úszott, és az elmúlt napok eseményei után lehetőség nyílt a mentésre. Buckmaster sorhajókapitány maga vezényelte a mentőbrigádot és elsőként kapaszkodott a repülőfedélzetre, ahol halottak hevertek szanaszét. A munkabrigádok tisztelegtek a harcban elesettek előtt, és a tengerészima után elkezdték levágni a sérült szerelvényeket. Kidobálták a repülőgépek roncsait és a bomba-, valamint a torpedókészleteket, hogy könnyítsenek a hajón. A Hammann romboló a Yorktown mellé állt, és fedélzetéről működtették a hordozható szivattyúkat, valamint adták az elektromos energiát.
5:10-kor az Enterprise 18 felderítőt küldött ki nyugat felé. 6:45-kor két jelentés érkezett a Wake-sziget felé menekülő japán cirkálók helyzetéről. A Hornet 26 zuhanóbombázót és nyolc vadászgépet indított, amelyek 9:30-kor pillantották meg a Mogami csoportját. 9:50-kor Stanhope Ring kiadta az utasítást a támadásra. Mindkét cirkálót és az egyik rombolót is eltalálták. 10:45-kor az Enterprise is indított 31 zuhanóbombázót, három torpedóvetőt és tizenkét vadászgépet Wallace C. Short Jr. sorhajóhadnagy vezetésével (aki az ütközet kezdetén a Yorktown VS-6 századának parancsnoka volt). 12:30-kor találtak rá a céljukra, miután fél órát egy nemlétező csatahajó kergetésével töltöttek el.
Jamamoto a Mogami és a Mikuma elleni támadásokból rájött, hogy az amerikai flotta megváltoztatta célpontját. Déltájban Kondo tengernagyot a Zuiho könnyűhordozóval, hat cirkálóval és nyolc rombolóval a Mogami csoportjához küldte, hogy éjszakai ütközet csapdájába csalja az ellenséget.
14:45-kor ismét a Hornet gépei támadtak, amikor a Mikumát éppen elhagyni készült a legénység. A mellette álló és a tengerészeket menteni igyekvő rombolóval együtt bombázták meg. Összességében az Arasió és az Aszasio egy-egy bombatalálatot kapott, a Mogami hatot. A Mikuma öt találat után kigyulladt és torpedói felrobbantak. Szakijszma kapitány a hidat érő találattól meghalt. A hajó 650 ember halálát okozva elsüllyedt. 240 tengerészt a másik három japán hajó megmentett, és az immár súlyosan sérült Mogamival együtt befutott a japán kikötőkbe.
13:00-kor a Yorktown dőlése már 2°-ot csökkent, a Hammannról pedig ebéd érkezett. Távolabb még öt romboló cirkált fel-alá, tengeralattjárók után kutatva. 24 órányi keresés után délután az I-168 megtalálta a Yorktownt, és ekkor már nyolc órája azon dolgozott, hogy lőtávolba lopakodjon. Négy torpedót lőtt ki rá. Az első torpedó nem talált, kettő elment a hordozó mellett haladó Hammann romboló alatt, és a Yorktown oldalfalán robbant, míg a negyedik kettétörte a Hammann gerincét. A romboló kevesebb mint négy perc alatt elsüllyedt. A Yorktown azonban június 7-én hajnali öt óráig a felszínen maradt, és csak akkor fordult az oldalára, majd elsüllyedt. A Gwin, a Hughes és a Monaghan rombolók öt órán keresztül dobáltak mélységi bombákat az I-168-ra, de sikertelenül. 18:30-kor fel kellett merülnie a felszínre friss levegőért és az akkumulátorok feltöltése érdekében. 18:45-kor a rombolók a láthatáron füstöt pillantottak meg, ami a felszínre emelkedett I-168 dízelmotorjából jött, ahogy megpróbált minél gyorsabban eltávolodni. Újra üldözőbe vették, és 19:05-kor tüzet nyitottak rá. A gránátrobbanások közepette a tengeralattjáró alámerült, és a rombolókat lerázva elmenekült. Tizenkét nappal később hajtóműsérüléssel futott be a szaszebói javítóműhelybe. Tanabe korvettkapitány szerint a hajójának akkumulátorai a többórás mélységi bombázás során annyira megsérültek, hogy hazaútja során már nem tudott lemerülni.
A délután folyamán a cirkálók elleni támadásból utolsónak visszatérő B-17-es csoport azt jelentette, hogy megbombáztak és „pillanatokon belül” elsüllyesztettek egy ellenséges cirkálót. De aztán kiderült, hogy az valójában a USS Grayling tengeralattjáró volt, ami valóban nagyon gyorsan lemerült azt látva, hogy saját honfitársai próbálják elsüllyeszteni. 19:00 után Spruance már több mint 600 km-re távolodott el Midwaytől nyugatra. Nem állt szándékában japán csapdába szaladni, sem pedig a Wake-sziget légierőjével megmérkőzni, így megszakította az üldözést, és visszafordult kelet felé. Az ütközet véget ért.
John Murphyt, a Tambor kapitányát Pearl Harborba való befutása után az ellenséggel szemben tanúsított határozatlan fellépés miatt leváltották és partra tették.

## Értékelések, kritikák
- Hadtörténészek szerint a túlerőben lévő japán flotta a túl bonyolult haditervnek köszönhette a kudarcát, valamint annak, hogy az egész terv arra volt felépítve, hogy az amerikaiak pontosan az ő elvárásaiknak megfelelően fognak cselekedni.[120]
- Jamamoto túlságosan megosztotta haderejét. Hazardírozott és vesztett. Rossz taktikát választott és hagyta, hogy ennek folyományaként rossz tervek szülessenek.[121]
- Nagumo a krízishelyzetekben nem cselekedett kellő rugalmassággal. A hadihajóknak a partraszállás segítésére kellett volna koncentrálniuk, miközben a bombázóknak az ellenséges anyahajókat kellett volna támadniuk.[121]
- A japánok túlzott önbizalmuk miatt saját teljesítőképességüket erősen felülbecsülték, míg az amerikaiak küzdőképességét, harci elszántságát jelentősen alulértékelték.[122]
- A japánok valamennyi terve az amerikaiak tudomására jutott.[11] Ennek következtében a támadóerők megosztott felvonulása éppen ellenükre fordult. Nagumo harccsoportja helyett más csoportok rendelkeztek jelentős mennyiségű felderítő hidroplánindítási képességgel, holott erre a frontvonalba küldött Kidó Butai 1-nél lett volna szükség. Úgyszintén ott lett volna szükség minél koncentráltabb légelhárításra, de a távolból felzárkózó csoportok ebben sem tudtak segítségére lenni.[54]
- A japánok, hírszerzésük hiányossága miatt, semmit nem tudtak az amerikaiak felkészültségéről, helyzetéről.[11] Téves értesülések és azoknak hibás értékelése miatt úgy gondolták, hogy az ütközetet megelőzően az amerikai flotta hordozói a Csendes-óceán déli részében találhatók. Ez azért is meglepő, mert hogyan akartak döntő csapást mérni az amerikaiakra, ha azok nem is tartózkodtak a térségben?[11]
- A japánok nem rendelkeztek megfelelő radarral, így nappal csupán optikai eszközeikre, éjjel pedig jelzőfényekre és keresőlámpákra voltak kénytelenek hagyatkozni.[11]
- „A felületes tervezés, a vezérkar gyenge munkája és az alsóbb vezetés szokatlanul magas hibaszázaléka megfertőzte az egész japán haderőt.”[28]
- Miles Browning a TBD torpedóbombázókat „végzetesen alkalmatlannak” minősítette, s megállapította, hogy ráadásul túl lassú és alacsony rombolóerejű Mark XIII típusú torpedókkal voltak felszerelve.[123]
- A japán hordozók technikai kárelhárító rendszere csődöt mondott az ütközet folyamán, ezért haváriacsapataik képtelenek voltak ellenőrzés alatt tartani a pusztító tüzeket. Az ütközet után levont következtetések és újonnan meghonosított elővigyázatossági intézkedések ellenére a téma továbbra is a japán flotta gyengesége maradt a háború folyamán.[124]
- Az amerikai flotta elavult repülőgépparkkal vágott bele az ütközetbe. A Brewster Buffalo vadászok szinte esélytelenek voltak a japán Zérókkal szemben. Spruance és Browning még az F4F-3 Wildcat típusú vadászokat is erősen alulteljesítőnek értékelte a Zérókhoz képest. Az amerikaiak kevés kiképzett és gyakorlott pilótájukat sok esetben alkalmatlan gépek fedélzetén küldték a halál torkába. Nimitz jelentésében a hadsereg Curtiss P-40F Warhawk vadászainak a haditengerészethez való átirányítását kérte Ernest J. King tengernagy haditengerészeti vezérkari főnöktől, illetve az Vought F4U-1 Corsair hadrendbe állítását elsődleges fontosságúnak nevezte a vadászgéppark lecserélése érdekében.[123]
- A B-17-esek nagy magasságból végrehajtott szőnyegbombázási koncepciója működésképtelennek bizonyult a csata és a későbbiek folyamán, mivel valójában soha semmit nem találtak el, azzal ellentétben, ami a jelentéseikben szerepelt. Küldetéseik kizárólag a saját erőt apasztották.[120]
- Az amerikai haditengerészet torpedói csapnivaló hatásfokkal robbantak föl. A teljes torpedóállomány lecserélésre szorult.[123]
- Fletcher a Midway és a korall-tengeri csata után új felismerésként jelentette Nimitznek, hogy a hordozóknak párokban kell tevékenykedniük és külön hordozóhoz tartozó, de együttműködő repülőcsoportokkal indítaniuk a támadást, az úgynevezett hullámokban végrehajtott légitámadás helyett. Japán oldalon ennek felismerése már korábban megtörtént, és megszervezése begyakorlottan ment.[125]
- Az amerikai flotta légi felderítése is esetleges maradt, mivel a doktrína szerint ilyen feladatra csak végszükség esetén volt szabad bombázókat elkülöníteni, nehogy a csapásmérő képesség szenvedjen hiányt. Meg nem talált célok esetén azonban a csapásmérő képesség teljesen hiábavaló. Az amerikai cirkálók nem voltak képesek olyan nagy hatótávolságú felderítőgépek indítására, mint amilyet a Csikuma, vagy a Tone tudott indítani.[123]
- A megnövekedett területi kiterjeszkedés nagyobb mennyiségű üzemanyagot igényelt, ami nem állt a japánok rendelkezésére, hiába foglalták el az olajmezőket.[10]

## Következmények

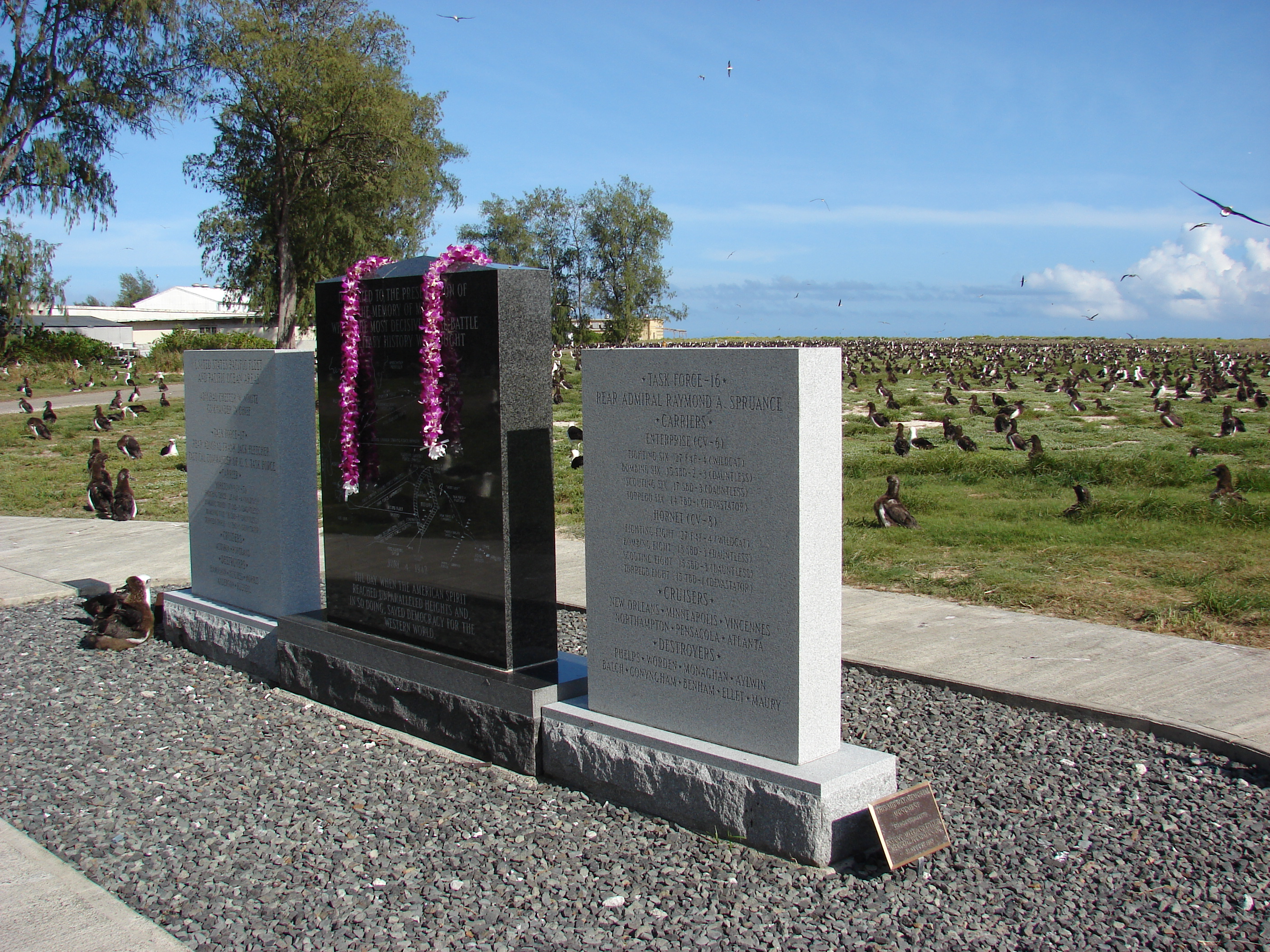
A csata emlékműve (A háttérben Laysan-albatroszok)

A japán haderő győzelme esetén legalább további egy évre meghosszabbították volna jelenlétüket a térségben.  Mivel a négy legfontosabb anyahajójuk elsüllyedt, elvesztették a kezdeményezés lehetőségét. Ehhez még hozzájárultak a Korall-tengeren elszenvedett veszteségek is. A háború menete a Csendes-óceánon megfordult: Japán innentől kezdve védekezni kényszerült, míg az Egyesült Államok támadott. A szövetségeseket támadásra biztatták az események, és augusztusban megindítottak egy ellentámadást a Guadalcanal szigetének elfoglalására, ahonnan egyenes út vezetett a Fülöp-szigeteken keresztül Tokióig. Az ütközet értékes tapasztalatokhoz juttatta az amerikaiakat a repülőgép-hordozók bevetésével kapcsolatban. A midwayi siker lehetővé tette az Egyesült Államok számára, hogy a csendes-óceáni helyzet kedvező alakulásával erőit Németország ellen is fordítsa. Japán elveszítette repülőgépeinek, hajóinak, képzett legénységének jelentős részét, és ezt a későbbiekben nem sikerült pótolnia. Ezen túlmenően a háború további részében már nem tudott lépést tartani az amerikaiak egyre növekvő anyagi és technikai fölényével.

## Feldolgozásai
- The Battle of Midway 1942-ben bemutatott amerikai rövid dokumentumfilm. Rendezte John Ford, főszereplői Johnny Governali, Donald Crisp, Henry Fonda és Jane Darwell.
- A Midway-i csata (Midway) 1976-ban bemutatott amerikai film. Rendezte Jack Smight, főszereplői Charlton Heston és Henry Fonda.[126]
- A National Geographic Channel a Tábornokok a harcmezőn sorozat keretében 2009-ben dolgozta fel a midwayi csatát (Generals at war: Midway). Rendezte Robert Hartel és Leesa Rumley.[127]
- Midway (Midway) 2019-ben bemutatott amerikai film. Rendezte Roland Emmerich, főszereplői Ed Skrein, Patrick Wilson, Luke Evans, Aaron Eckhart, Nick Jonas, Mandy Moore, Dennis Quaid, Aszano Tadanobu és Woody Harrelson.[128]